# Cuisine française
La cuisine française fait référence à divers styles gastronomiques dérivés de la tradition française. Elle a évolué au cours des siècles, suivant ainsi les changements sociaux et politiques du pays. Le Moyen Âge a vu le développement de somptueux banquets qui ont porté la gastronomie française à un niveau supérieur, avec une nourriture décorée et fortement assaisonnée par des chefs tel Guillaume Tirel. Au XVIIe siècle, les habitudes ont changé, avec une utilisation moins systématique des épices et avec le développement de l'utilisation des herbes aromatiques et de techniques raffinées, initiées par François Pierre de La Varenne. Au XVIIIe siècle, de somptueux banquets avec des dizaines de plats sont servis à la Cour de France à Versailles. C'est également vers la fin de ce siècle que naît Marie-Antoine Carême, futur chef de renommée internationale.
La cuisine française a été codifiée au XXe siècle, par Auguste Escoffier, pour devenir la référence moderne en matière de grande cuisine. Elle est aujourd'hui encore considérée comme une référence dans le monde en raison de son aspect culturel. L'œuvre d'Escoffier a toutefois laissé de côté une grande partie du caractère régional que l'on peut trouver dans les provinces françaises. L'essor du tourisme gastronomique, avec l'aide notamment du Guide Michelin, a contribué à un certain retour aux sources des gens vers la campagne au cours du XXe siècle et au-delà.
La diversité des traditions régionales rend la cuisine française multiple plutôt qu'unifiée. De nombreux plats régionaux se sont développés au point d'être connus et reconnus au niveau national, donnant parfois naissance à des variations d'une région à l'autre.
Les produits agricoles comme le fromage, le vin, la viande, etc., occupent une place d'exception dans la cuisine française, de nombreuses productions régionales arborant, lorsqu'elles sont commercialisées, le label de préservation de l'environnement Agriculture Biologique (AB), des marques de certification collectives liées à l'agriculture durable comme Demeter, Bio Cohérence, etc., ou une préservation d'appellation d'origine comme Appellation d'origine protégée (AOP) ou encore une préservation d'indication géographique comme Indication géographique protégée (IGP).
Le « repas gastronomique des Français », suivant la proposition faite par l'Institut européen d'histoire et des cultures de l'alimentation, a été ajouté à la liste représentative du patrimoine culturel immatériel de l'humanité de l'UNESCO le 16 novembre 2010,. Avec la cuisine mexicaine et la diète méditerranéenne, inscrites le même jour, c'est la première fois que des traditions culinaires sont enregistrées dans cette liste.

## Histoire
La cuisine française a énormément évolué au cours des siècles. À partir du Moyen Âge, une cuisine nationale unique et créative a commencé à émerger. Cet élan initié par plusieurs grands chefs est la conséquence des différents mouvements sociaux et politiques. Au fil des années, différents noms ont été donnés aux styles de cuisine français qui ont été codifiés par différents maîtres-cuisiniers. Tout au long de leur vie, ces chefs ont été tenus en haute estime pour leurs contributions à la culture du pays. La cuisine française s'est principalement développée dans la ville de Paris avec les chefs de cuisine royaux, mais elle s'est finalement étendue à tout le pays et a même été exportée par delà les mers.

### Antiquité
- Si vous ne connaissez pas le sujet, laissez ce bandeau (vous pouvez alors contacter les auteurs).
- Si vous supprimez le contenu mis en cause (vous pouvez préalablement contacter les auteurs),

argumentez précisément cette suppression dans la page de discussion
(un manque de référence n'est pas un argument ; une recherche réelle de référence doit avoir été effectuée, être formellement documentée).

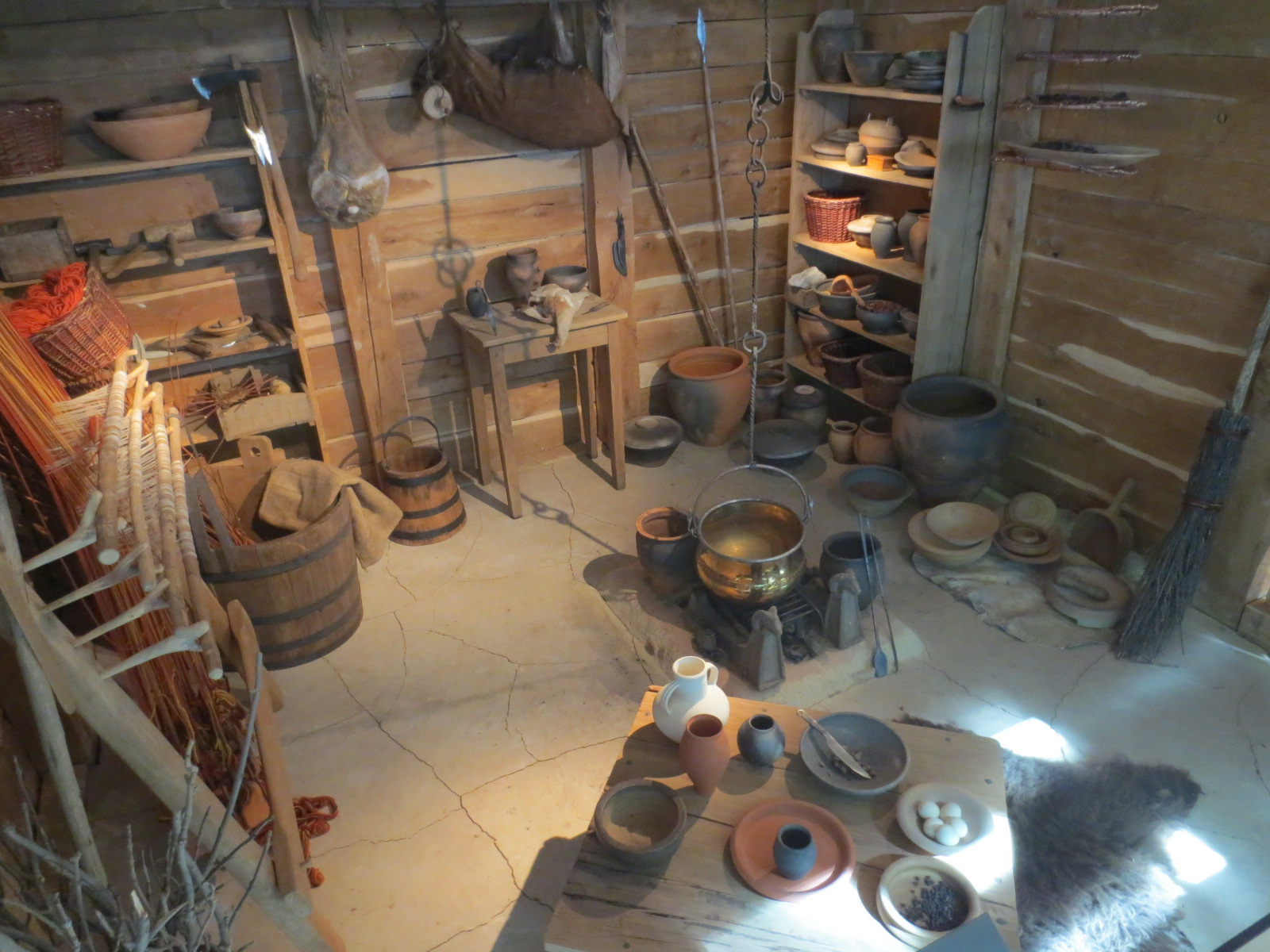
Reconstitution d'une cuisine sur le site de l'ancienne Bibracte, ancien oppidum gaulois et capitale des Éduens, situé près du village moderne de Saint-Léger-sous-Beuvray (Saône-et-Loire)

L'origine de certains mets de la cuisine française remontent à l'Antiquité, comme le coq au vin. Une légende raconte que Jules César fut l'inventeur du coq au vin de chanturgue : Vercingétorix, roi des Arvernes, lui aurait envoyé un coq, symbole de courage chez les Gaulois. Jules César l'aurait invité à une cena où il lui fit servir son coq cuit au vin[source insuffisante].
La cuisine de la Gaule antique est influencée par la cuisine gauloise et par la cuisine romaine. La cuisine du sud de la Gaule fut également influencée par la cuisine grecque, la bouillabaisse étant née à Massalia, fondation phocéenne. En ce qui concerne le fromage, Pline l'Ancien évoque dans son Histoire naturelle un fromage au lait de brebis dans le pays des Gabales (correspond à peu près au département de la Lozère) et des meules de fromage dans celui des Arvernes (correspond à peu près à l'actuelle Auvergne). Selon lui, c'est la région de Nîmes qui produit le meilleur fromage, bien que celui-ci ne se conserve pas bien et doit être consommé frais. Durant la Guerre des Gaules, Jules César aurait apprécié un fromage bleu dans la région de Saint-Affrique (Aveyron)[source insuffisante][Pas dans la source].

### Moyen Âge

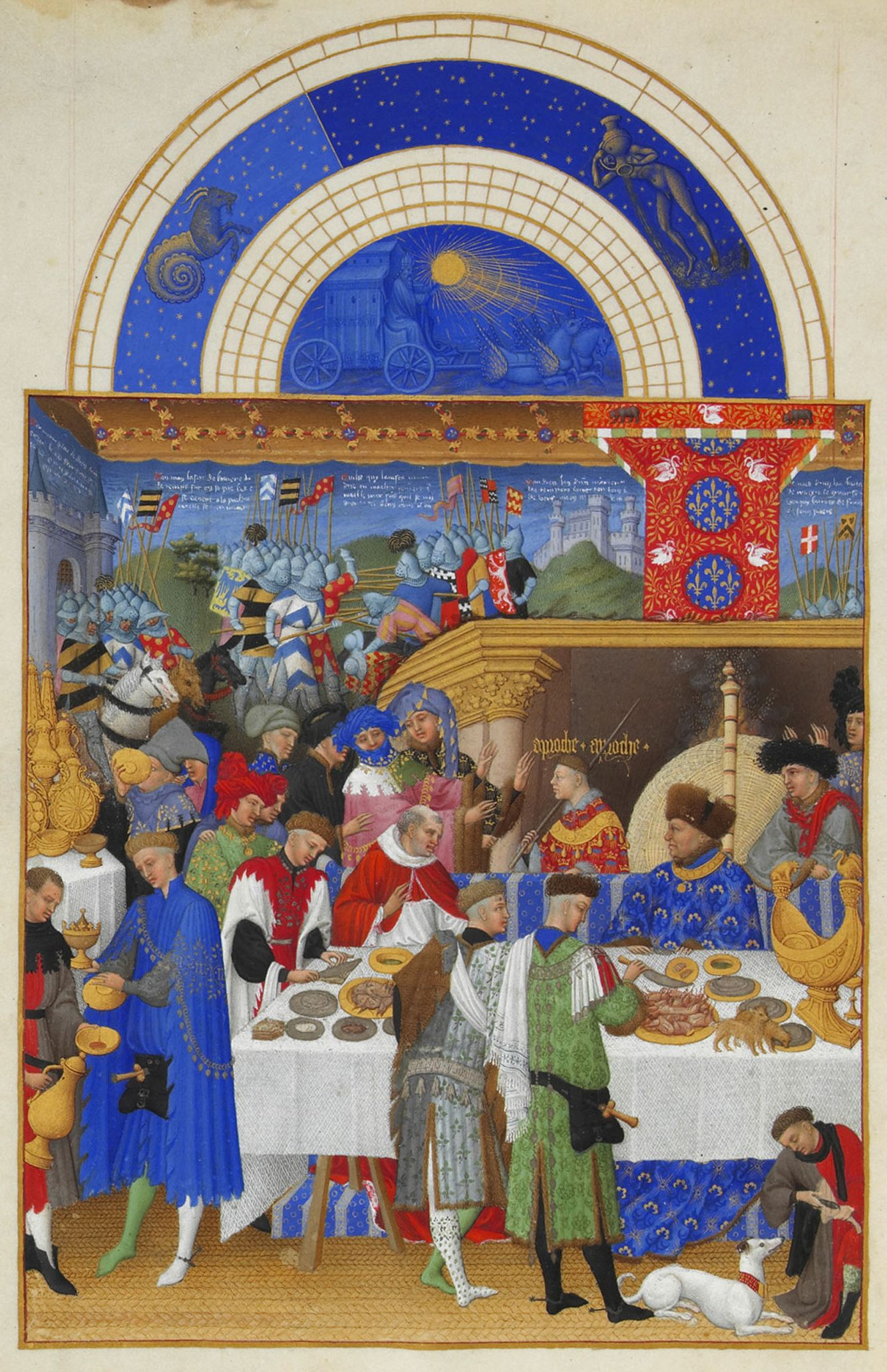
Jean Ier de Berry à table, Les Très Riches Heures du duc de Berry, musée Condé, Chantilly, ms.65, f.1v, vers 1411-1416.

Dans la cuisine médiévale, les banquets étaient chose commune dans la noblesse. Plusieurs plats y sont servis que ce soit « en confusion (mélangés) » ou non mélangés mais tous à la fois. Les grosses pièces de viande étaient coupées en tranches et généralement consommées à la main, entre le pouce et deux doigts. Les volailles et volatiles avaient une position élevée dans la chaîne des êtres (considérés comme plus près du ciel), ce qui explique qu'ils étaient tant goûtés par les hautes classes de la société. Les sauces étaient alors épaisses et très assaisonnées, notamment avec de la moutarde très parfumée.
Les tourtes occupaient une bonne place dans les banquets, où la croûte servait alors généralement de contenant davantage que comme nourriture. Ce n'est guère avant la fin du Moyen Âge que les tartes à base de pâte brisée se sont développées, comme le montrent les recettes du Viandier et du Mesnagier de Paris. Une fois le repas terminé, on servait des « issues de table » qui devinrent par la suite le dessert moderne. Ces issues de table se composaient généralement de dragées à base de morceaux de sucre ou de miel durci, de fromage et de vin épicé, comme l'hypocras.
À l'époque, les ingrédients des repas variaient considérablement selon les saisons et le calendrier liturgique. Ainsi, alors que les banquets étaient nombreux et opulents de la fin du printemps jusqu'à la fin de l'automne, ils se faisaient plus rares en hiver. Beaucoup d'aliments étaient alors conservés à l'aide de sel, d'épices, de miel ou d'autres conservateurs. Les animaux d'élevage étaient ainsi abattus au début de l'hiver. La viande de bœuf était alors salée, alors que la viande de porc était salée puis fumée. Le bacon et les saucisses étaient fumés à la cheminée, tandis que la langue et les jambons étaient passés à la saumure puis séchés. Les concombres étaient aussi saumurés, alors que les légumes verts étaient conditionnés dans des bocaux avec du sel. Les fruits, les noix et les légumes à racine étaient quant à eux bouillis dans le miel pour la conservation. Comme les baleines, les dauphins, les marsouins étaient considérés comme des poissons, ils étaient consommés au cours du Carême.
Les étangs artificiels étaient remplis de carpes, de brochets, de tanches, de brèmes, d'anguilles et d'autres poissons. Des cours permettaient de garder la volaille, telle que les pigeons ou les pigeonneaux qui étaient réservés à l'élite. Le gibier était très prisé, mais relativement rare, et incluait le cerf, le sanglier, le lièvre, le lapin et les oiseaux. Les jardins potagers regorgeaient d'herbes aromatiques telles que la tanaisie, la ruta, la menthe pouliot et l'hysope, qui sont rarement utilisées aujourd'hui. Les épices étaient des biens précieux et très coûteux à cette époque. Parmi les plus utilisées, on trouvait le poivre, la cannelle, le clou de girofle, la noix de muscade et le macis. Cependant, certaines des épices utilisées à l'époque dans la cuisine française ne le sont plus aujourd'hui, comme le cubèbe, le poivre long, la maniguette et le galanga. Des saveurs aigres-douces accompagnaient généralement les plats, en combinant du vinaigre et du verjus avec du sucre (pour les riches) ou du miel.
L'effet visuel des plats était très prisé et il était courant de voir des couleurs chatoyantes. Parmi les couleurs employées, le vert pouvait être obtenu par l'addition de jus d'épinards et de la partie verte des poireaux, la couleur jaune provenait du safran ou de jaunes d'œuf, tandis que le pourpre provenait de la maurelle ou de l'héliotrope. Des feuilles d'or ou d'argent pouvaient également être déposées au pinceau avec du blanc d'œuf sur la surface des aliments. C'était le cas, par exemple, de la tourte parmérienne, qui ressemblait à un château dont les tourelles étaient des pilons de poulets recouverts de feuilles d'or.
L'un des plats les plus grandioses de l'époque était le cygne ou le paon, rôti et recousu dans sa peau avec son plumage intact, les pattes et le bec dorés à l'or. Étant donné que ces deux oiseaux sont filandreux et ont un goût désagréable, de la viande hachée et assaisonnée d'oiseaux plus savoureux, comme l'oie ou le poulet, pouvait prendre la place de leur chair à l'intérieur de leur plumage.

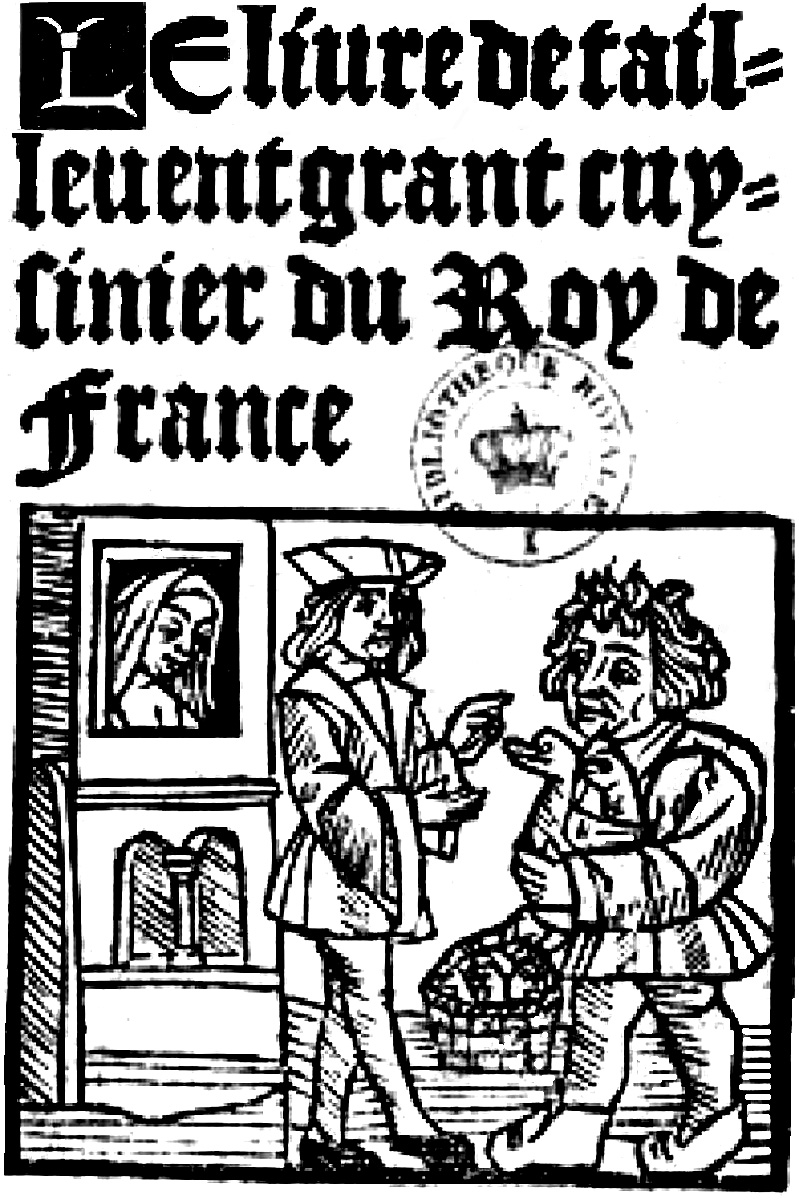
Page de garde du Viandier

Le plus connu des chefs français du Moyen Âge était Guillaume Tirel, également connu sous le nom de Taillevent. Il a travaillé dans de nombreuses cuisines royales au cours du XIVe siècle. Après son premier poste en tant que marmiton en 1326, il devint le chef de Philippe VI, puis du fils de Jean le bon. Le dauphin, devenu roi de France sous le nom de Charles V, en 1364, conserve Taillevent au poste de chef cuisinier. Son nom est associé au Viandier, un livre de recette français. Sa carrière dura soixante-six ans et, après sa mort, il fut enterré en grande pompe entre ses deux épouses. Sa pierre tombale le représente en armure, tenant un bouclier où sont représentées trois marmites.

### Ancien Régime
Sous l'Ancien Régime, Paris était la plaque tournante de la culture et de l'activité économique françaises. C'est donc naturellement à Paris que se trouvaient les artisans les plus qualifiés. Les marchés de Paris, tels ceux des Halles, de la Mégisserie ou de la rue Mouffetard, occupaient une place prépondérante dans la distribution de nourriture. Quelle que soit la taille de ces marchés, ils étaient régis par un système de corporations développé au Moyen Âge. À Paris, ces corporations étaient contrôlées par l'administration municipale et la Couronne. Une corporation visait à empêcher les artisans d'exercer dans une autre branche de l'industrie culinaire que la leur.
Deux types principaux de corporations coexistaient à l'époque : celles qui fournissaient les matières premières (bouchers, poissonniers, marchands de grains, jardiniers) et celles qui fournissaient des aliments préparés (boulangers, pâtissiers, sauciers, traiteurs). Certaines offraient à la fois des matières premières et des aliments préparés, telles que celles des rôtisseurs et des charcutiers. Ils avaient ainsi la possibilité de vendre des tourtes et des plats ainsi que de la viande crue et de la volaille. Cette coexistence causait des tensions avec leurs concurrents directs, les bouchers et les volaillers. Les apprentissages se déroulaient au sein de ces corporations et suivaient différents grades allant d'aide-cuisinier à chef-cuisinier. Les maîtres-queux jouissaient d'un pouvoir important auquel étaient associés des revenus importants et la sécurité de l'emploi. Parfois, le personnel qui travaillait dans les cuisines royales faisait partie de la hiérarchie de la corporation. Il était alors nécessaire pour eux de prévoir leur reconversion. Ceci n'était pas rare dans la mesure où le règlement de la corporation des cuisiniers de Paris le permettait.
Au cours des XVe et XVIe siècles, la cuisine française a intégré de nombreux aliments venus du Nouveau Monde. Bien qu'elles mirent du temps avant d'être adoptées, le registre des banquets de Catherine de Médicis montre un service de soixante-six dindes au cours d'un seul diner. Par ailleurs, le cassoulet prend ses racines avec l'arrivée des haricots du continent américain, ramenés de ses explorations par Christophe Colomb.

### XVIIesiècle

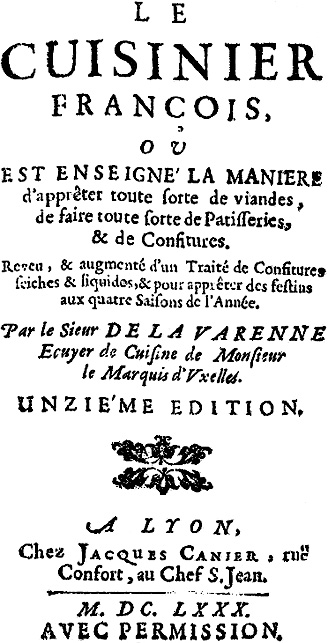
Page de titre de la onzième édition du Cuisinier françois, de La Varenne.

La « haute cuisine française » trouve sa source au XVIIe siècle avec le chef La Varenne. Celui-ci est considéré comme l'auteur du premier véritable livre de cuisine française, Le Cuisinier françois, en 1651. Son livre comprend la plus ancienne référence à l'utilisation de graisse de porc pour réaliser le roux (préparation à base de farine pour lier les sauces). L'ouvrage comporte deux sections : l'une pour les jours avec viande et l'autre pour le jeûne. Ses recettes ont marqué un changement par rapport au style de cuisine du Moyen Âge. Il a ainsi introduit de nouvelles techniques visant à créer des plats plus légers et moins épicés (viandes rôties, poissons bouillis le plus souvent accompagnés de légumes : petits pois, asperges et artichauts sont à la mode sous Louis XIV) et une présentation plus modeste des tartes, des pâtisseries et des chaussons. La Varenne a également publié en 1667 un livre sur la pâtisserie, intitulé Le Parfait Confiturier (réédité par la suite sous le nom de Le Confiturier françois) qui, de manière similaire, a mis à jour et codifié les nouvelles normes émergentes de la gastronomie pour les desserts et les pâtisseries.
En 1691, sous le règne de Louis XIV, le chef François Massialot écrit Le Cuisinier roïal et bourgeois. Ce livre contient les menus servis à la cour royale en 1690. À l'époque, Massialot travaille principalement comme cuisinier indépendant. Par leur lien avec la royauté, Massialot et beaucoup d'autres cuisiniers royaux reçoivent certains privilèges. Ils ne sont ainsi pas soumis à la réglementation des corporations et peuvent organiser des réceptions de mariage et des banquets, sans aucune restriction. Le livre de Messialot est le premier qui est écrit sous la forme d'une liste alphabétique de recettes, préfigurant ainsi le premier dictionnaire culinaire. Y apparaît également la première illustration d'une marinade, que ce soit pour une marinade de volaille et de gibier à plumes ou de poissons et de crustacés. Le fait que ses recettes n'indiquent pas les quantités des ingrédients suggère que Massialot écrit pour des cuisiniers qualifiés.
Les rééditions successives du Cuisinier roïal et bourgeois incluent des améliorations importantes tel que l'ajout d'un verre de vin aux bouillons de poisson. Des définitions sont également ajoutées dans l'édition de 1703. Lors de l'édition de 1712, l'ouvrage est renommé Le Nouveau Cuisinier royal et bourgeois et porté à deux volumes. Cette réédition est également rédigée dans un style plus élaboré avec des explications détaillées sur la technique. D'autres petites préparations y sont incluses et un troisième plat est ajouté au repas. Le ragoût, plat traditionnel français, fait sa première apparition comme plat à part entière dans cette édition, alors qu'il était auparavant considéré comme une garniture.

### XVIIIeetXIXesiècles

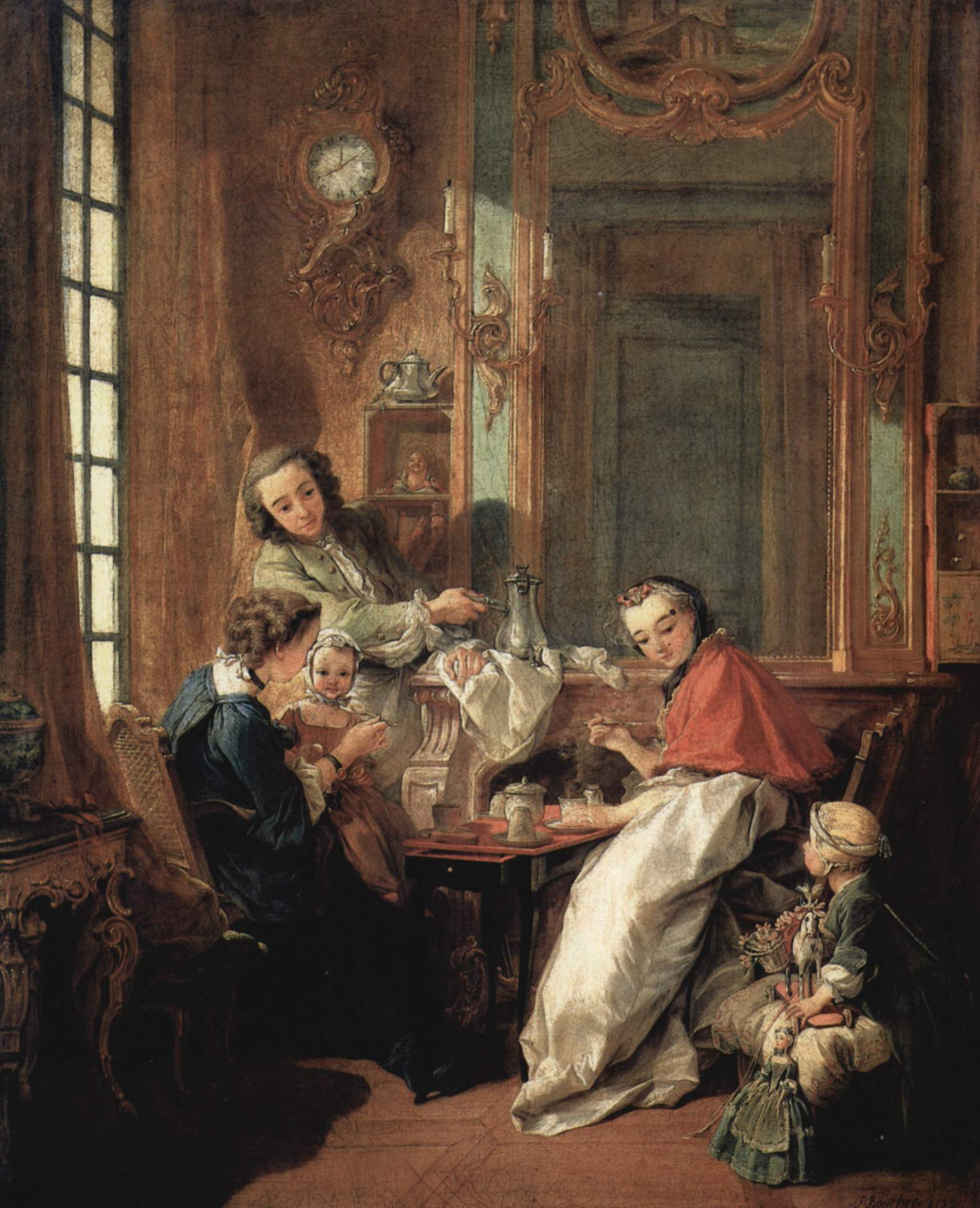
Le Déjeuner de Boucher (1739) réunit une famille bourgeoise autour d'un cabaret.

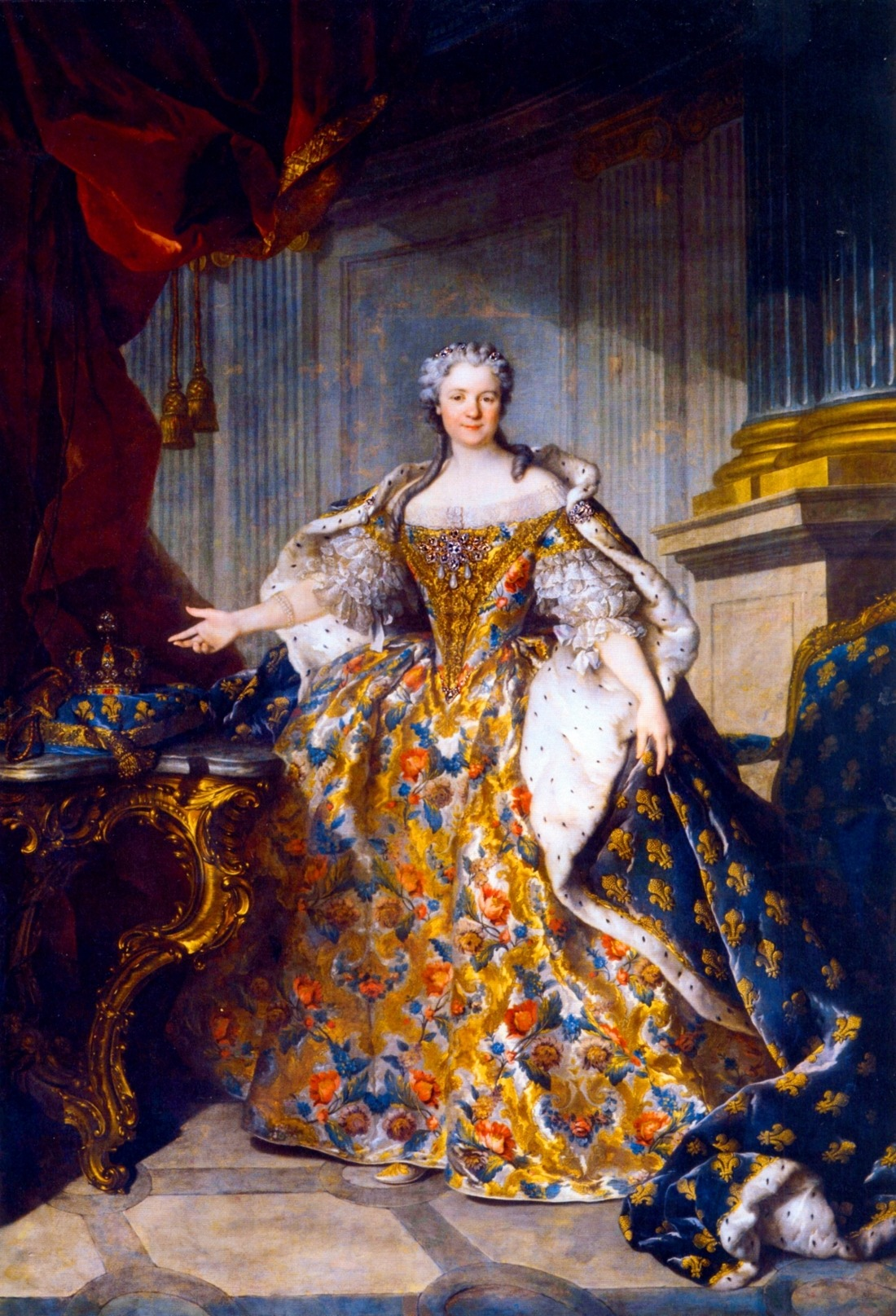
On doit à la reine Marie Leszczynska, la femme de Louis XV, certaines influences sur la cuisine française.

L'introduction des boissons exotiques au XVIIe siècle est suivie de leur essor au siècle suivant : chocolat, thé, et café font l'objet d'une abondante littérature dans laquelle amateurs et détracteurs s'affrontent. Leur consommation devient courante à la Cour puis dans l'aristocratie et la haute bourgeoisie, séduites par leur exotisme et leurs vertus thérapeutiques supposées. Ces produits de luxe, importés initialement par la Compagnie des Indes orientales, sont à l'origine de services dédiés (chocolatière, théière, cafetière), de nouvelles pratiques culinaires et alimentaires, dans l'intimité (telles que le petit déjeuner et le goûter pris dans des espaces de sociabilité intime) ou en société (art de la table dans lequel la bourgeoisie investit son besoin de consommation ostentatoire et crée dans des espaces privés ses réseaux de sociabilité mondaine, apparition dans les grandes villes des cafés qui développent un nouveau mode de sociabilité publique) qui se diffusent progressivement dans la société avant de se démocratiser pendant la révolution industrielle au XIXe siècle.
Peu avant la Révolution française, on peut voir des recettes comme la bouchée à la reine prendre de l'importance. Ici, il s'agit essentiellement de cuisine royale, exécutée par les services royaux de Bouche. Comme son nom l'indique elle a été réalisée sous l'influence de l'épouse de Louis XV, la reine Marie Leszczynska : il s'agit d'une recette à base de poulet, servie dans un vol-au-vent. Cette recette est encore populaire aujourd'hui. On lui doit également d'autres recettes, dont le consommé à la reine[réf. nécessaire] et le filet d'aloyau braisé à la royale. On lui doit aussi l'apparition des lentilles dans l'alimentation.
La Révolution française joue un rôle déterminant dans l'expansion de la cuisine française, dans la mesure où elle abolit les corporations. Ainsi, à partir de 1789, tout chef peut produire et vendre ce qu'il désire comme préparation alimentaire. Né cinq ans avant le début de la Révolution, Marie-Antoine Carême passe ses jeunes années à travailler dans une pâtisserie. Son talent s'épanouissant dans la réalisation de pièces montées, constructions remarquablement architecturées de pâte et de sucre. Cela attire l'attention de Charles-Maurice de Talleyrand-Périgord, futur ministre de l'empereur Napoléon Ier.
La carrière de Carême contribue au raffinement de la cuisine française. La base de son style provient de ses sauces, qu'il nomme les sauces « mères » : la sauce espagnole, le velouté, la sauce béchamel. Souvent considérées comme des fonds de sauce, elles sont à la base des autres sauces et sont encore connues aujourd'hui. Chacune de ces sauces est réalisée en grande quantité dans sa cuisine car elles servent à de multiples produits dérivés. Carême dispose ainsi de plus d'une centaine de sauces à son répertoire. Les soufflés apparaissent également pour la première fois dans ses écrits. Bien que nombre de ses préparations semblent extravagantes aujourd'hui, il simplifie et codifie une cuisine qui était encore plus complexe de son temps. Cette codification s'exprime à travers trois ouvrages majeurs : Le Maître d'hôtel français (1822), Le Cuisinier parisien (1828) et L'Art de la cuisine française au dix-neuvième siècle (1833-1835).

### Première moitié duXXesiècle
La modernisation et l'organisation de la haute cuisine française sont le plus souvent attribuées à Auguste Escoffier. Son influence commence avec l'apparition des grands hôtels en Europe et en Amérique durant les années 1880-1890. L’hôtel Savoy de César Ritz est l'un des premiers hôtels dans lequel Escoffier travaille, mais son influence se développe surtout lorsqu'il est responsable des cuisines du Carlton, à Cannes, de 1898 à 1921.
Afin d'optimiser le service des plats, il met au point le système de brigade de cuisine, qui rationalise la répartition des tâches de l'équipe de cuisiniers suivant cinq pôles spécialisés. Ces cinq pôles comprennent le garde-manger qui prépare les plats froids, l'entremétier qui prépare les légumes et les féculents, le rôtisseur qui prépare les rôtis et les grillades, le saucier qui prépare les sauces et les soupes, et le pâtissier qui prépare les pâtisseries et les desserts. Ainsi, plutôt qu'une seule personne prépare un plat, plusieurs cuisiniers préparent les différentes composantes du plat. Par exemple, dans le cas des œufs au plat Meyerbeer (œufs cuits au plat, accompagnés de rognons d'agneau ou de mouton et nappés de sauce Périgueux), le système précédent requérait jusqu'à quinze minutes de préparation, alors qu'avec le système de brigade, les œufs sont préparés par l'entremétier, les rognons sont grillés par le rôtisseur, la sauce aux truffes par le saucier. Le plat peut ainsi être préparé dans un laps de temps beaucoup plus court et servi rapidement en salle.
Escoffier simplifie également le menu moderne et la structure des repas. Il publie une série d'articles traitant de cet ordre qui sont finalement publiés dans son Livre des menus, en 1912. Ce type de service adopte le service dit « service à la russe » — remplaçant le « service à la française », qui était en usage depuis le Moyen Âge —, dans lequel le repas est divisé en plusieurs plats, chacun servi séparément dans son assiette. Cette façon de faire avait été rendue populaire par Félix Urbain Dubois, dans les années 1860. La contribution la plus importante d'Escoffier reste la publication du Guide culinaire, en 1903, qui établit les bases de la cuisine française. Il s'agit d'un ouvrage collaboratif dans lequel plusieurs chefs de haut rang illustrent l'acceptation universelle de ce nouveau style de cuisine.
Le Guide culinaire rend désuet l'utilisation de sauces lourdes et promeut les fumets qui sont l'essence de la saveur de poissons, de viandes et de légumes. Ce style de cuisine cherche à créer des accompagnements, sauces dont la fonction est d'ajouter de la saveur au plat, plutôt que de la masquer comme par le passé. En plus de ses propres recettes, Escoffier s'inspire des recettes de Carême, Dubois et Taillevent. Une autre source de recettes provenait des paysans, dont les plats sont traduits dans les standards raffinés de la haute cuisine. Les ingrédients communs sont ainsi remplacés par des ingrédients coûteux, rendant les plats moins humbles. Escoffier inventa lui-même de nombreux plats, comme la pêche Melba ou les crêpes Suzette. Escoffier réédita Le Guide culinaire quatre fois au cours de sa vie, en indiquant dans la préface de la première édition du livre que, même avec cinq mille recettes, son livre ne devrait pas être considéré comme un texte « exhaustif » et que, même s'il l'était au moment de son écriture, « il ne sera plus demain, parce que le progrès est en marche chaque jour ».

### Seconde moitié duXXesiècle

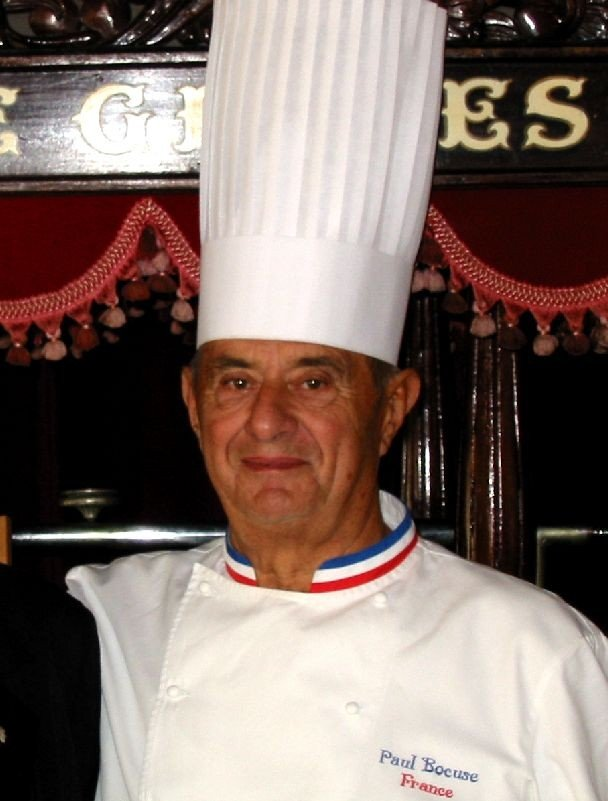
Le chef Paul Bocuse, désigné Cuisinier du siècle par Gault et Millau.

Dès la fin de la Première Guerre mondiale, l'automobile va permettre de développer une nouvelle forme de « gastronomie du voyageur ». La RN7, qui permet de descendre sur la Côte d'Azur ou remonter vers le nord de l'Europe, va drainer un tourisme de luxe à partir des trois plus grandes métropoles françaises Paris, Lyon, et Marseille. Les guides routiers se multiplient et donnent des renseignements précis sur les haltes gastronomiques. Le Guide Michelin le plus connu propose même une classification par étoiles. La mascotte de la marque Michelin, le Bibendum, est d'ailleurs né d'une idée de Curnonsky, élu prince des gastronomes.
L'axe routier de la vallée Saône-Rhône se distingua rapidement par ses nombreux restaurants étoilés. À titre d'exemple, Jean-Robert Pitte indique que dans l'édition 1956 du Guide rouge, la moitié des trois étoiles de province se retrouvait à proximité de l'« axe royal », avec sept restaurants, Paris n'en ayant que quatre. Dans les deux décennies qui suivent, de nouveaux plats et de nouvelles techniques font leur apparition. Cette période est aussi marquée par l'apparition de la « Nouvelle cuisine ».
Le terme de « nouvelle cuisine » a été utilisé à plusieurs reprises dans l'histoire de la cuisine française. Cette description est ainsi observée dans les années 1740, avec la cuisine de Vincent La Chapelle, François Marin et Menon. Elle est réutilisée également dans les années 1880 et 1890 pour décrire la cuisine d'Escoffier. Les journalistes culinaires Henri Gault et Christian Millau font cependant revivre ce terme dans les années 1960 pour décrire la cuisine de Paul Bocuse, Jean et Pierre Troisgros, Michel Guérard, Roger Vergé et Raymond Oliver. Le travail de ces chefs s'inscrit dans une certaine prise de distance par rapport à l'« orthodoxie » de la cuisine d'Escoffier. Certains de ces chefs étaient des élèves de Fernand Point à la Pyramide, de Vienne, qu'ils quittèrent pour ouvrir leurs propres restaurants. Gault et Millau « découvrent la formule » de ce nouveau style de cuisine à travers dix caractéristiques représentatives.

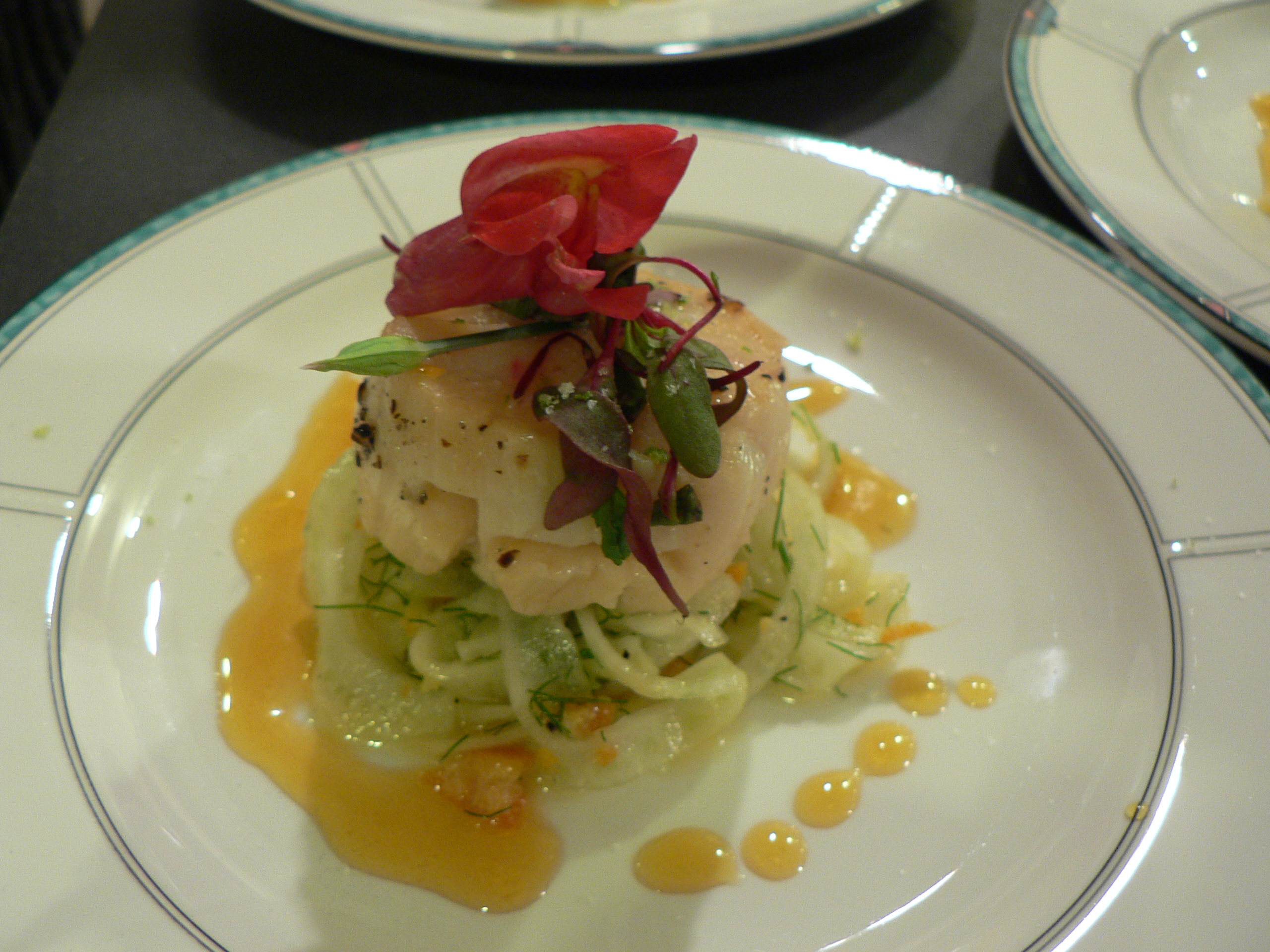
Plat nouvelle cuisine, à base de coquilles Saint-Jacques.

La première d'entre elles est le rejet de la complication excessive en la cuisine. Le temps de cuisson de la plupart des poissons, des fruits de mer, du gibier, du veau, des légumes verts et des pâtés est par ailleurs fortement réduit, dans le but de préserver leurs saveurs naturelles. Le recours à la cuisson à la vapeur se développe ainsi largement dans ce nouveau style. L'utilisation des ingrédients les plus frais possibles constitue la troisième caractéristique. En outre, les grands menus sont abandonnés en faveur de menus courts. Cinquièmement, les marinades de viandes et de gibiers cessent d'être utilisées. Sixièmement, les sauces épaisses, telles que les sauces espagnole et béchamel sont abandonnées en faveur de l'assaisonnement des plats avec des herbes fraîches, du beurre de qualité, du jus de citron et du vinaigre. Par ailleurs, les chefs de la nouvelle cuisine s'inspirent plutôt des plats régionaux que de plats de haute cuisine. De nouvelles techniques et des équipements modernes sont également adoptés, comme l'utilisation du four à micro-ondes, chez Bocuse. Les chefs veillent à la satisfaction des besoins alimentaires de leurs clients par l'intermédiaire de leurs plats. Enfin, les chefs sont très inventifs et créent de nouvelles combinaisons.
Au milieu des années 1980, les journalistes culinaires indiquent que le style de la « nouvelle cuisine » commence à s'essouffler, et d'autres se plaignent de la petitesse des portions, tandis que de nombreux chefs reviennent vers la haute cuisine, même si les présentations plus légères et les nouvelles techniques persistent.
Certains spécialistes (étrangers) ébauchent des théories sur le rôle de la Seconde Guerre mondiale dans l'avènement de ce nouveau courant arrivé pendant la "maturité" en France de la société de consommation. En effet, l'approvisionnement en viande animale était difficile sous l'occupation allemande (et cela ravivait des souvenirs face à la nouveauté dans l'intelligencia traitant de la satisfaction des désirs).

## Diversité de la cuisine régionale

Carte gastronomique de la France (1929).

La cuisine française est généralement perçue, en dehors de la France, à travers sa grande cuisine servie dans des restaurants aux prix élevés. Cette cuisine très raffinée a, la plupart du temps, reçu l'influence des cuisines régionales. Celles-ci sont caractérisées par une extrême diversité de styles et d'aliments mis en œuvre. Il y a encore peu de temps, chaque pays français voyait sa cuisine dirigée presque exclusivement par ce que son terroir permettait de produire. C'est cet état de fait qui a façonné ou façonne toujours la diversité des recettes et savoir-faire constatés aujourd'hui. De nos jours, du fait des mouvements de populations, ces différences régionales ont eu tendance à s'estomper, mais elles restent clairement marquées, et une personne voyageant à travers la France remarquera des changements significatifs dans la manière de cuisiner et dans les plats servis. D'ailleurs, la récente attention du consommateur français sur les produits de terroir signifie que la cuisine régionale témoigne d'un fort renouveau en ce XXIe siècle.
Les vins français et les fromages français font partie intégrante de l'agriculture et de la cuisine française dans son ensemble dans laquelle ils sont utilisés comme ingrédients et comme accompagnements. La France est d'ailleurs reconnue pour sa gamme étendue de vins et de fromages.

### Grand Ouest

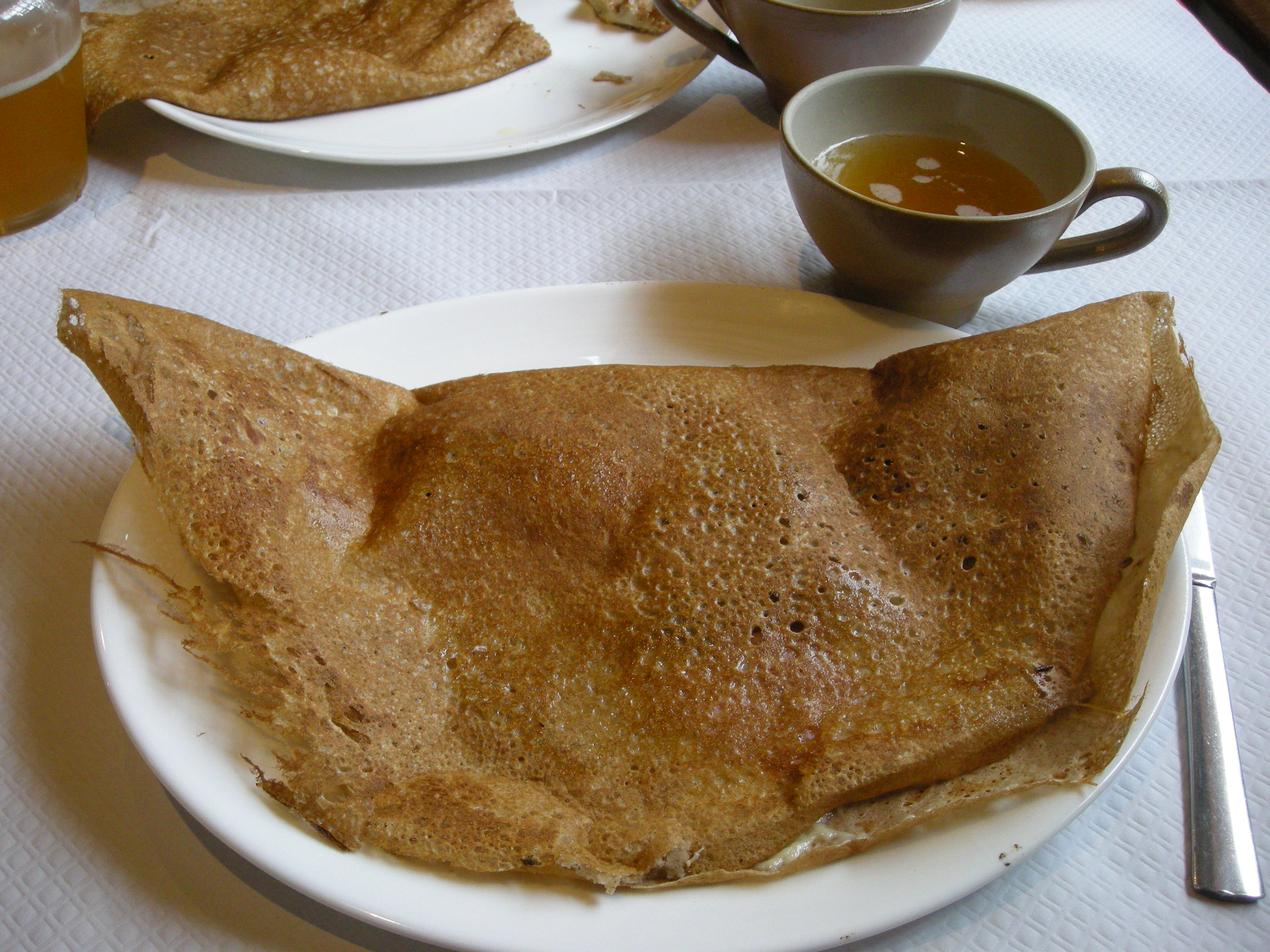
Une galette complète avec une bolée de cidre brut.

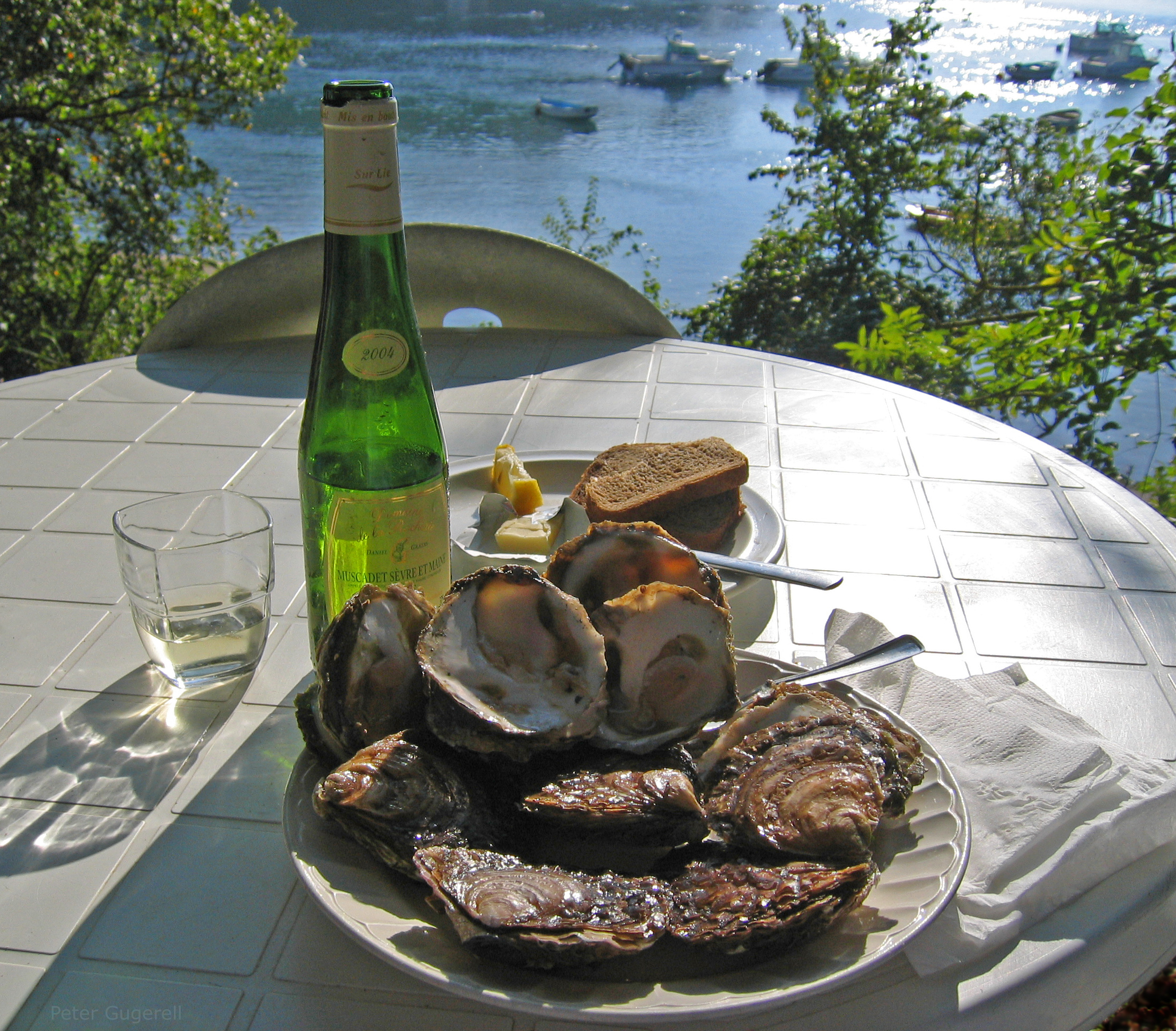
Plateau d'huîtres servi avec du muscadet.

Le nord-ouest de la France se caractérise par une influence significative de son littoral dans la gastronomie locale. La mer fournit en effet la matière première des plateaux de fruits de mer et des poissons (bar, lotte, hareng), servis dans les restaurants ou sur les tables familiales. Alors que la Bretagne a développé une offre de qualité en homards, en écrevisses et en moules, la Normandie s'est spécialisée dans les pétoncles, les coquilles Saint-Jacques et les soles.
La cuisine du nord-ouest utilise le beurre, la pomme et la crème, comme dans les moules farcies aux amandes. L'agriculture de cette région s'est beaucoup développée en raison de son climat doux. La Normandie abrite ainsi un grand nombre de pommiers, dont les fruits sont aussi bien utilisés dans des plats que dans des boissons alcoolisées comme le cidre ou le calvados.
En ce qui concerne la Bretagne, certains produits agricoles comme les choux-fleurs et les artichauts ont acquis une réputation nationale. Le sarrasin était une culture traditionnelle en Bretagne et est ainsi largement utilisé pour la réalisation des fameuses galettes. Actuellement, seulement 27% de la consommation de sarrasin est importée . La production bretonne est centrée sur le sarrasin bio. Les rillettes du Mans sont aussi reconnues nationalement, tandis qu'en Maine-et-Loire, le rosé cabernet-d'anjou, ainsi que la liqueur d'orange Cointreau, ont une renommée internationale.
La cuisine du val de Loire est fameuse pour ses poissons au beurre blanc. En plus des produits de la mer, la cuisine ligérienne fait la part belle au gibier sauvage, au veau, à l'agneau, à la viande charolaise, à la poule géline et à des fromages de chèvre.
La vallée de la Loire et le centre de la France produisent également des fruits de haute qualité, comme les cerises utilisées pour la préparation de la liqueur Guignolet, ou les poires Belle Angevine. Les fraises et les melons sont aussi de grande qualité. Les jeunes légumes sont souvent utilisés dans la cuisine, comme la spécialité de la région, les champignons de Paris. Le vinaigre d'Orléans est également une spécialité largement utilisée pour la préparation et l'assaisonnement des plats.
Les départements de la Charente-Maritime et de la Vendée sont réputées pour leur production ostréicole et mytilicole, avec notamment les huîtres du bassin de Marennes-Oléron et les moules de la baie de l'Aiguillon. L'arrière-pays côtier, dont les pâturages regorgent de chèvres, produit également des fromages renommés. Les pâturages de la Vendée et du Poitou sont également occupés par des troupeaux de Parthenaises et des volailles de Challans, alors que le Limousin abrite de nombreux bétails de limousines et de moutons. Le cognac est également originaire de cette région, avec la ville de Cognac, le long de la Charente. Les nombreuses forêts qui s'y étendent offrent une large variétés de gibiers et de champignons de qualité.

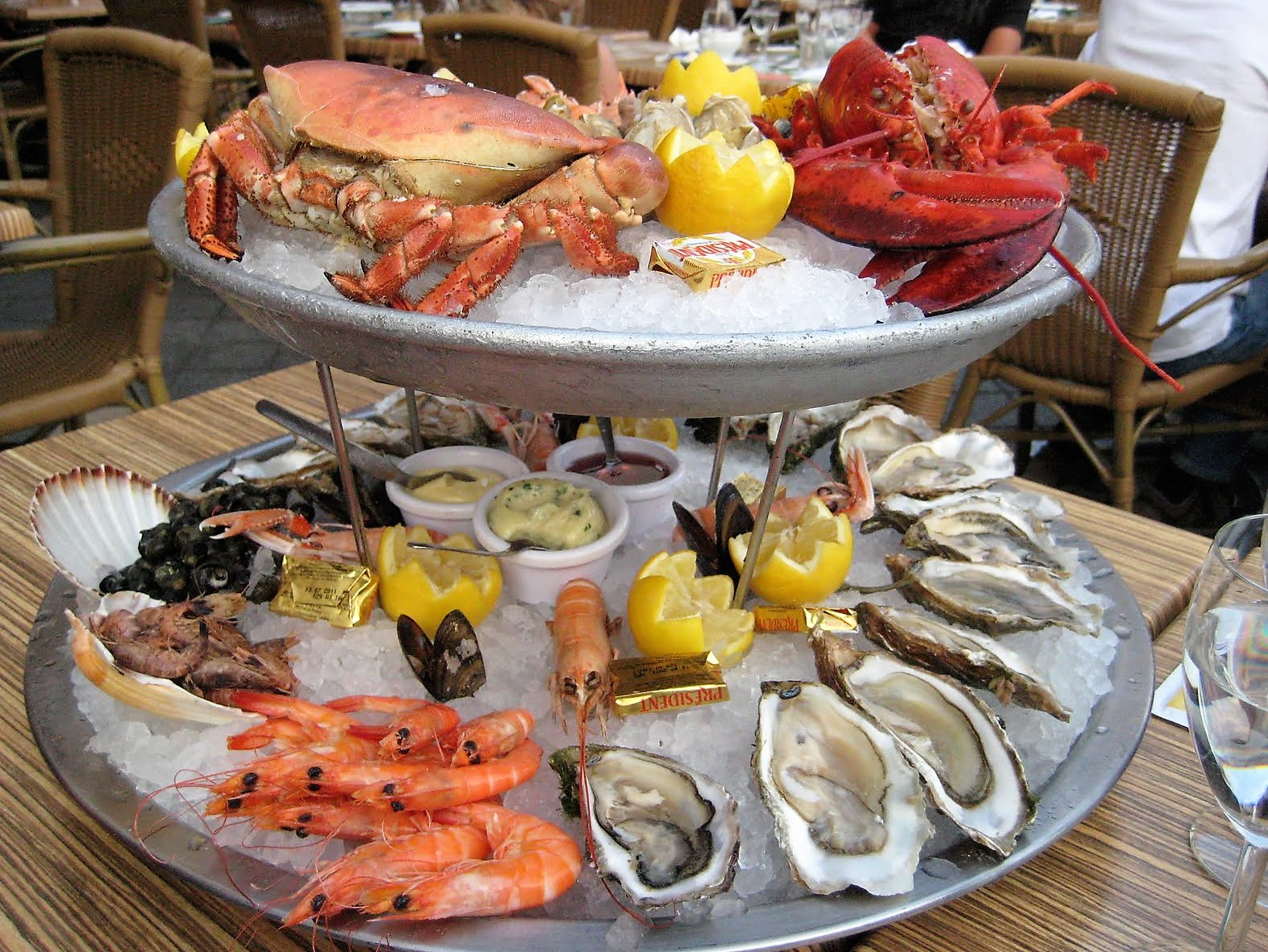
Plateau de fruits de mer
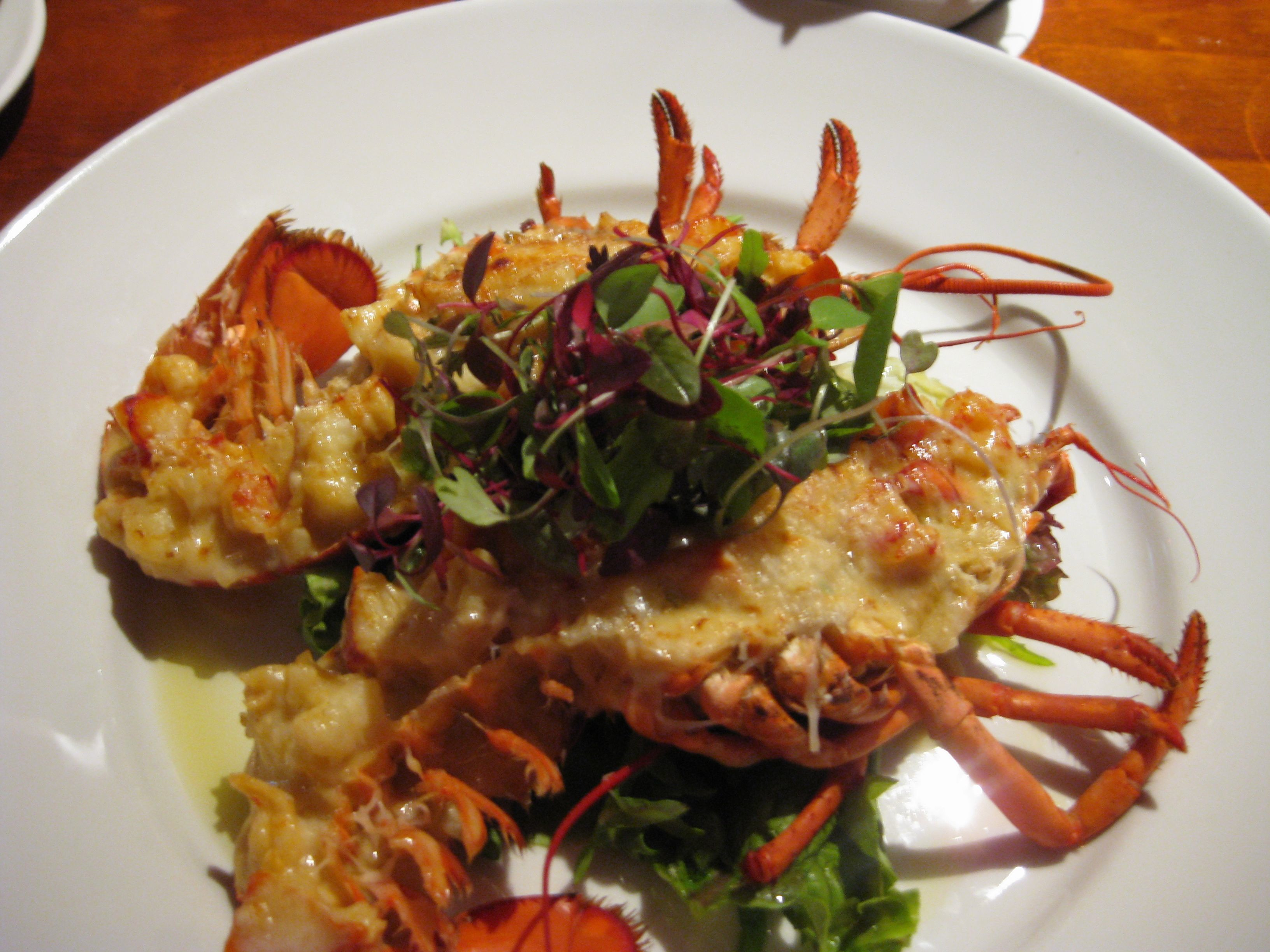
Homard Thermidor
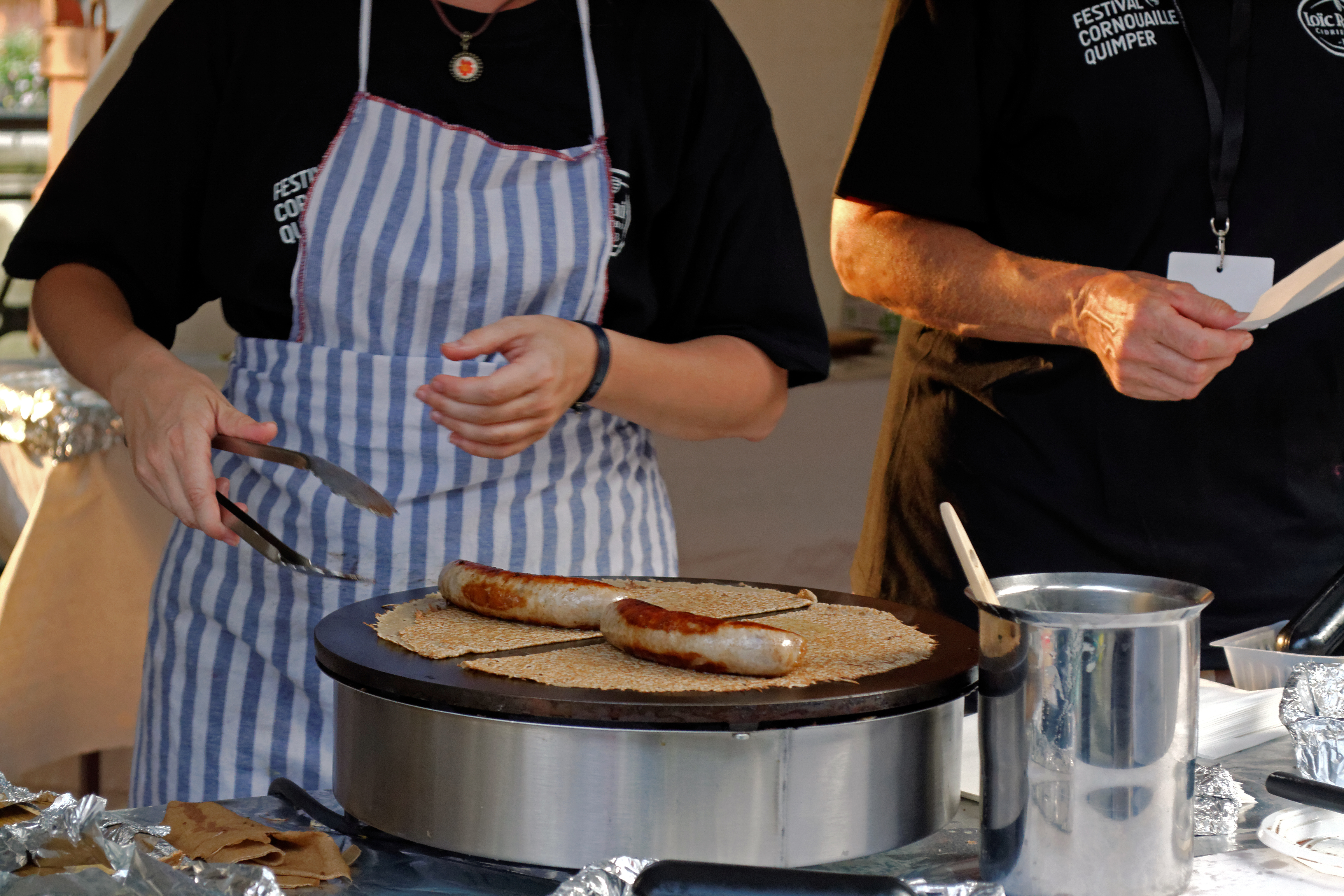
Cuisson de Galette-Saucisse en bretagne
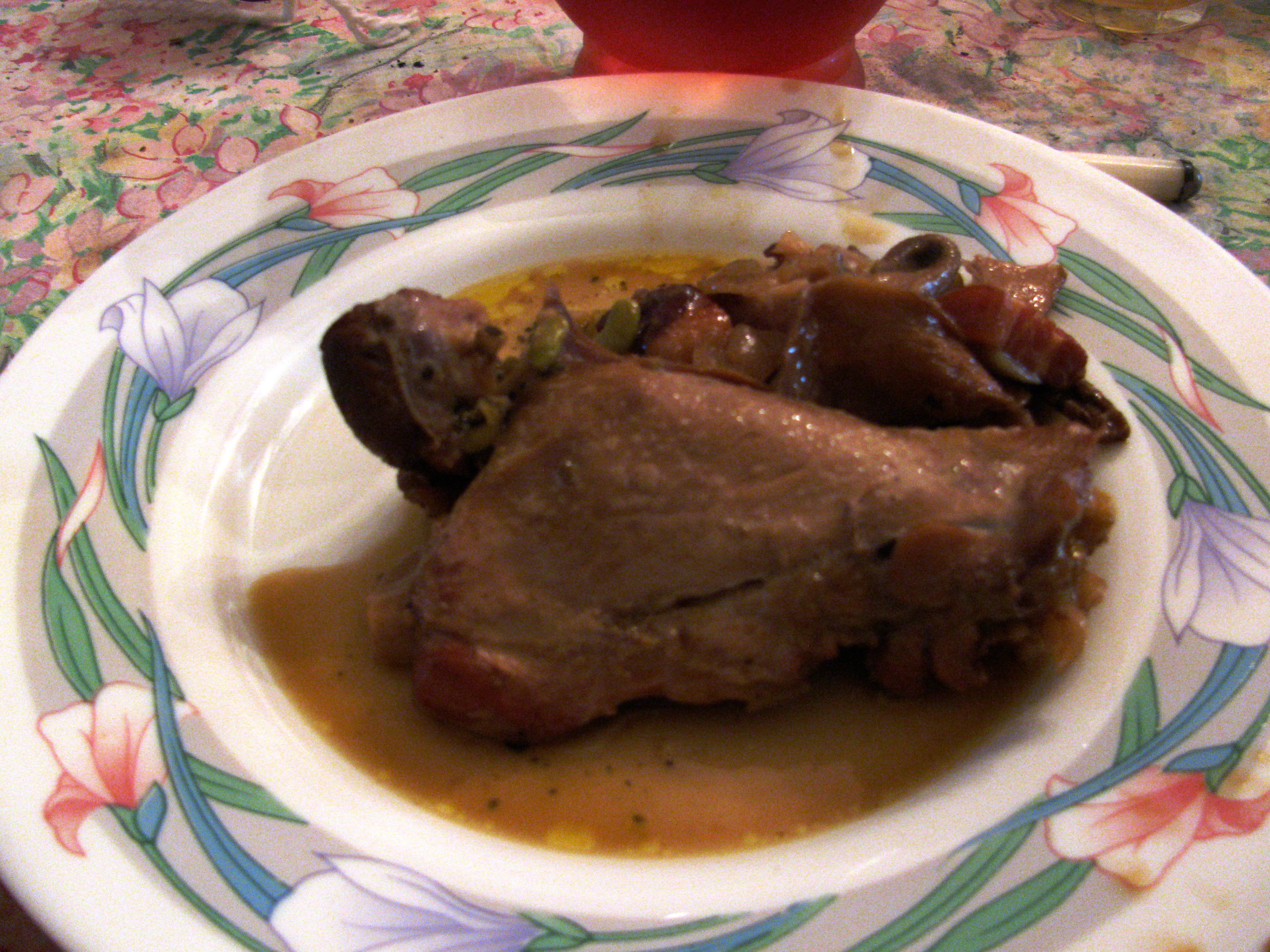
Poulet de Challans aux cèpes
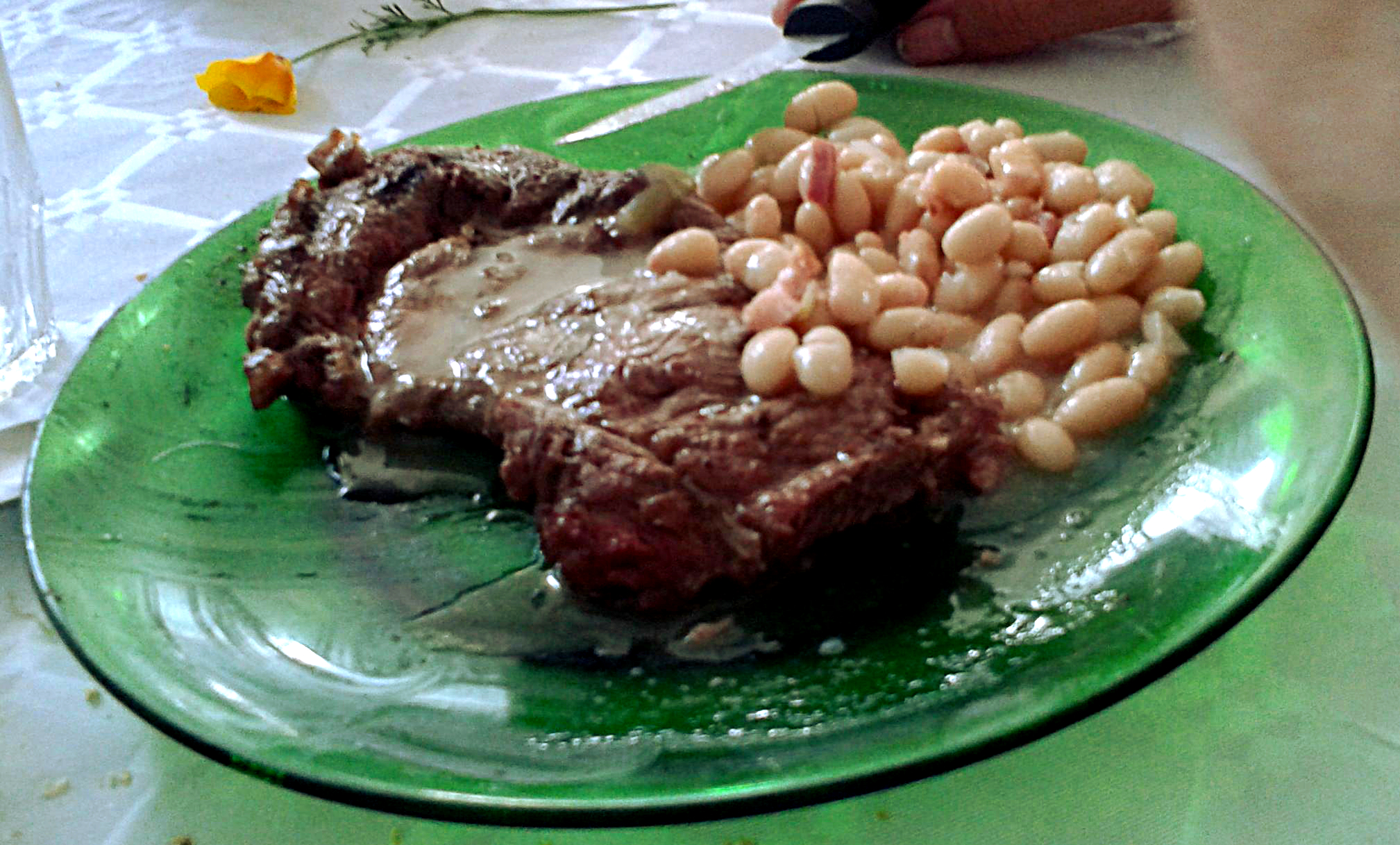
Mogettes accompagnant une viande
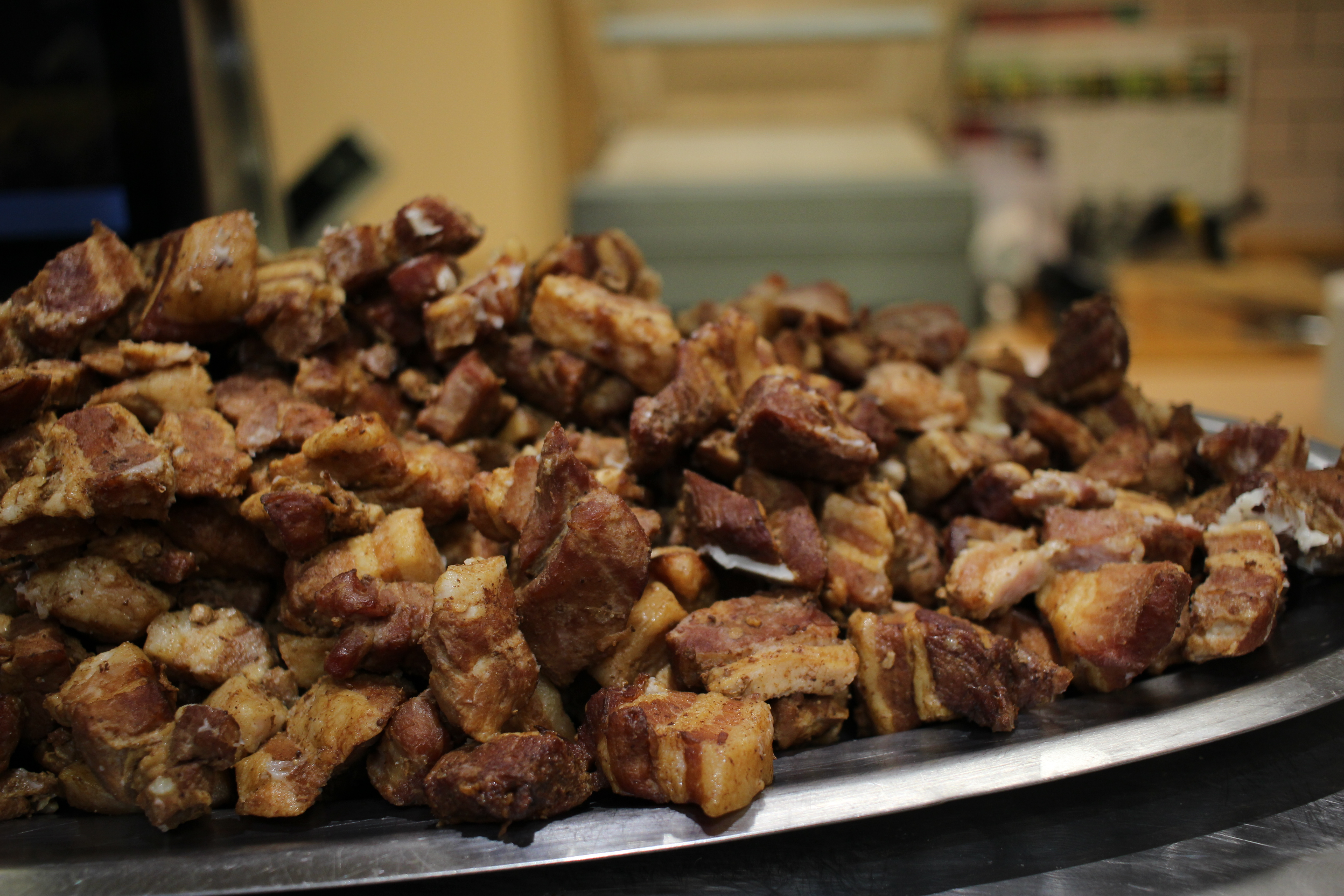
Rillons de Tours

### Sud-ouest
La gastronomie de cette région se caractérise progressivement durant l'époque moderne sur les bases, des particularités des terroirs de la région et des produits agricoles et habitudes nés des échanges internationaux qui se développent à la suite de l'exploration du Monde par les européens profitant notamment de la vocation maritime de Bordeaux.
Cette dernière est connue pour son vin, tout comme l'ensemble du sud-ouest de la France. La cuisine de cette région accommode bon nombre de produits issus de la pêche, qu'elle soit maritime, dans le golfe de Gascogne, fluviale, dans les Pyrénées ou à l'aide de pièges, dans la Garonne. Les Pyrénées et le Massif central soutiennent également l'élevage d'agneaux de qualité, tels que l'« agneau de Barèges-Gavarnie » ou de l'Aveyron, ainsi que des fromages de brebis.
La cuisine du sud-ouest est également riche en viande bovine (aubrac, salers, blonde d'Aquitaine, bœuf de Chalosse, bazadaise et garonnaise), ainsi qu'en volaille fermière (poulet, dindon, pigeon, chapon, oie et canard). La cuisine de Gascogne et du Périgord, quant à elle, s'est fait une spécialité des pâtés, terrines, confits et magrets d'oie et de canard gras. Cette région est ainsi très réputée pour sa production de foie gras de ces volailles. Les pruneaux d'Agen et l'eau-de-vie d'Armagnac sont également originaires de cette région.
La cuisine basque est connue pour son utilisation de la tomate, de piment d'Espelette et la charcuterie du porc Pie noir du Pays basque. Le jambon de Bayonne est d'origine béarnaise, fabriqué à partir de porcs des vallées d'Ossau et d'Aspe.
Le pays gersois est réputé pour ses élevages de volailles, tandis que les producteurs fermiers et transformateurs artisanaux et industriels de la région de la montagne Noire et de Lacaune fabriquent du jambon et du saucisson. Le maïs blanc est massivement cultivé dans la région, tant pour l'engraissement des canards et des oies pour le foie gras, que pour l'élaboration de la cruchade, une bouillie de maïs. Les agriculteurs y cultivent également les haricots qui sont au cœur de la recette du cassoulet. La région toulousaine est reconnue pour sa fabrication de saucisse de Toulouse, qui peut également accompagner une variante locale du cassoulet, le cassoulet de Castelnaudary. La région de Cahors produit du vin noir, ainsi que des truffes et des champignons. Les agriculteurs élèvent également des agneaux de bergerie.
L'Aveyron, pays d'éleveurs et de pelouses naturelles, est le berceau de nombreux fromages, tels que le roquefort de lait cru de brebis, élaboré et affiné au pied du plateau du Larzac, le pérail qui n'a quitté les cuisines des fermes que depuis une trentaine d'années, et le laguiole de lait cru de vache, spécialité de l'Aubrac aveyronnais. Le cantal, lui, est produit à partir de lait de vache dans le Cantal. Les troupeaux de vaches salers produisent le lait cru utilisé pour la réalisation du fromage du même nom, le salers. Ces vaches sont également élevées pour leur viande.

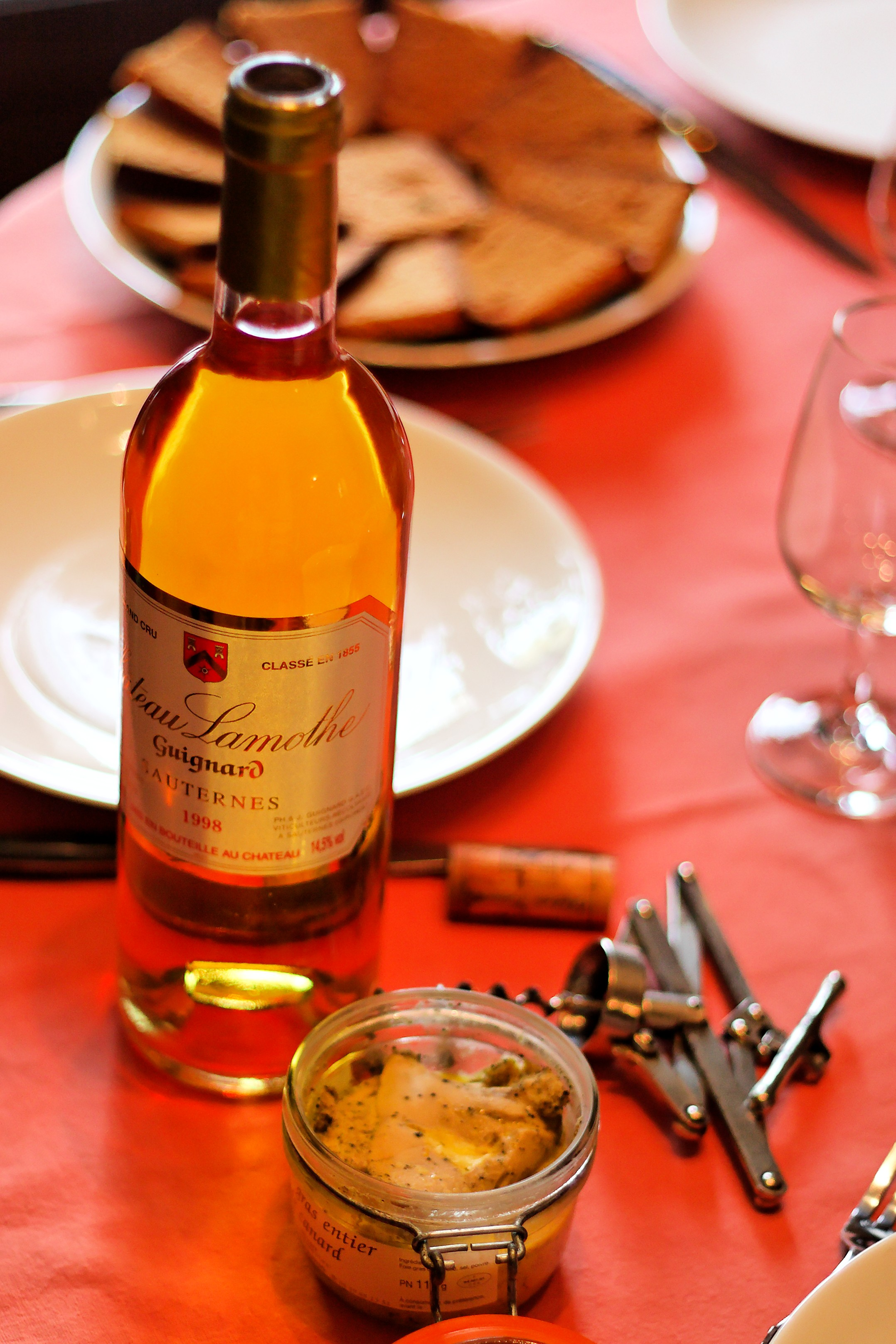
Du foie gras servi avec une bouteille de sauternes.
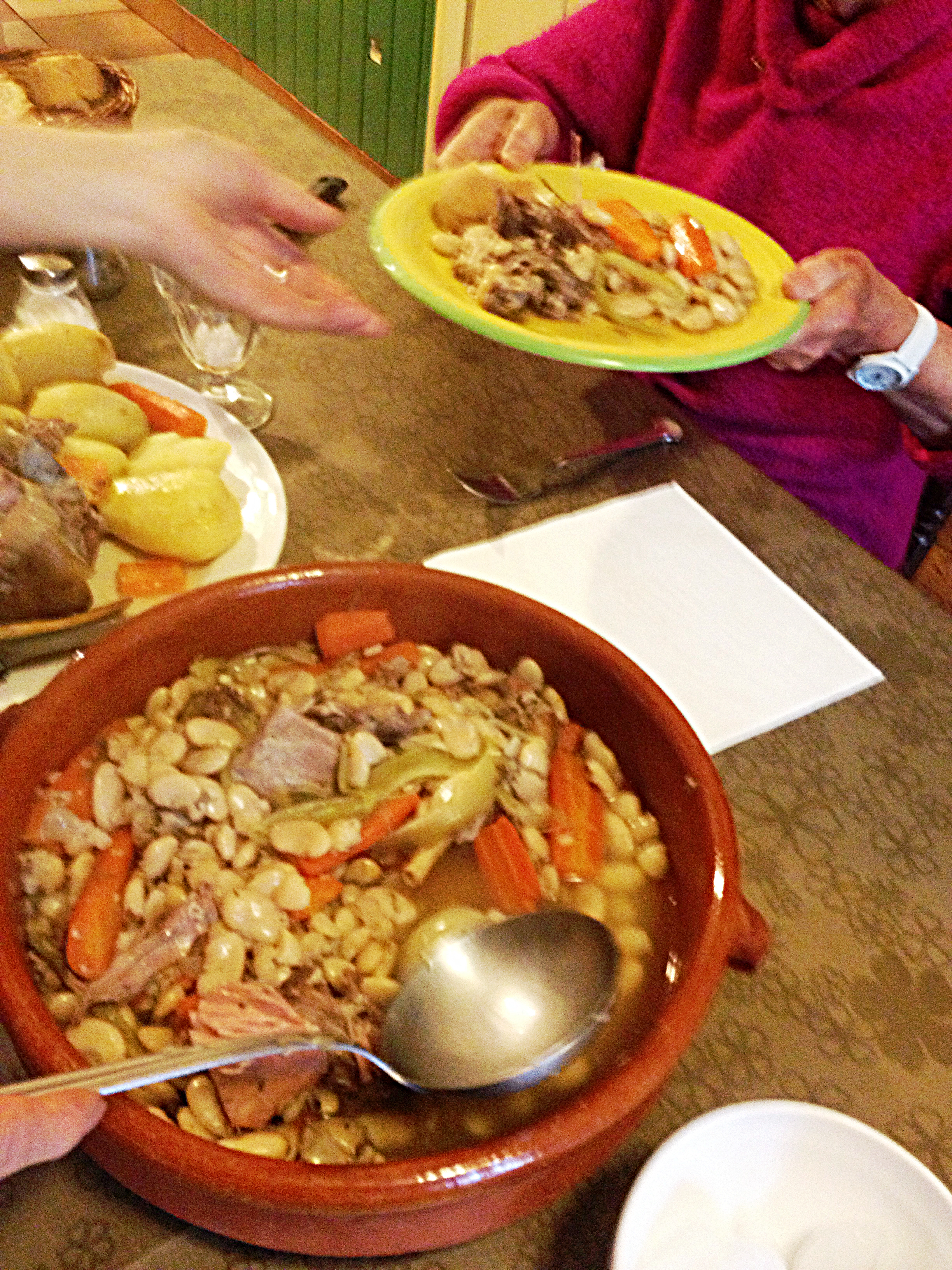
Haricots tarbais dans un cassoulet gascon.
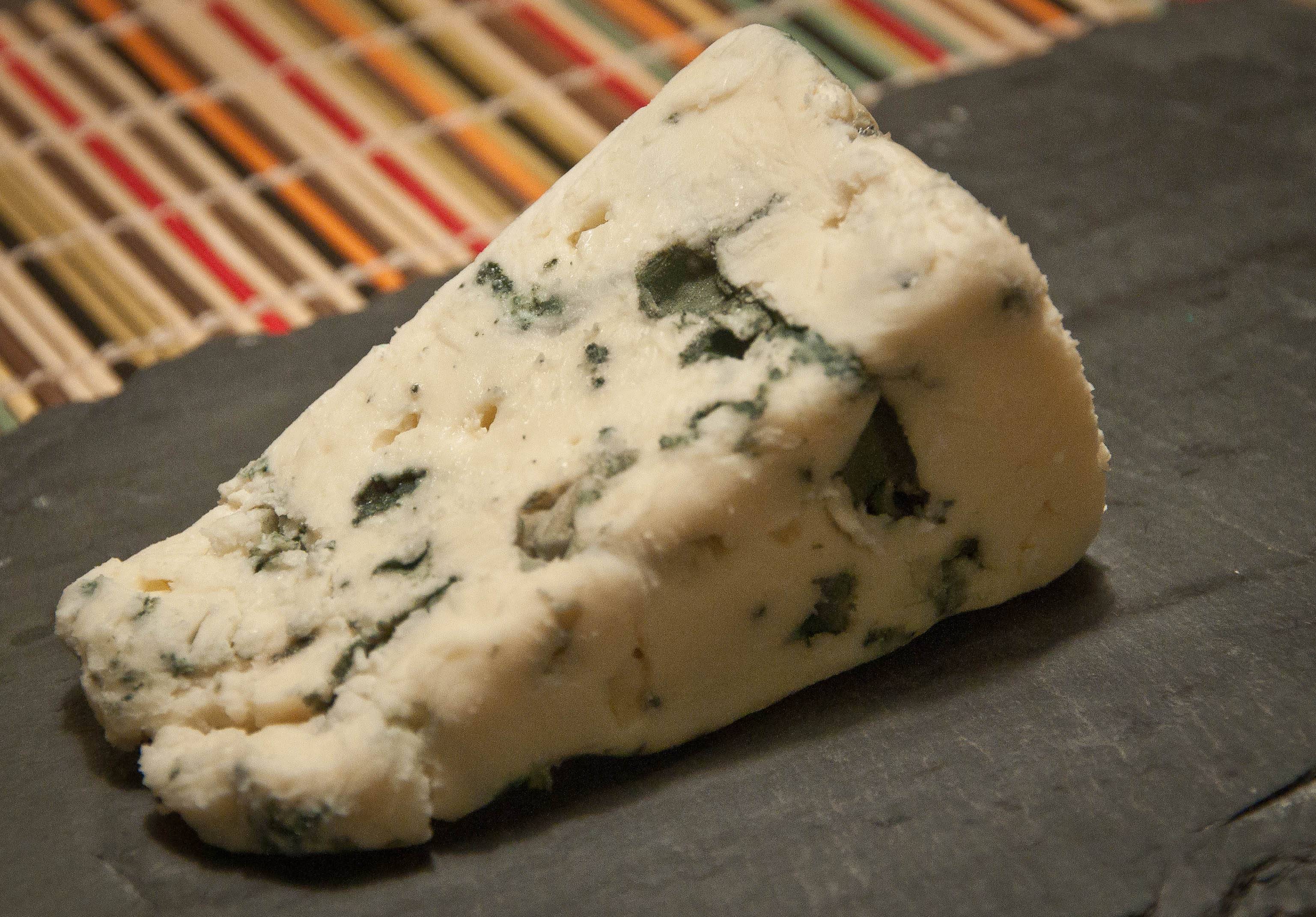
Morceau de roquefort.

### Sud-Est
Dans le Languedoc-Roussillon, se consomment tout autant des huîtres de l'étang de Thau que des moules, en plus des spécialités de poissons de Sète : la bourride, la tielle ou la rouille de seiche. Les éleveurs producteurs fermiers de la région du Haut-Languedoc transforment également les cuisses des cochons de leurs élevages en jambon sec (commercialisés accompagnés des signes distinctifs « jambon fermier » et « jambon de montagne », car censés être produits et transformés dans les fermes des hauts plateaux et vallées de la Lozère). La nature cévenole offre une grande variété de champignons, châtaignes, baies, gibiers de toutes espèces, etc., et les agriculteurs qui y vivent pourvoient le commerce en miels, viande d'agneau, saucisses sèches, pâtés et fromages fermiers. L'influence catalane peut être observée dans la cuisine avec des plats comme la brandade, faite à partir d'une purée de morue séchée et enveloppée dans des feuilles de poirée. Les escargots sont nombreux et sont préparés dans un style catalan connu sous le nom de cargolade.
En Corse, d'innombrables troupes de chèvres et de moutons sont élevées modestement par les paysans; les chevreaux et agneaux servant à préparer des plats tels que le stufato, des ragoûts et des rôtis. Parmi les fromages produits en Corse, le brocciu (un des fromages de lactosérum produit en France) est aujourd'hui le plus connu des Français de par son appellation préservée au niveau de l'Union européenne. Les châtaignes cultivées et récoltées dans la forêt de Castagniccia sont utilisées pour être transformées en farine; aliment utilisé, entre autres, pour faire du pain, des gâteaux ou de la polenta. La forêt fournit également des glands pour nourrir les cochons et les sangliers qui constituent la plus grande source de protéines de la cuisine de l'île avec les fromages. Ces bêtes sont transformées en saucisses, jambon sec, ou d'autres spécialités de salaison corse, tels que la coppa (échine de cochon sèche), le lonzu (filet séché), le figatellu (saucisse de foie), le salamu (saucisse fumée), la salsiccia (saucisse épicée), la panzetta, le figarettu (foie fumé et séché) et le prisuttu (jambon sec). Les agriculteurs corses produisent quantité de clémentines (dont l'appellation d'origine est préservée via le système AOP), de citrons, de nectarines et de figues (ces dernières seront séchées). Le citron confit est utilisé dans les nougats et les gâteaux, tout comme le brocciu et les châtaignes qui sont également utilisés dans les desserts. La Corse offre une grande variété de vins et de liqueurs de fruits comme le patrimonio, la cédratine, la liqueur de myrte, le rappu et l'eau-de-vie de châtaigne.
La région Provence-Alpes-Côte d'Azur est la plus grande région productrice d'agrumes, de légumes, de fruits et de fines herbes en France. Elle réalise également la plus importante production d'olives et d'huile d'olive. Outre la lavande qui est utilisée dans de nombreux plats de Haute-Provence, la cuisine régionale emploie d'autres herbes aromatiques telles que le thym, la sauge, le romarin, le basilic, la sarriette, le fenouil, la marjolaine, l'estragon, l'origan et la feuille de laurier. Le miel, les fromages de chèvre, les saucissons séchés à l'air, les fruits de mer (en zone côtière), l'agneau et la viande de bœuf sont des ingrédients très populaires dans cette région. Les sauces régionales font une large place à l'ail et aux anchois.
La cuisine méditerranéenne utilise une grande quantité de légumes pour des préparations plus légères. La Camargue possède des rizières et cultive notamment une spécialité locale, le riz rouge de Camargue. L'alcool le plus emblématique de la région provençale est sans nul doute le célèbre pastis, au goût anisé. Pendant la fin de l'automne et l'hiver, des truffes sont récoltées en Provence, alors que le dessert traditionnel de Noël servi en Provence, les treize desserts, se compose de pâte de coing, de biscuits, d'amandes, de nougat, de pommes et de fougasses.
Les fruits et les légumes (dont, parmi ces derniers, le cardon) sont très populaires dans la cuisine lyonnaise et des terroirs proches de Lyon. On y retrouve également de la volaille de Bresse, des pintades de la Drôme et des poissons en provenance des étangs de la Dombes et des montagnes de Rhône-Alpes. Lyon et la Savoie fournissent des saucisses de grande qualité, alors que les régions alpines produisent de nombreux fromages comme l'abondance, le reblochon, la tomme et le vacherin des Bauges. La cuisine des Alpes est ainsi connue comme la cuisine où le fromage fondu, les pommes de terre et les charcuteries sont rois. La célèbre chartreuse est une liqueur originaire du monastère de la Grande Chartreuse, dans le massif de la Chartreuse. Parmi les grands chefs des contrées environnant Lyon, on peut notamment citer Fernand Point, Georges Blanc, Paul Bocuse, les frères Troisgros et Alain Chapel. N'oublions pas la cuisine de l'Auvergne, avec sa côte de bœuf à l'os à moelle, ses belles charcuteries, ses produits des bois et des jardins et ses fromages affinés, son aligot et sa truffade.

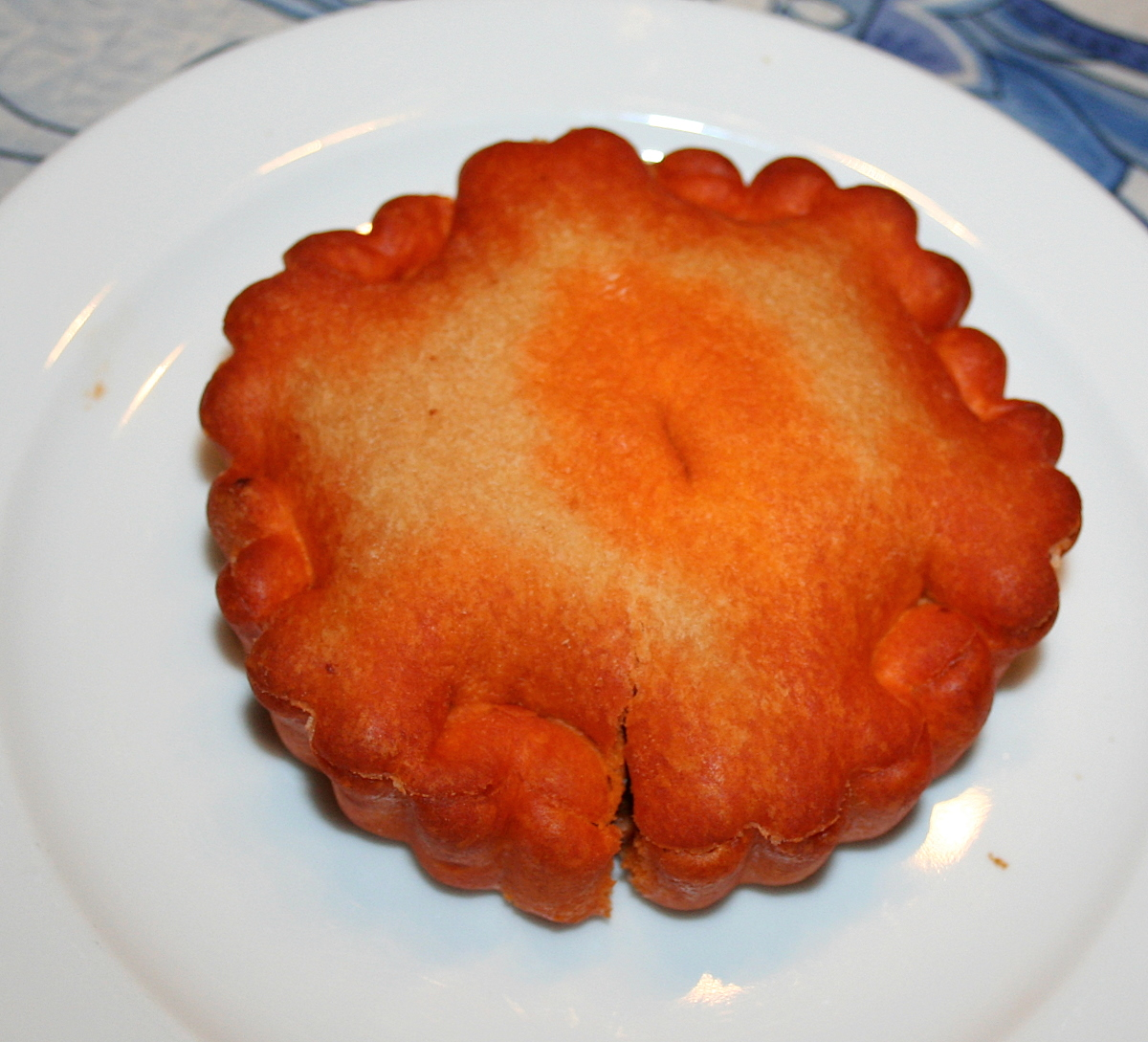
Tielle à la sétoise.
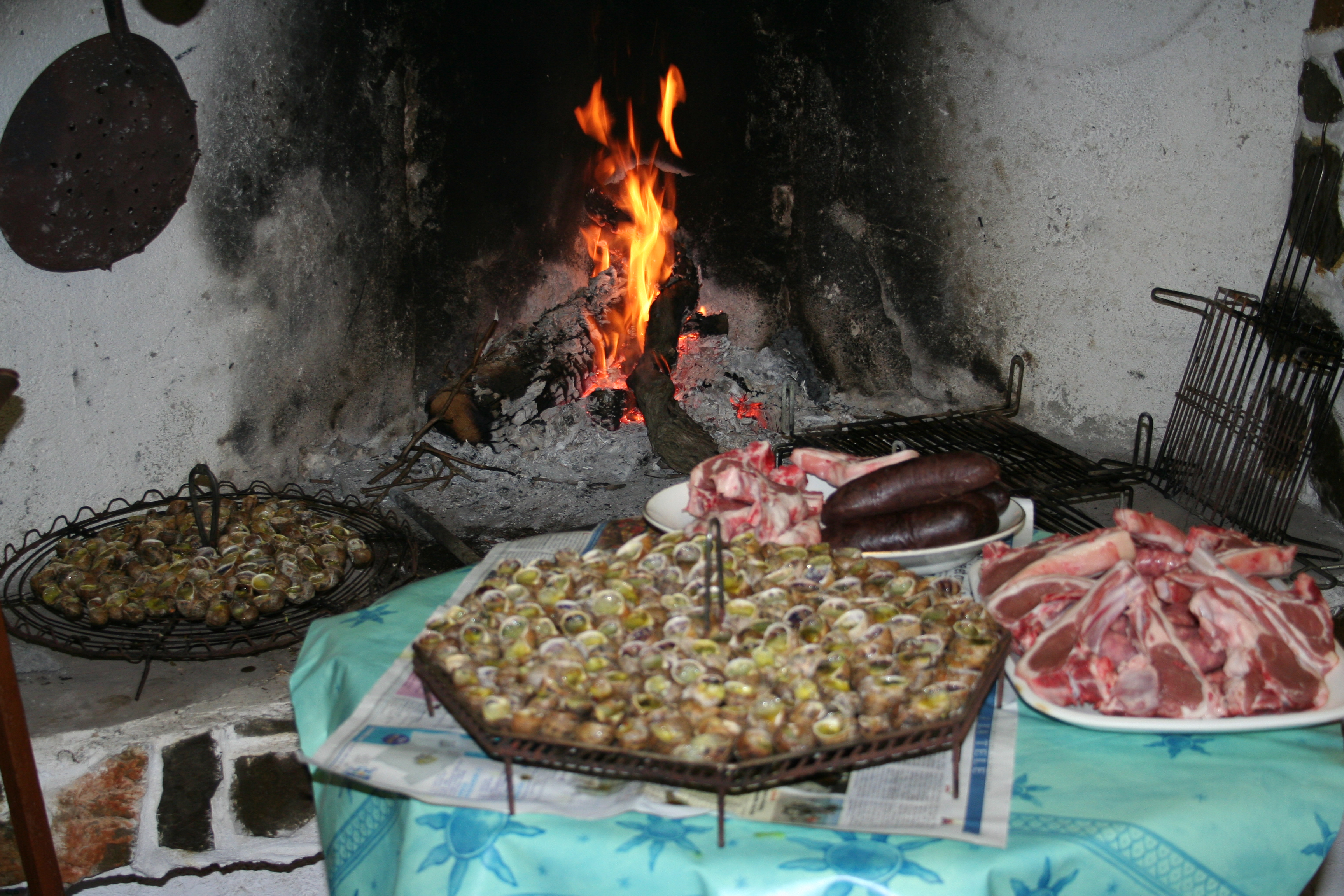
Cargolade du Roussillon.
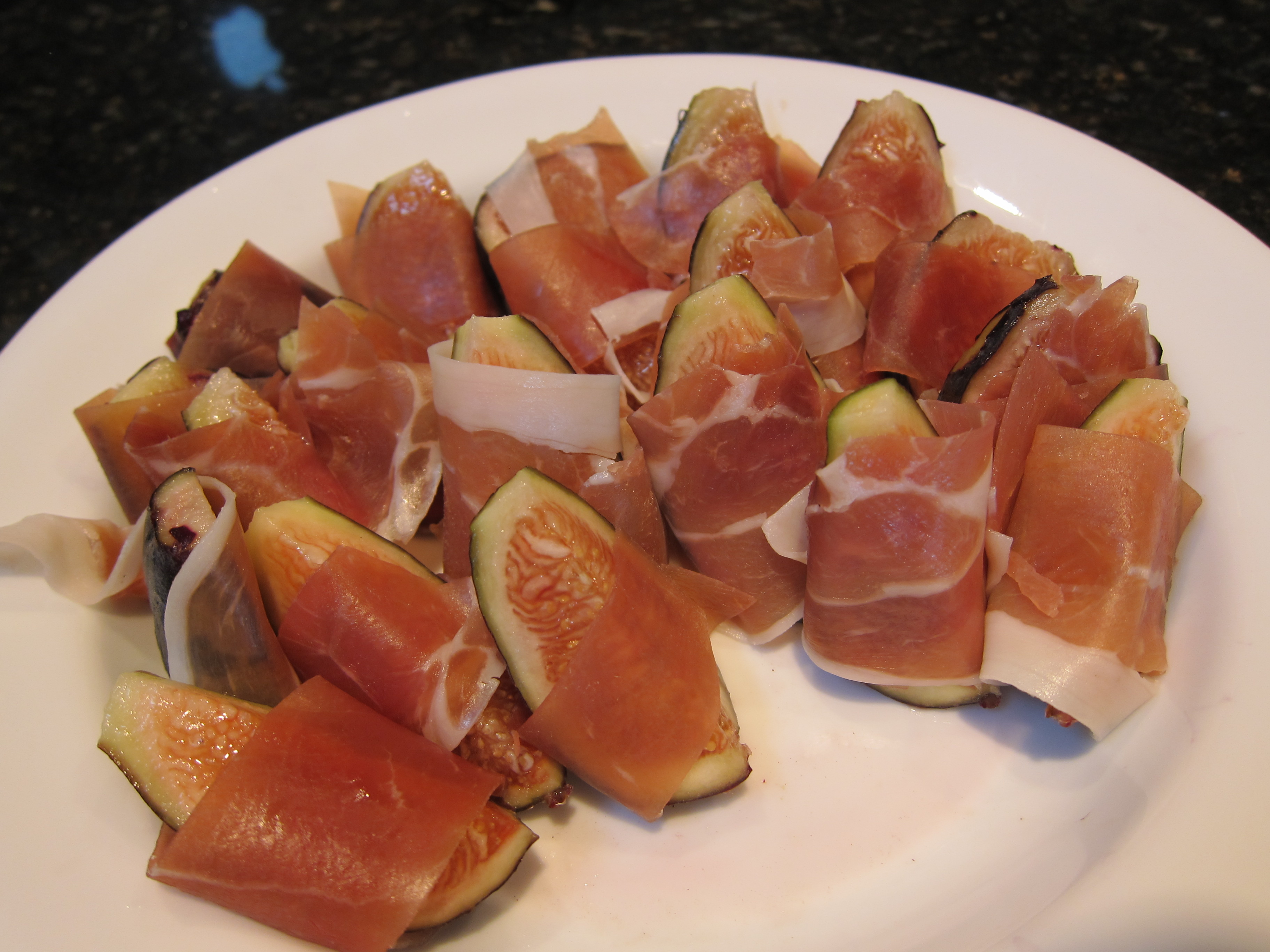
Jambon sec de Corse (prisuttu) et figues.
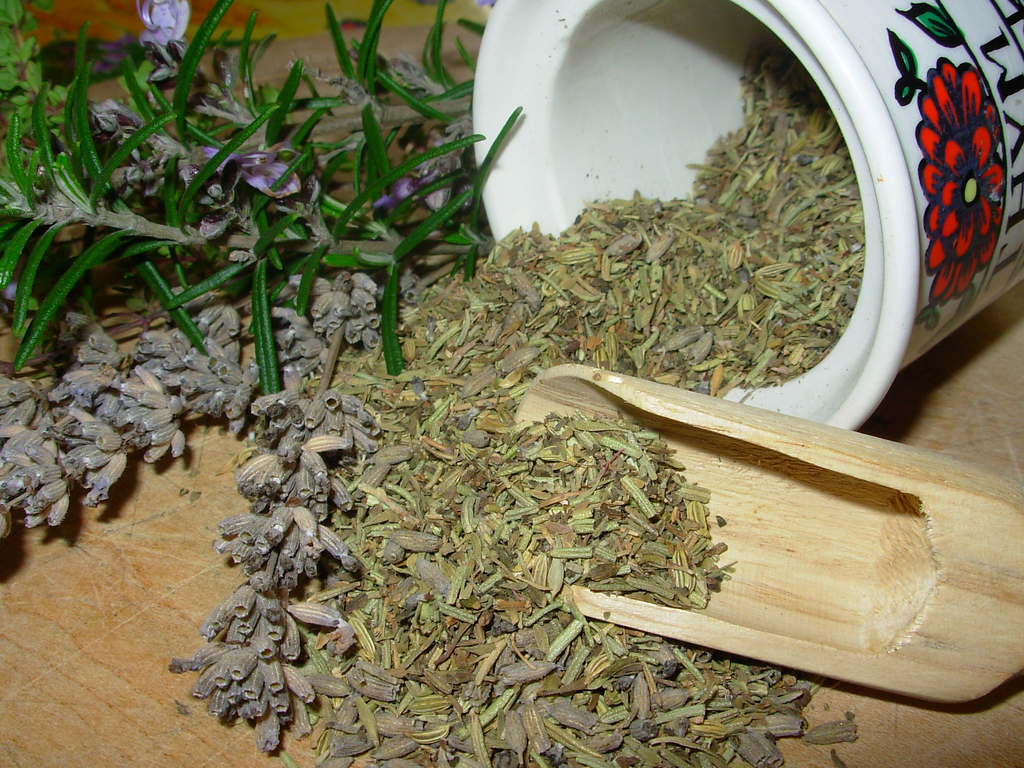
Herbes de Provence.

### Nord-Est
La Bourgogne est réputée pour ses vins. Le brochet, la perche, le crabe de rivière, les escargots, la volaille de Bresse, le bœuf charolais, les groseilles, le cassis, le gâteau de miel constituent les principaux ingrédients des spécialités de la gastronomie locale à la fois de la Bourgogne et de la Franche-Comté. La région de Dijon est également renommée pour sa moutarde de Dijon. La cuisine de Bourgogne utilise beaucoup l'huile et notamment celle de noix et de colza. Le Chaource et l'Époisses sont des fromages produits dans des terroirs du nord de la Bourgogne et du sud de la Champagne. La région jurassienne produit quant à elle des spécialités à base de viande fumée. On y trouve ainsi beaucoup de plats à base de porc (lard et saucisse) et de bière. Le gibier occupe également une place de choix dans la région en raison d'une réglementation de la chasse particulièrement favorable. Les fromages francs-comtois tels le Mont d'Or ou le Morbier se consomment aussi chauds avec des pommes de terre, accompagnés de charcuterie locale (saucisses de Morteau et Montbéliard, jambon). La croûte aux morilles, à base de crème, de pain et de champignons, est une spécialité de la Franche-Comté servie en entrée. Enfin, le gâteau de ménage et la galette comtoise illustrent les desserts de la région.
Le gibier et le porc sont aussi très populaires en Champagne[réf. nécessaire], même si cette région tire surtout sa renommée de son vin blanc effervescent, appelé champagne. La région Champagne-Ardenne est également connue pour sa spécialité à base de tripes de porc, l'andouillette, avec notamment l'andouillette de Troyes.
Quant à la Lorraine, elle est à la fois réputée pour sa tradition charcutière (notamment fumées dans les Vosges) ainsi que les fameux plats en pâtes ou en croutes (quiche, tourtes et pâtés de porc et veau marinés…), fromages (Brie et Munster-Gérômé…) mais aussi pour ses confitures de fruits délicats, ses pâtisseries et confiseries, comme la tarte à la mirabelle, les macarons et les bergamotes de Nancy, les madeleines, les dragées, ou la glace Plombières.
La choucroute, classée IGP en 2018, est emblématique de la cuisine alsacienne, mais aussi une spécialité de Brienne-le-Château, dans l'Aube.
Dans le nord et l'est de la Lorraine et en Alsace, surtout dans la montagne vosgienne, le climat rude et l'appartenance au monde germanique ont entraîné l'élaboration de plats copieux, popularisés comme plats hivernaux dans le reste du pays. Outre la choucroute garnie, on trouve la tarte flambée et l'oie rôtie, typique de la période de Noël. Le thé du chasseur, ou jagatee, est un remontant hivernal, incluant du rhum, populaire dans la montagne. Un grand nombre de desserts et autres pâtisseries de Noël populaires sont issus de la région, comme le kougelhopf, le christstollen, le pain d'épices, le mannele et le bretzel. Le schnaps et le kirsch sont des alcools populaires. L'Alsace est par ailleurs la seule région de France où est produit du vin de glace, à l'approche des fêtes de fin d'année. L'Ardenne produit quant à elle des dindes réputées, notamment pour les fêtes de fin d'année.

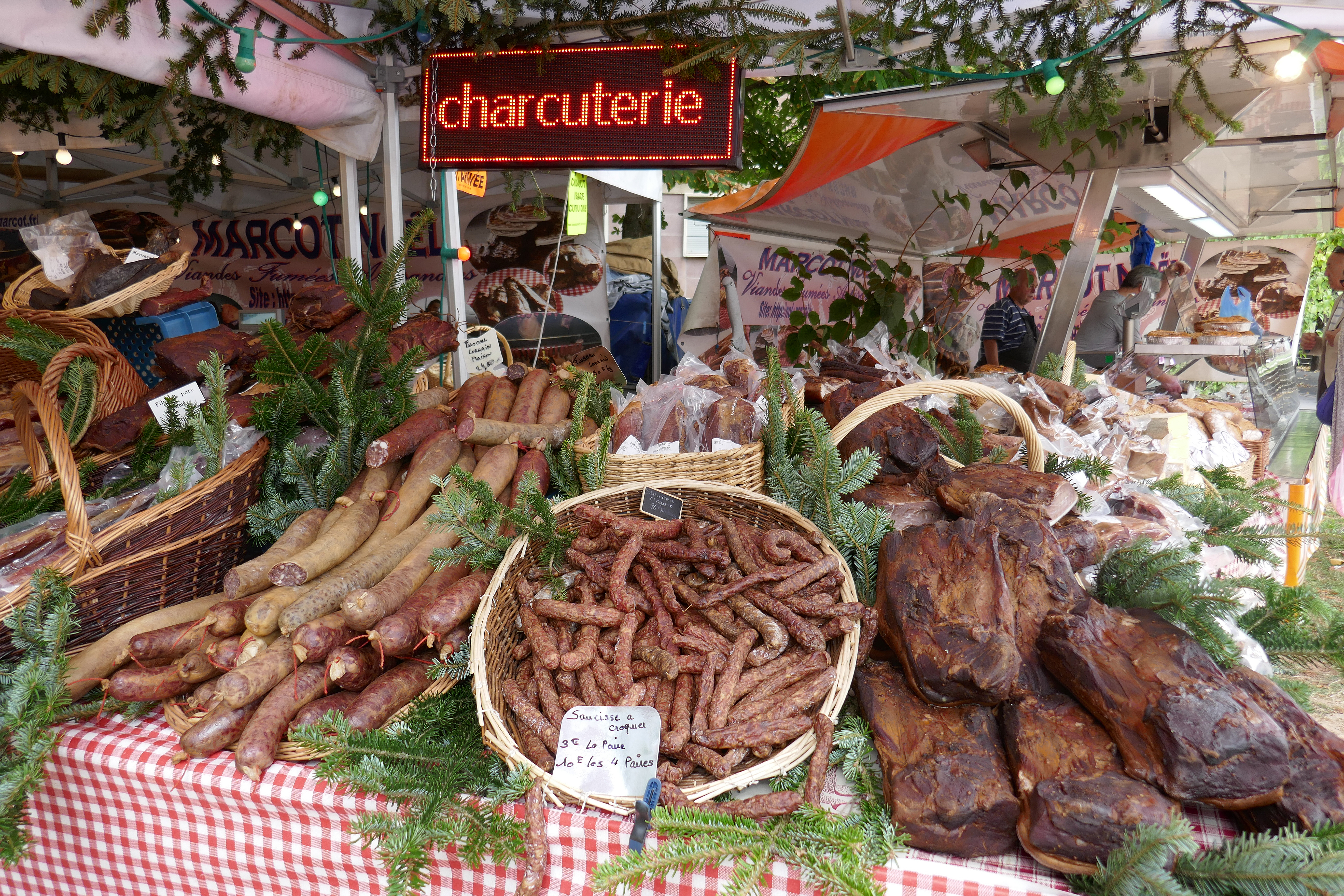
Fumé vosgien
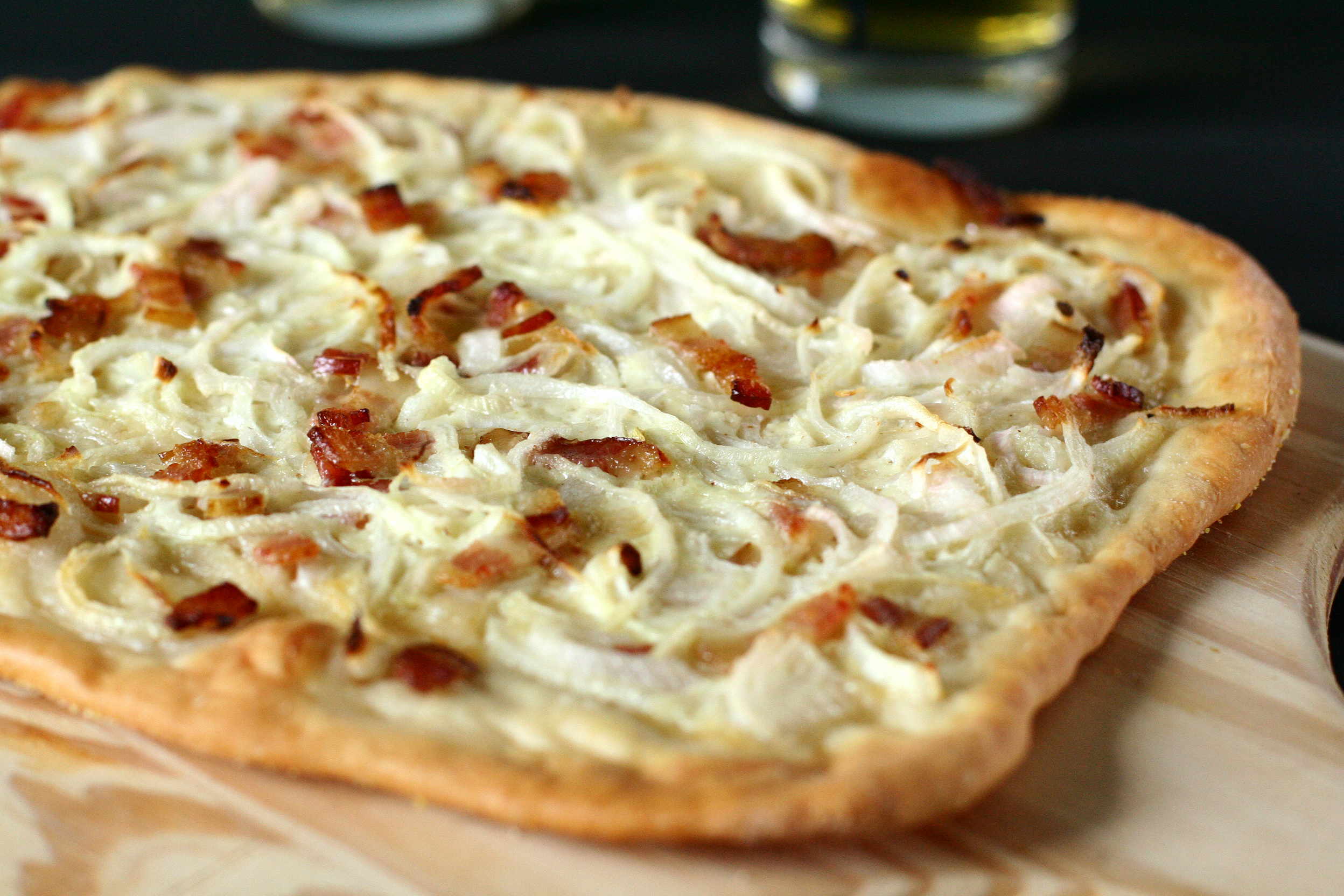
Une flammekueche alsacienne, à base de lardons et d'oignon.
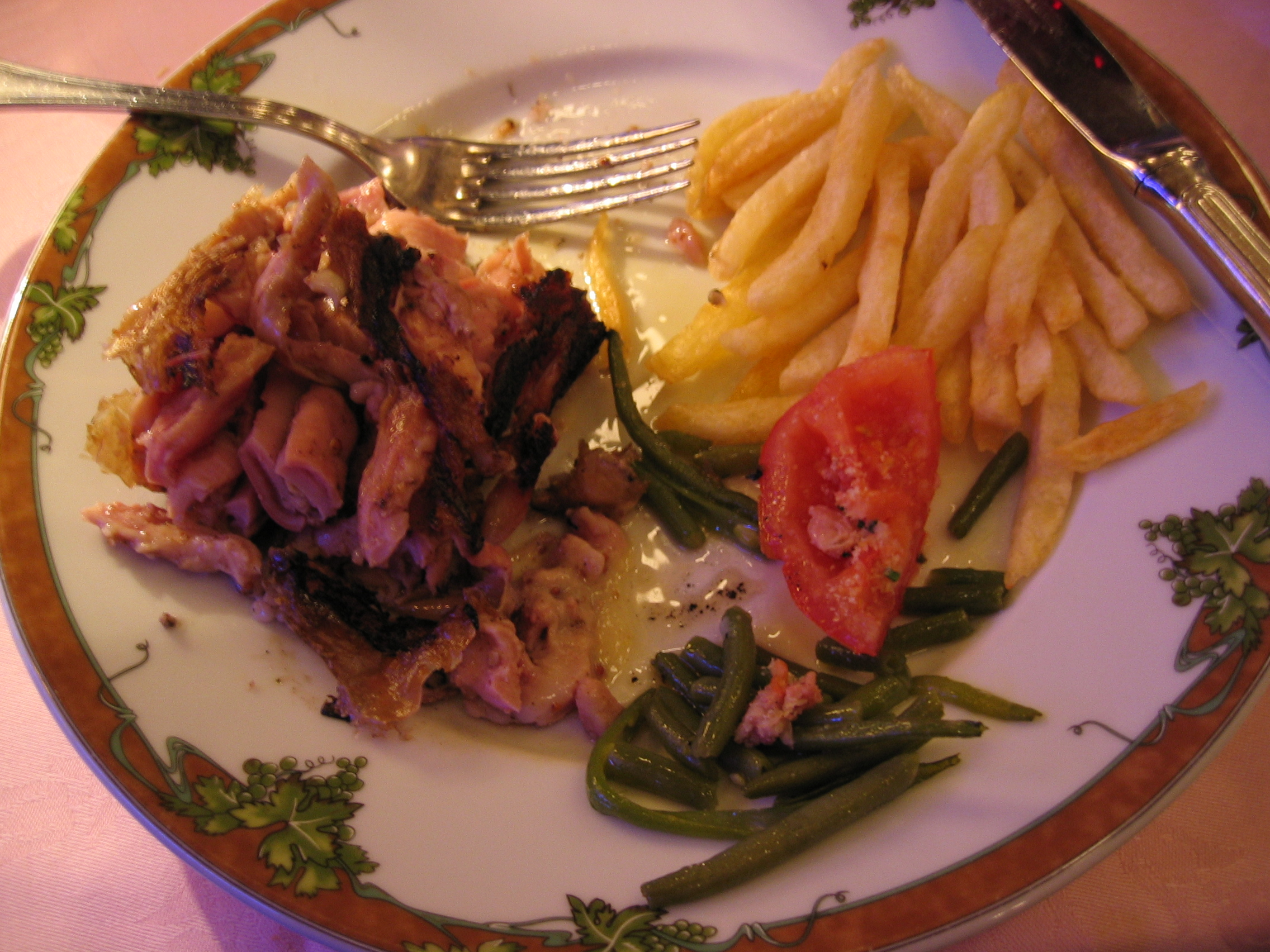
Andouillette avec ses accompagnements.
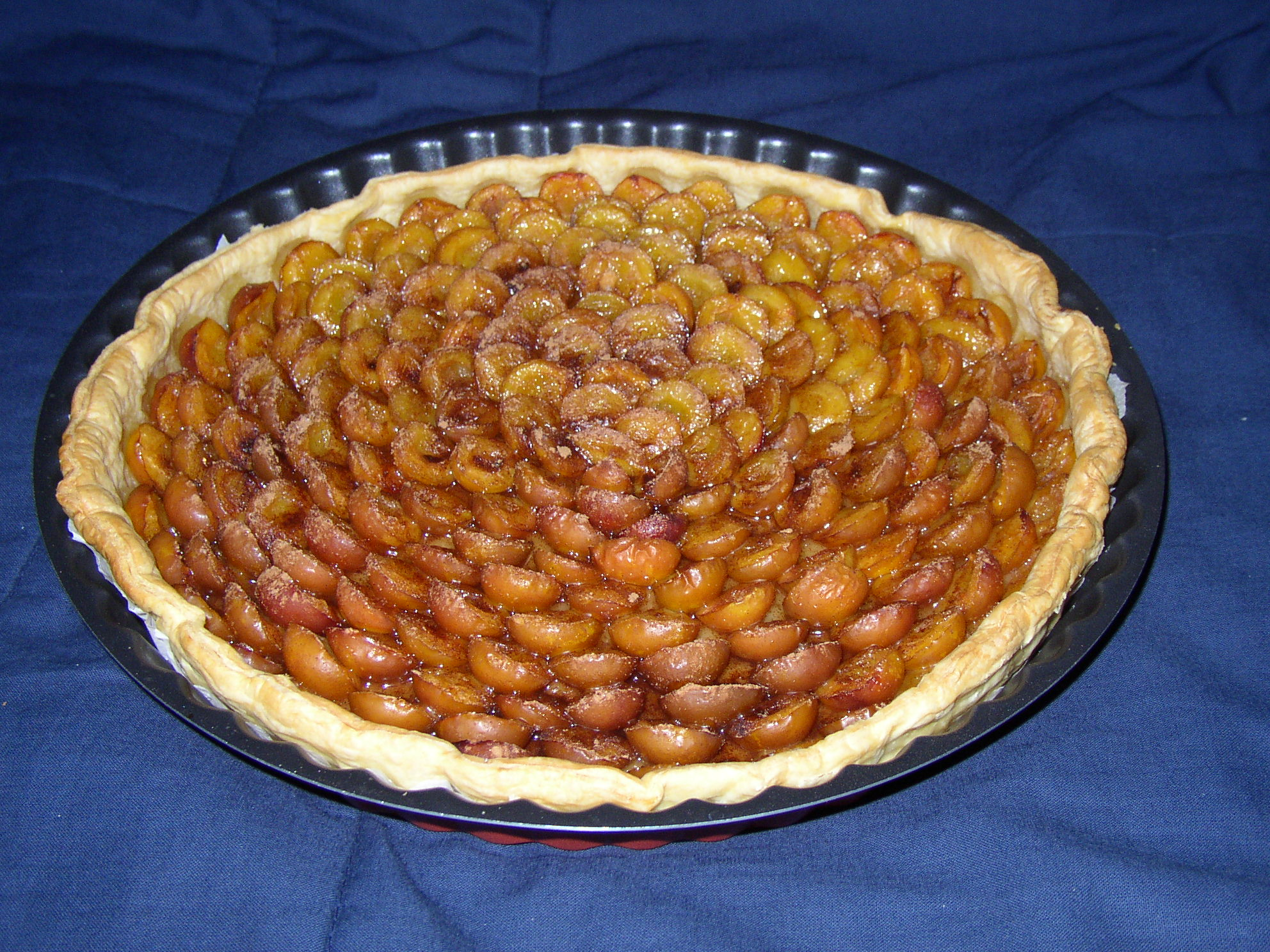
Tarte aux mirabelles de Lorraine
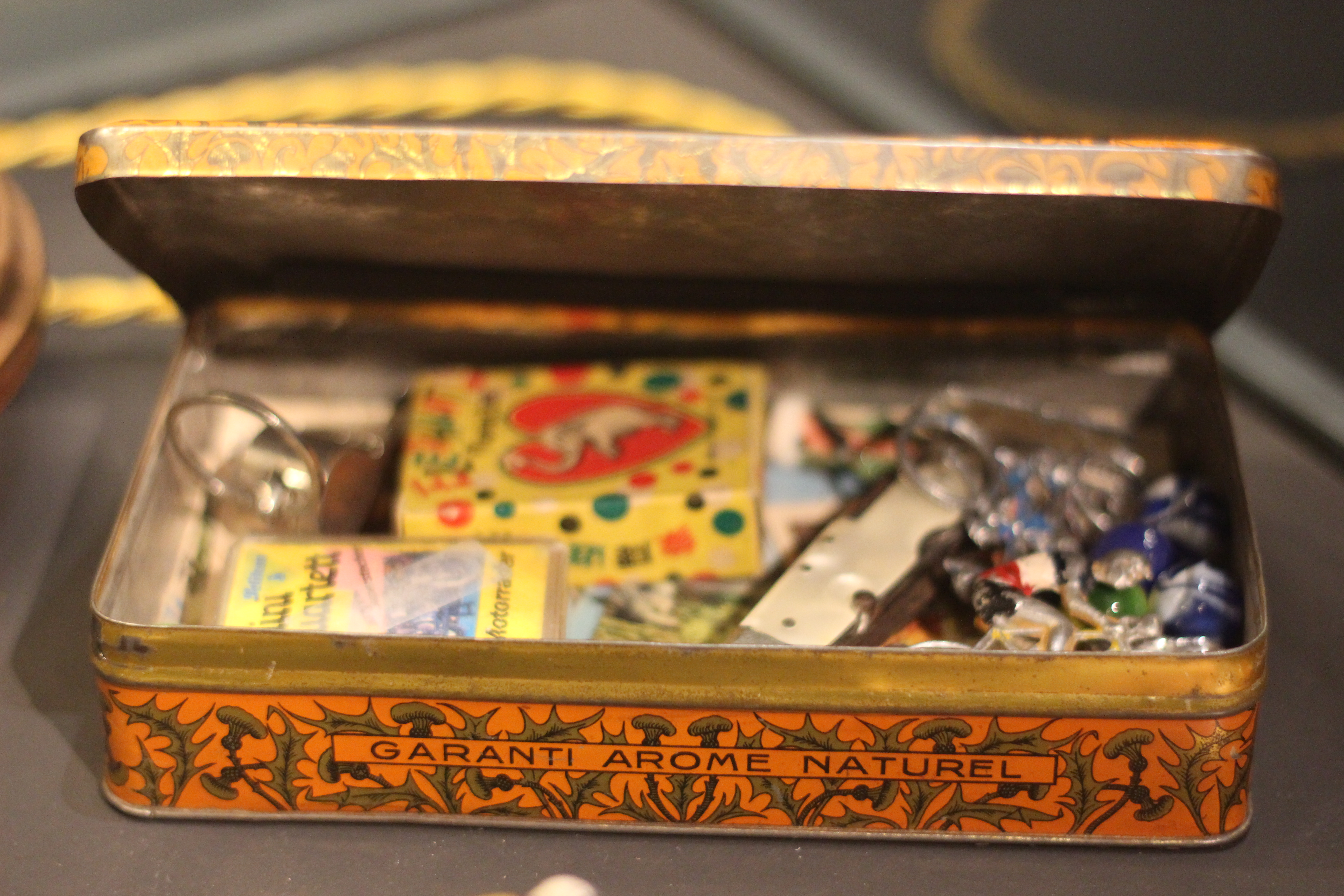
Bergamottes de Nancy

### Nord

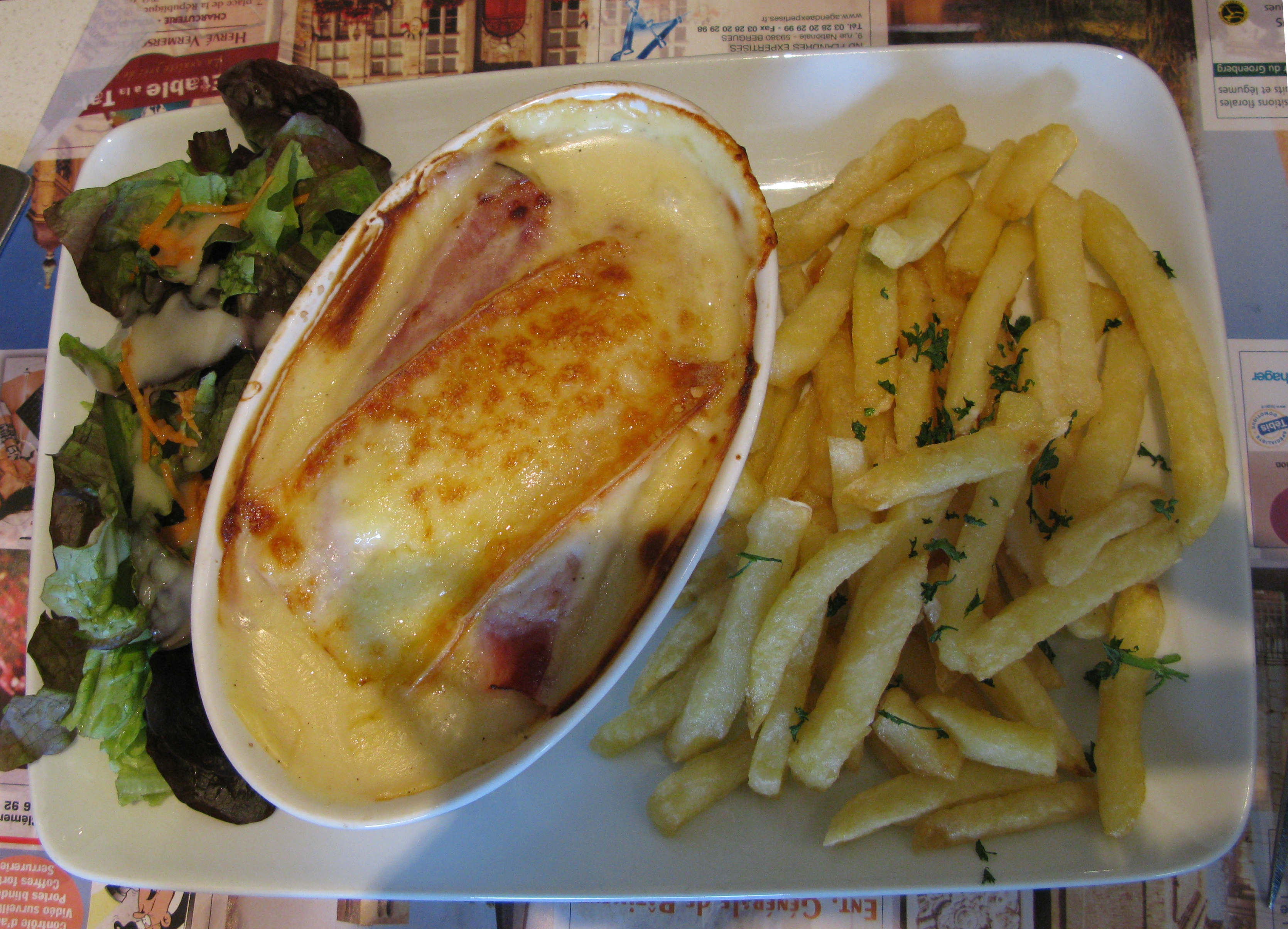
Chicons au jambon et au maroilles.

La cuisine du nord, marquée tant par des influences picardes que flamandes, est caractérisée par l'utilisation du beurre et de la crème mais aussi des endives, de la pomme de terre, du porc et de la bière. Dans cette partie septentrionale de la France, agricole mais aussi très industrielle, une tradition de culture du blé, de la betterave sucrière et de la chicorée s'est développée au cours des siècles. Parmi les plats traditionnels, on trouve souvent des plats longuement mijotés comme la carbonade flamande, le potjevleesch ou le waterzooï.
En Flandre, reliée au monde germanique comme l'Alsace et la Lorraine thioise, on retrouve bon nombre de pâtisseries de Noël comme le cougnou, le spéculoos, la tarte au sucre et le geuteling. Les plats très caloriques et mijotant longtemps comme la carbonade flamande, le hochepot et l'anguille au vert que l'on retrouve dans le Westhoek ont été façonnés par la dureté des travaux locaux, qu'ils soient agricoles (terre très argileuse et sols marécageux) ou maritimes (climat froid et humide de la mer du Nord). Le genièvre est historiquement produit à Dunkerque.

### Région parisienne

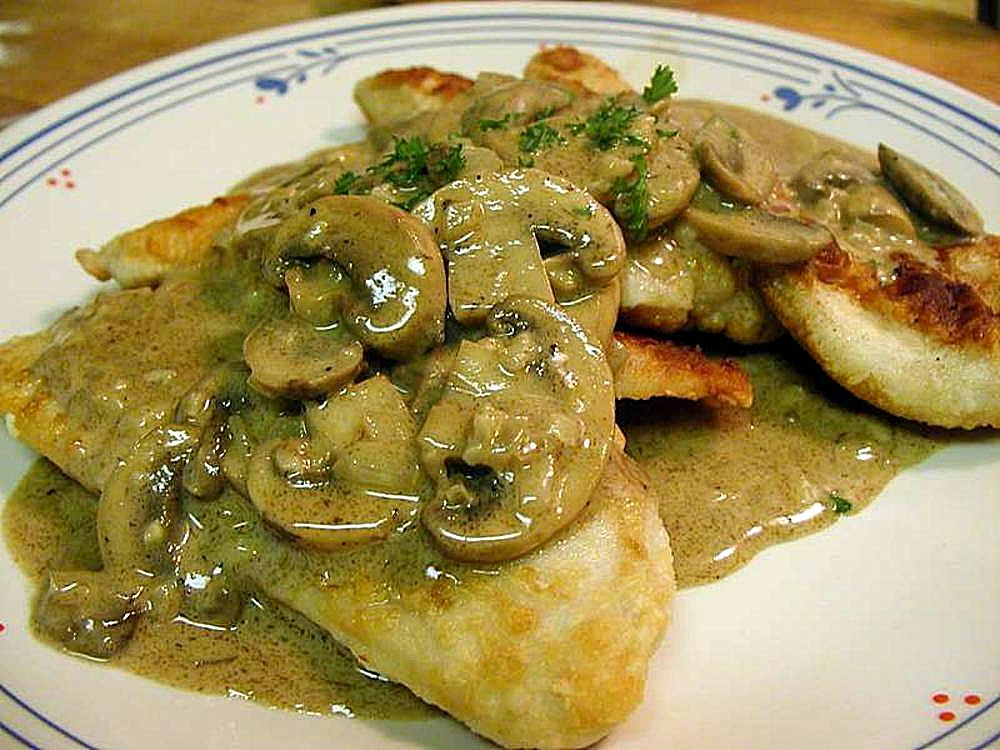
Poulet aux champignons de Paris

- Légumes et fruits : Le champignon de Paris (Agaricus bisporus), La cerise de Montmorency, asperge d'Argenteuil, reine-claude de Chambourcy, ou la carotte de Croissy, sans oublier les murs à pêches de Montreuil-sous-Bois.

- Volailles, charcuteries, viandes :

La cuisine parisienne est réputée pour ses volailles, que l'on considère comme des spécialités qui étaient autrefois servies à la Cour de Louis XIV de France.
On trouve à Paris, le cochon qui fournit le célèbre jambon de Paris (aussi appelé jambon blanc), consommé sous différentes formes ; autant dans une assiette avec du beurre, que dans un croque-monsieur.
Dans le département des spécialités de volailles, on peut désigner celle issue des poules de Houdan.
Il y a aussi les recettes traditionnelles avec des viandes, comme le miroton de bœuf, la côte rôtie, ou l'entrecôte Bercy. Côté charcuteries, il y a le saucisson de Paris, ou saucisson à l'ail. On peut aussi déguster du boudin de Paris ou Boudin à l'oignon, une escalope parisienne (variante de l'escalope viennoise) ou d'autres pâtés traditionnels.
- Pains et pâtisseries :

Dans les pains parisiens, il y a la fameuse baguette, mais aussi le pain Briare et le pain Vexin.
Côté pâtisseries, il y a le saint-honoré, la tarte Bourdaloue, l'opéra, les financiers, le Paris-brest, le mille-feuille et la plupart des pâtisseries faites à base de pâte à choux. Beaucoup de ces desserts, notamment ceux composés de pâte à choux, ont été développés ou inventés dans la Pâtisserie de la rue de la Paix, du grand chef parisien Marie-Antoine Carême, précurseur du principe de pâtisserie et confiserie. On peut également citer la brioche de Nanterre.

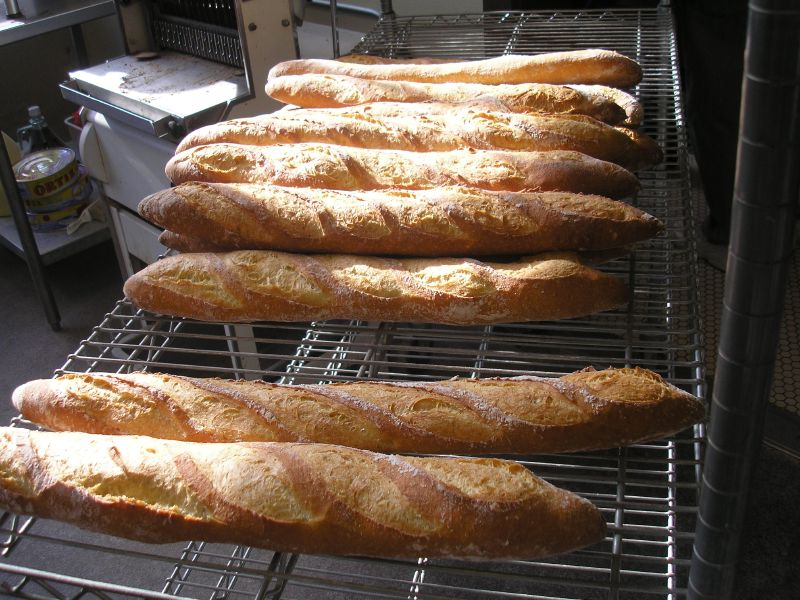
Baguettes de pain
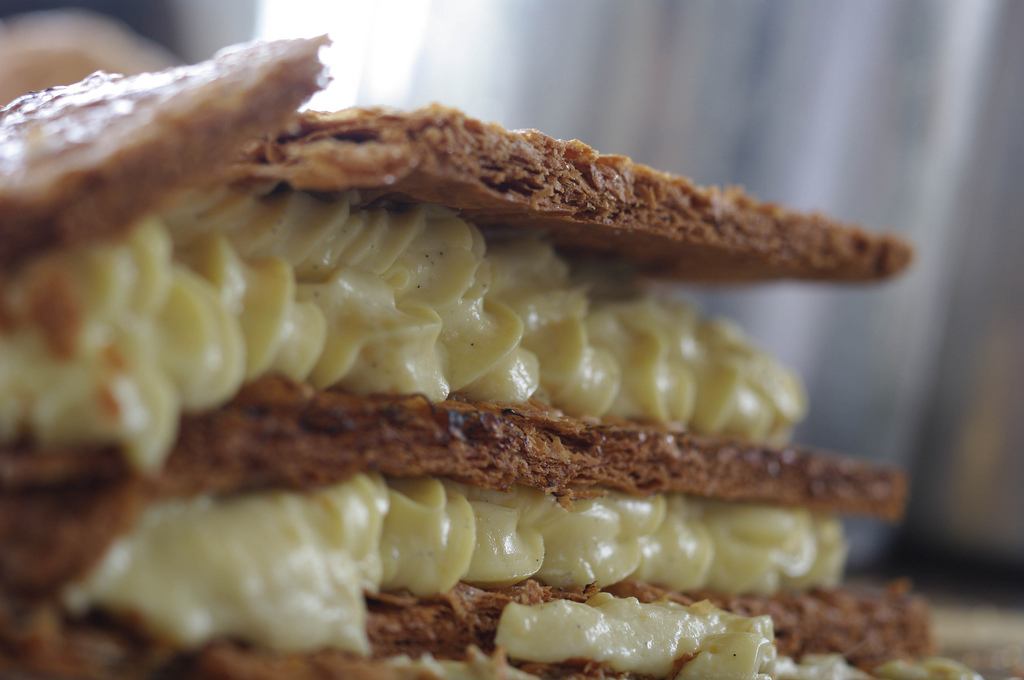
Un mille-feuille.
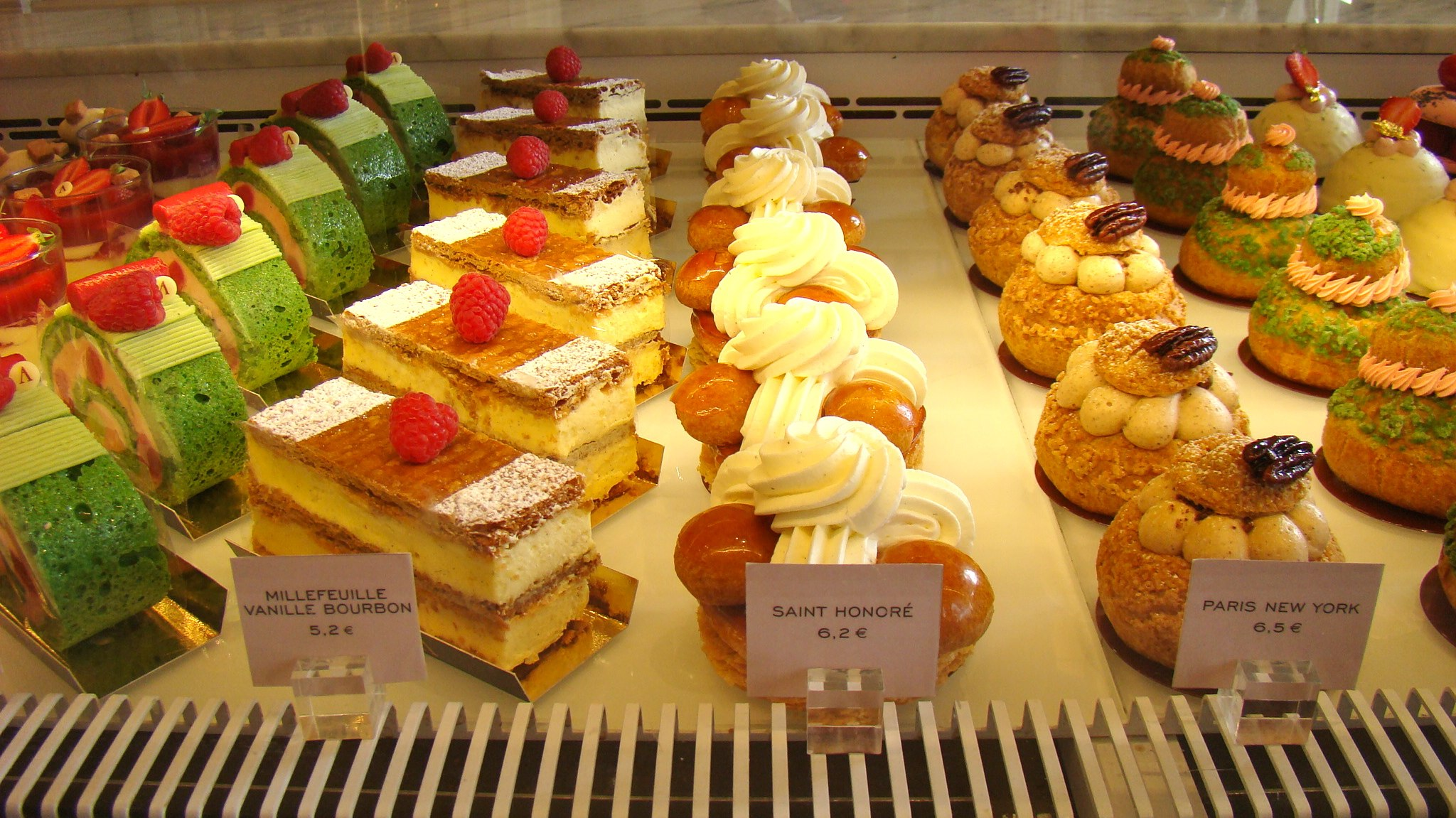
Pâtisseries, chez Angelina, à Paris.
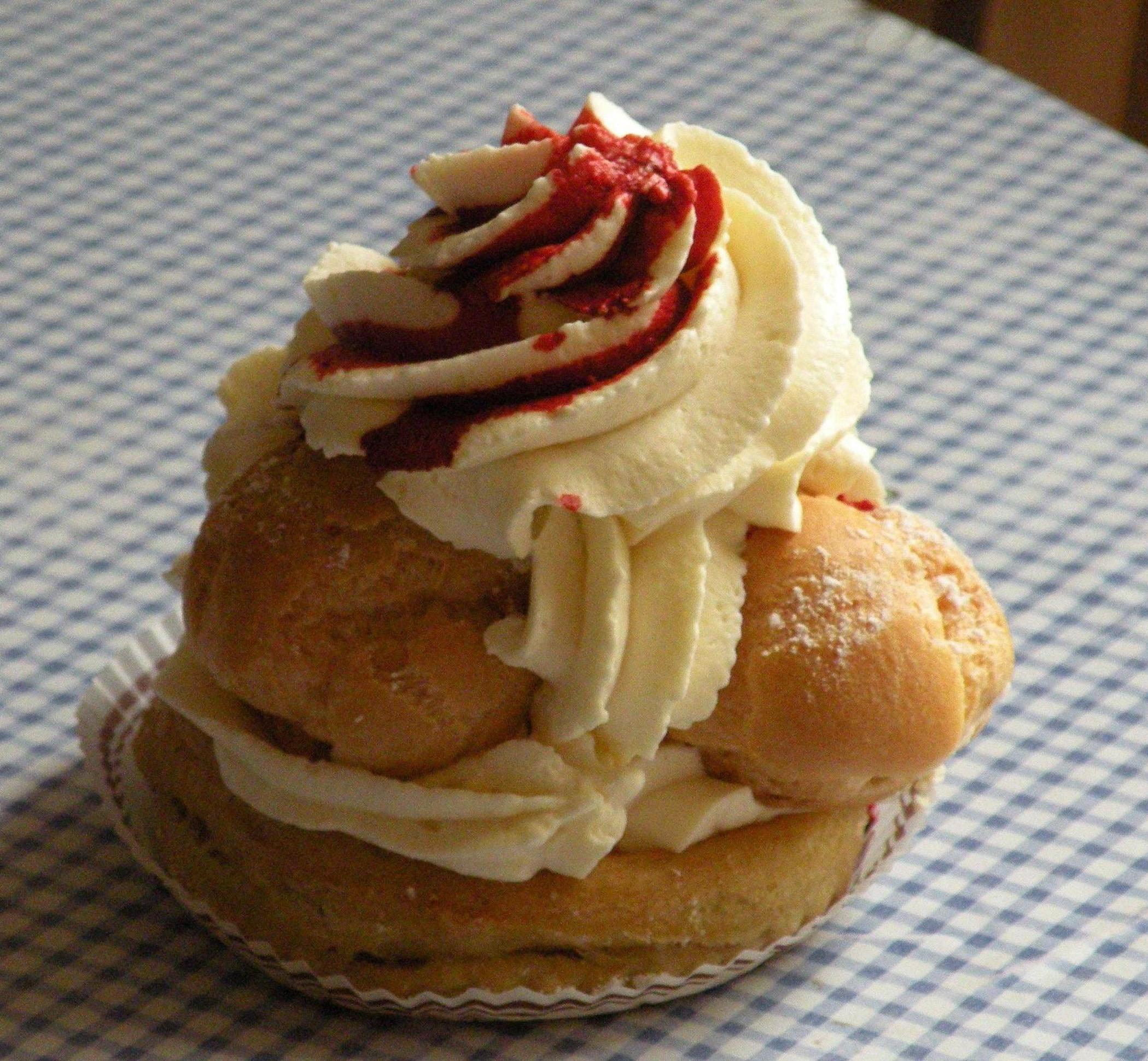
Un saint-honoré.
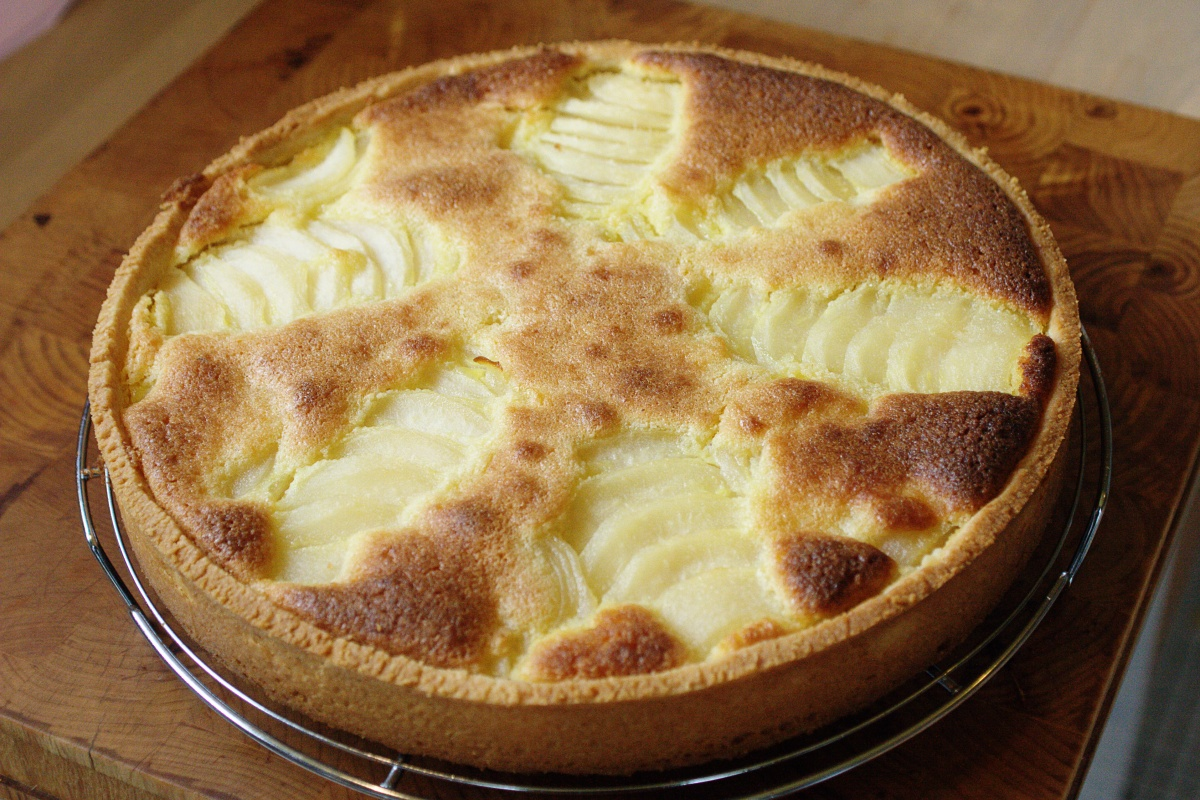
Une tarte Bourdaloue.

- Plats traditionnels :
  - La soupe à l'oignon, très populaire.
  - La matelote d'anguille est un plat typique de Paris, cuisiné avec des anguilles et du vin rouge.
  - Le croque-monsieur, plat de bistro parisien, constitué de jambon de Paris, serait justement apparu dans un café du boulevard des Capucines.

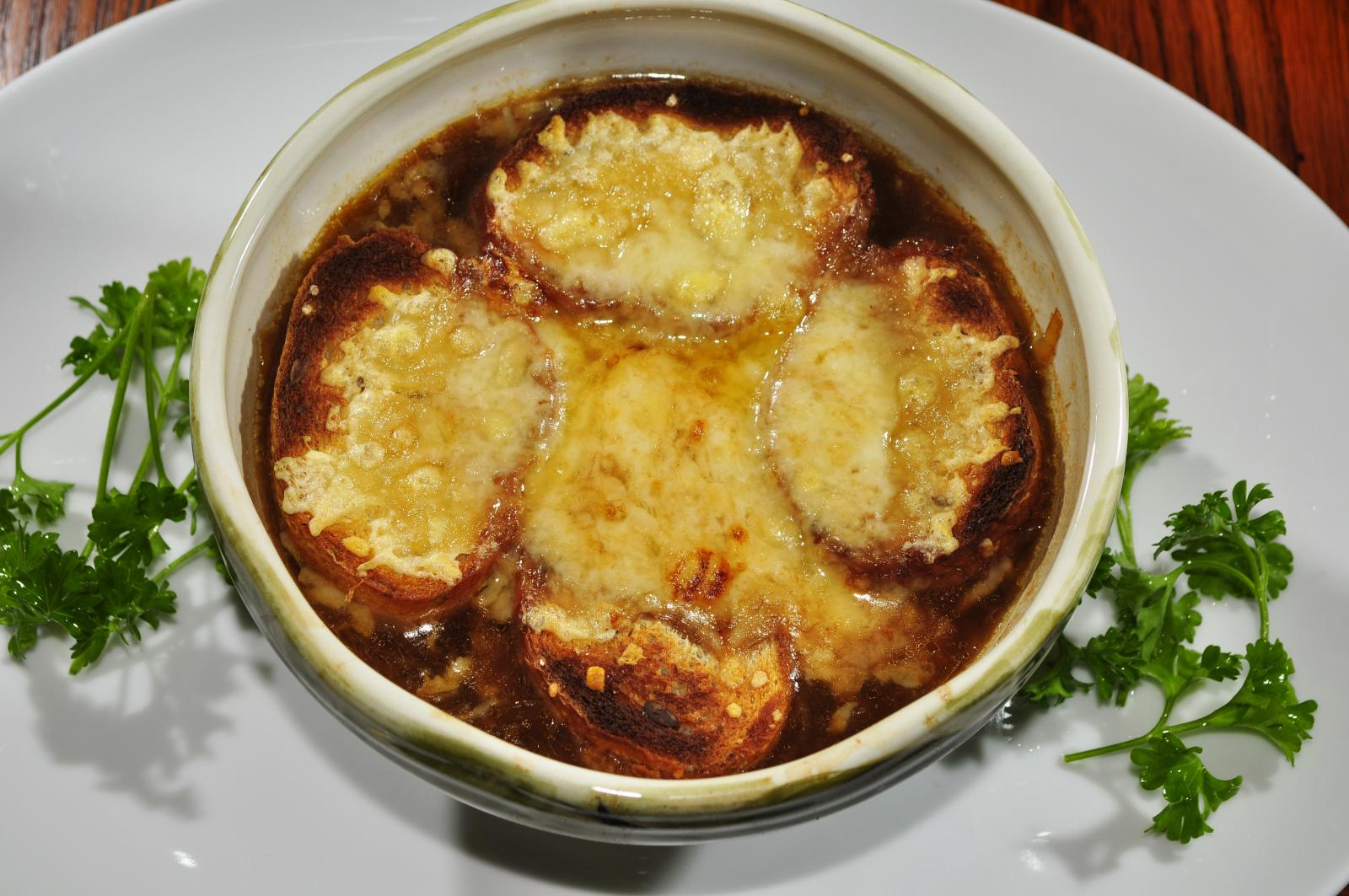
Une soupe à l'oignon.
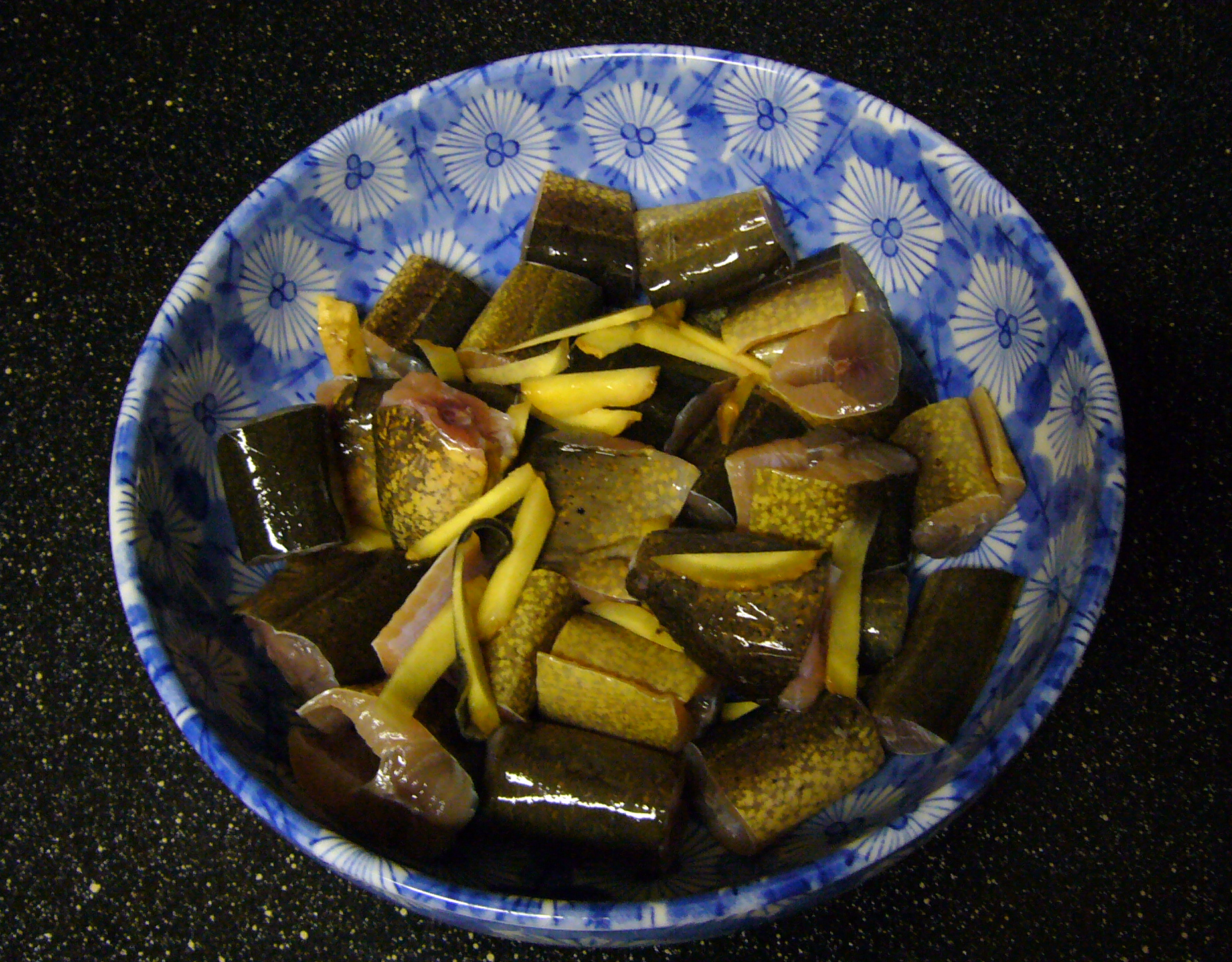
Une matelote d'anguille.
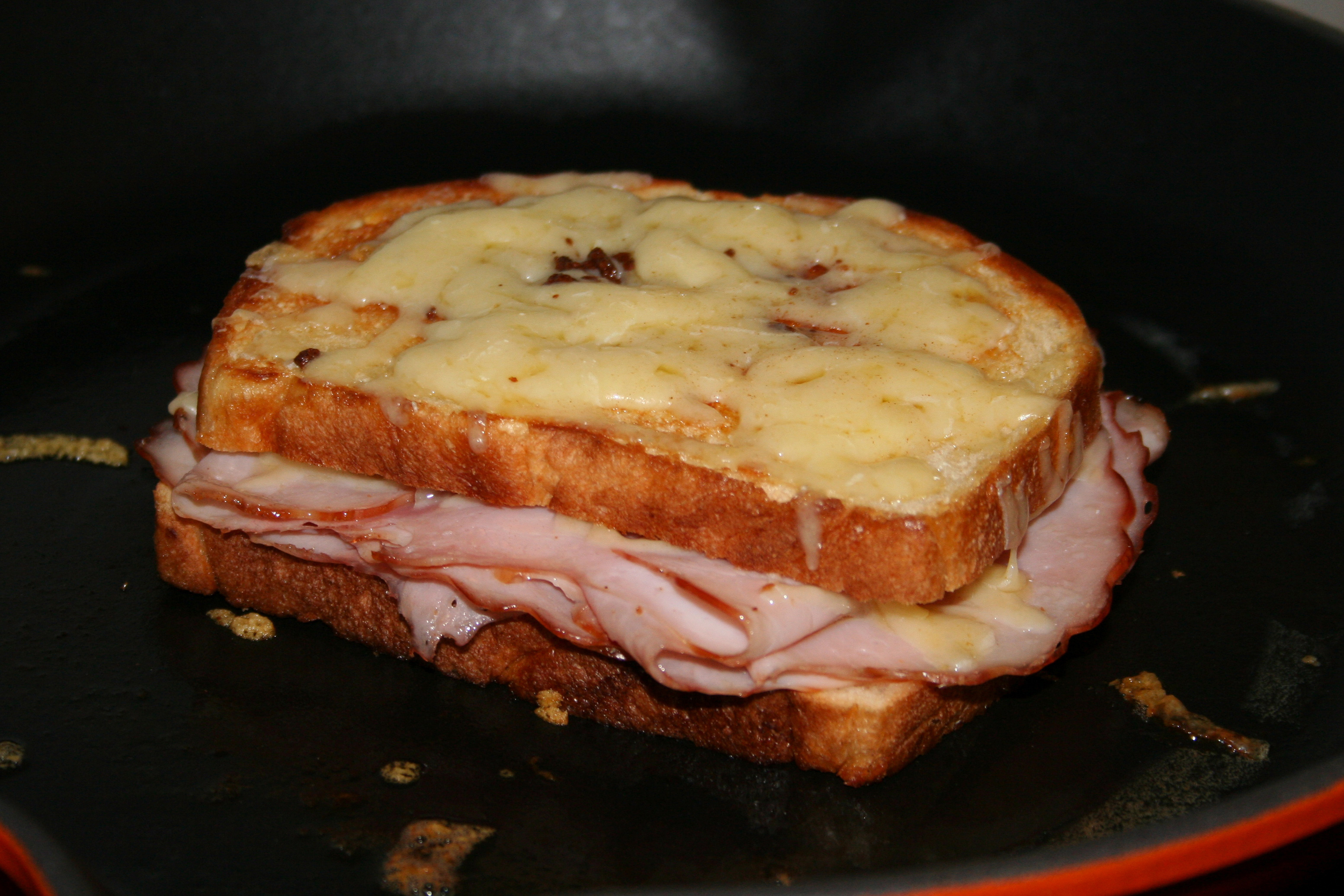
Un croque-monsieur.

### Outre-mer

#### Guadeloupe et Martinique
L'art culinaire reflète la manière d'être et de vivre d'un peuple, mais aussi son histoire. C'est ainsi que la cuisine antillaise simple, sans artifice est le résultat d'une osmose de tous les peuples qui y ont fait escale. Des grillades épicées des indiens caraïbes, en passant par le calalou africain, la brandade de morue française, ou le colombo indien, c'est toute une large palette gastronomique qui compose cette cuisine.
Principalement à base de produits de la mer, les plats antillais ont pour point commun de faire souvent macérer la viande et le poisson dans un assaisonnement (souvent à base de piments antillais) pour en améliorer le goût. On peut également noter l'utilisation abondante de la farine de manioc.
- Apéritifs : Planteur ; ti-punch ; Shrubb ; jus de fruits de saison (goyave, mangue, canne à sucre, banane, etc.).

- Entrées : Acras de morue ; boudin noir ; boudin aux crabes, aux lambis, etc. ; féroce d'avocat ; souskay de morue ; pâtés salés ; crabe farci…

- Plats de fruits de mer : Fricassée de chatrou (pieuvre ou poulpe local) ; fricassée de lambis ; poissons grillés au feu de bois, sauce chien ; court-bouillon de poisson (poisson-chat, vivaneau, dorade coryphène, requin, etc.) ; langoustes grillées ; kalalou de crabes ; matété de crabe ; matoutou de crabe ; soupe z'habitan…

- Plats de viande : Colombo (de poulet, de cabri) ; ragoût de porc accompagné de pois d'Angole et d'igname (fête de Noël) ; ragoût de poule sur pieds ; pâté en pot ; bébélé ; lentilles accompagnées de salaisons (morceaux de porc macérant dans une sauce salée) ; christophine farcie de viande…

- Accompagnements : Fruit à pain en tranches ou en purée ; gratin de papaye verte ; riz blanc à la créole ; ignames ; madère ; manioc ; bananes jaunes (plantain) cuites à l'eau, ou frites…

- Sandwichs : Bokit ; Agoulou

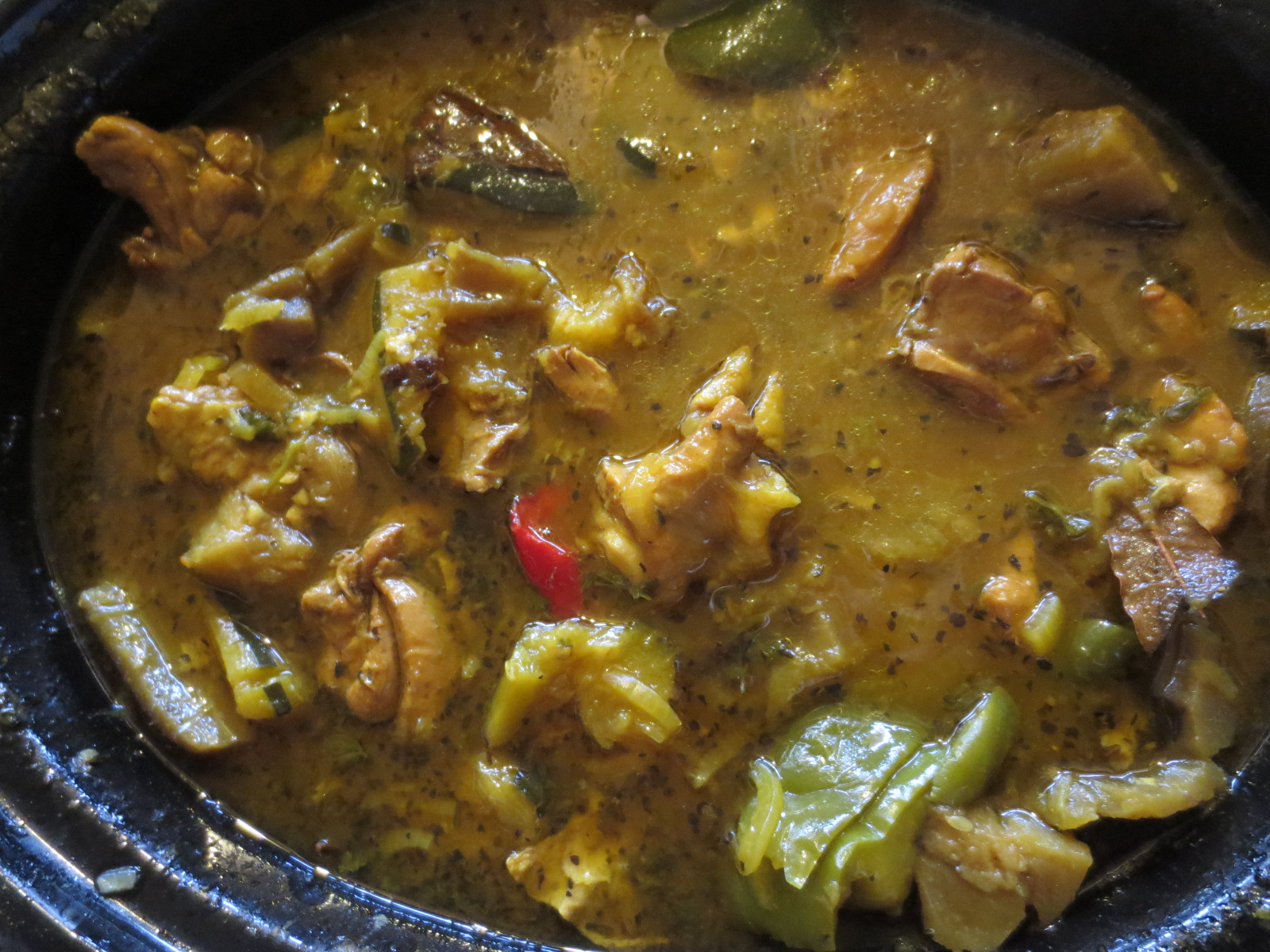
Colombo de poulet
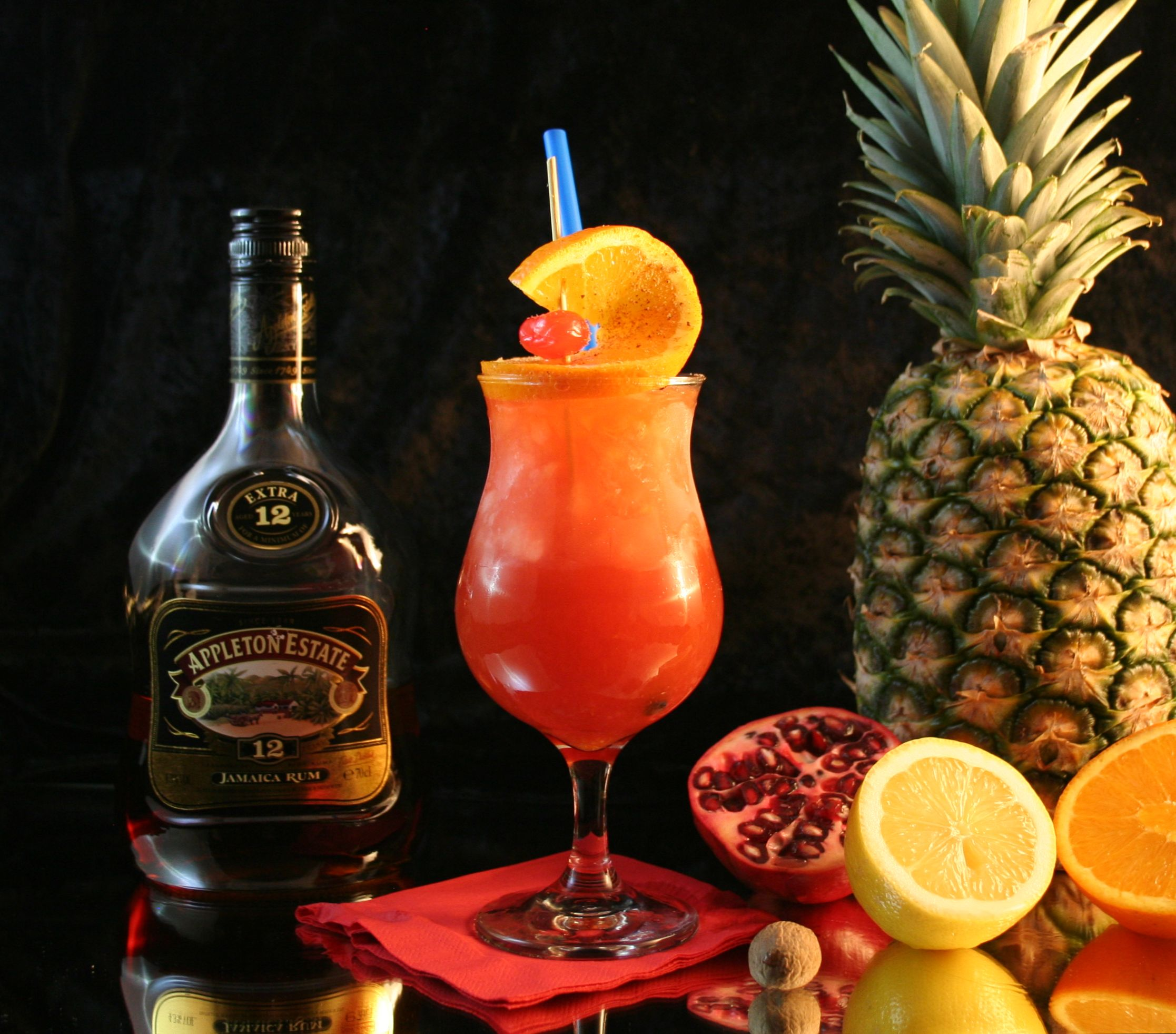
Rhum planteur.
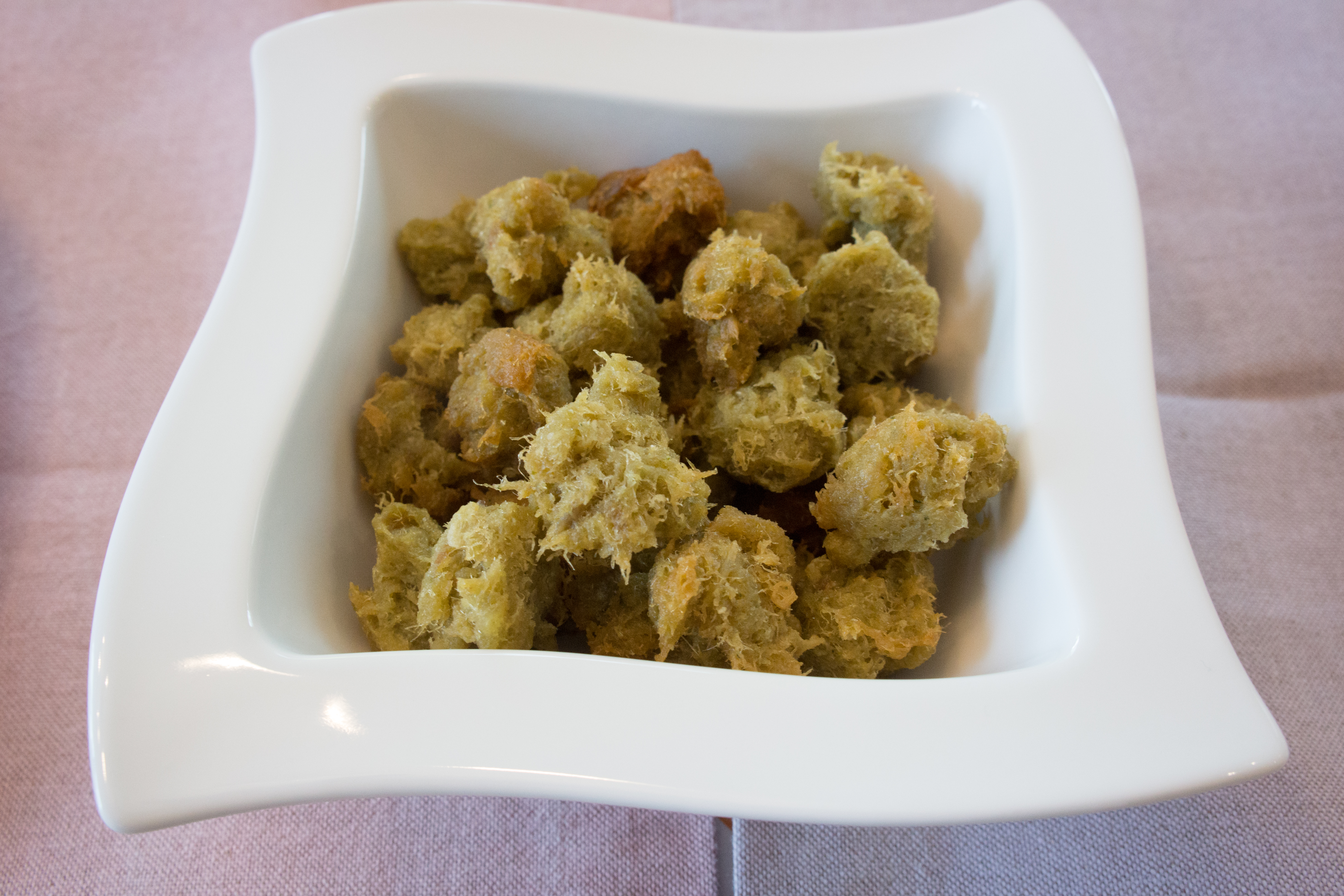
Accras de morue
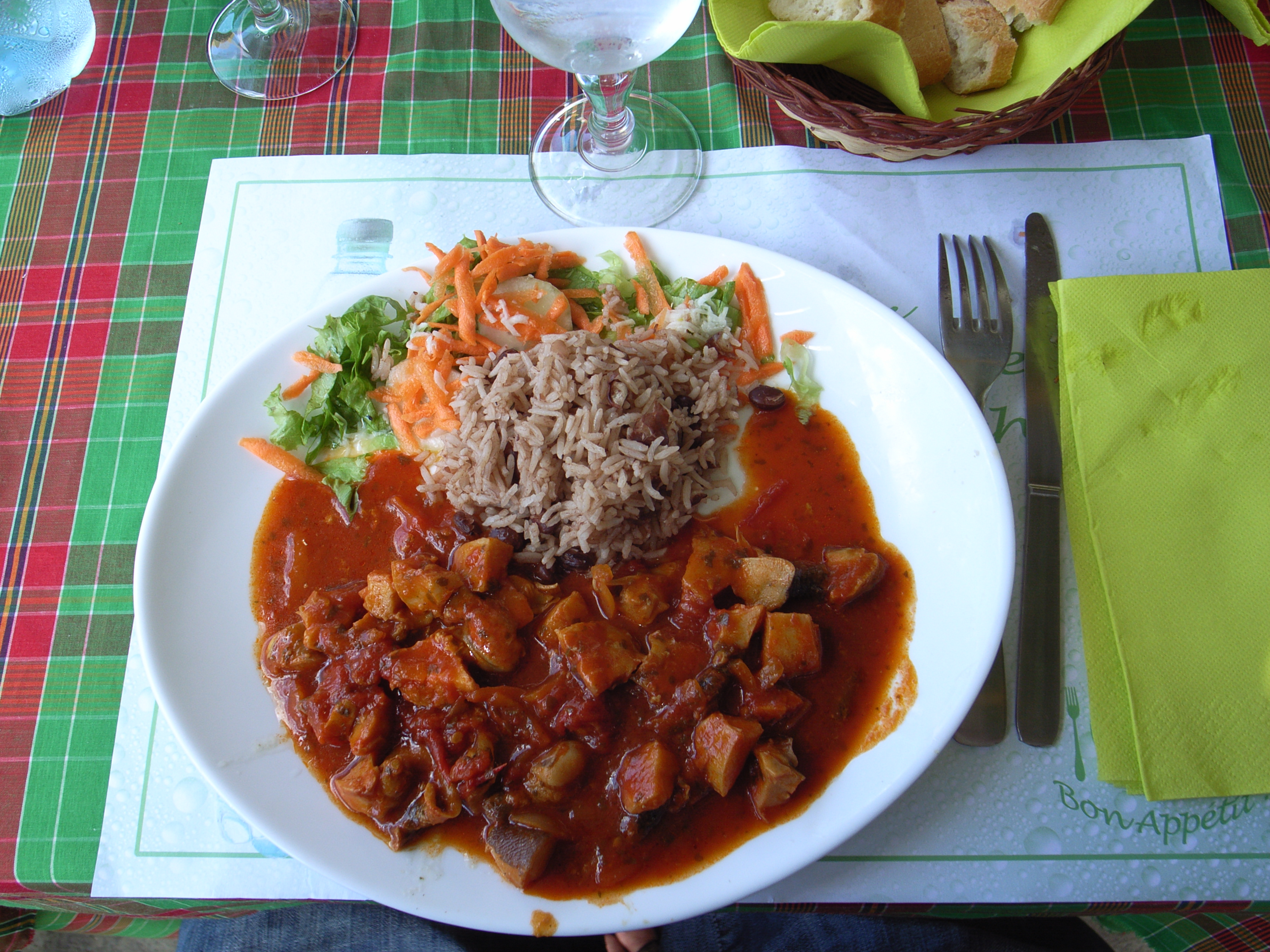
Fricassée de lambi
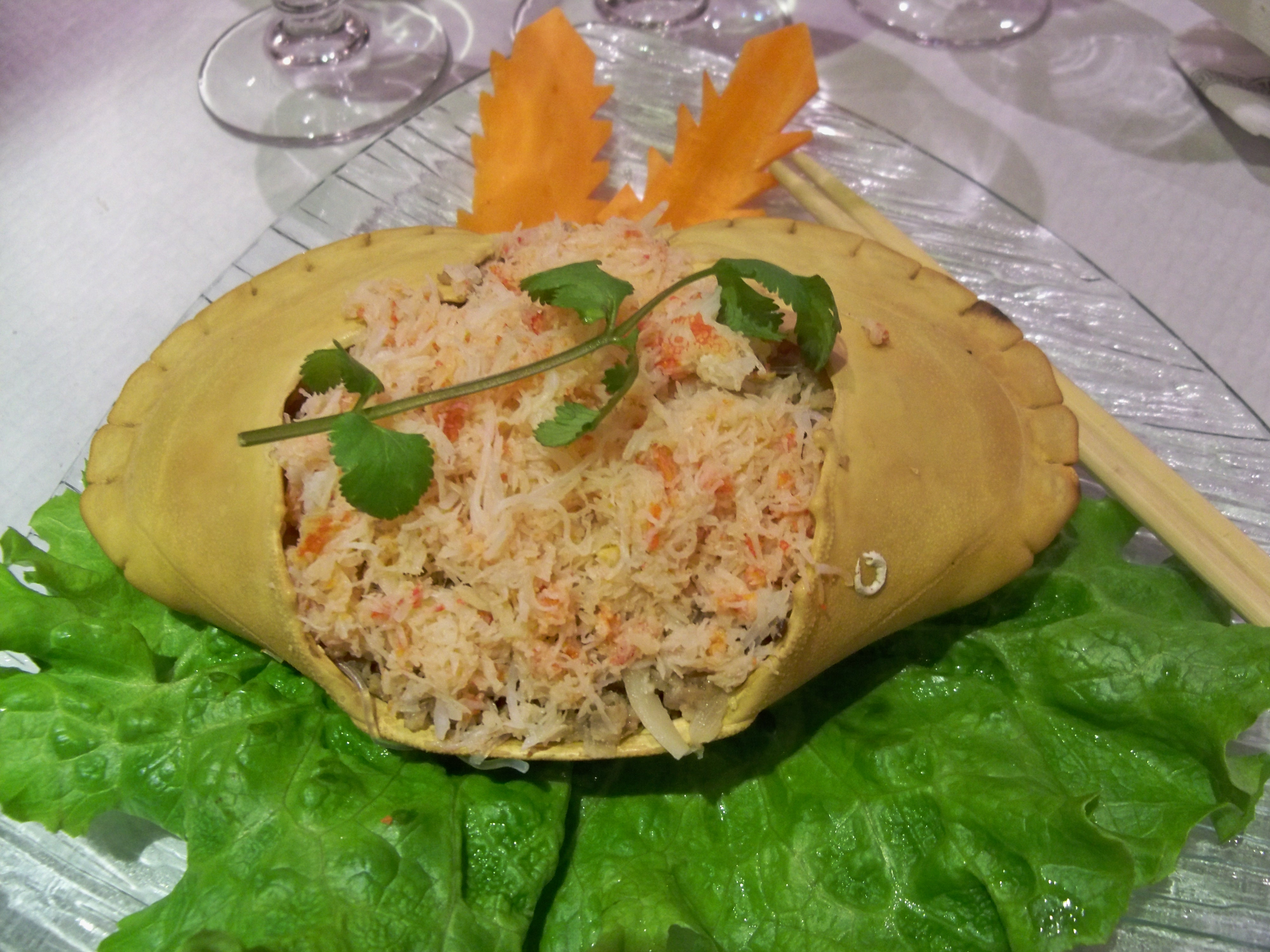
Crabe farci

#### Guyane

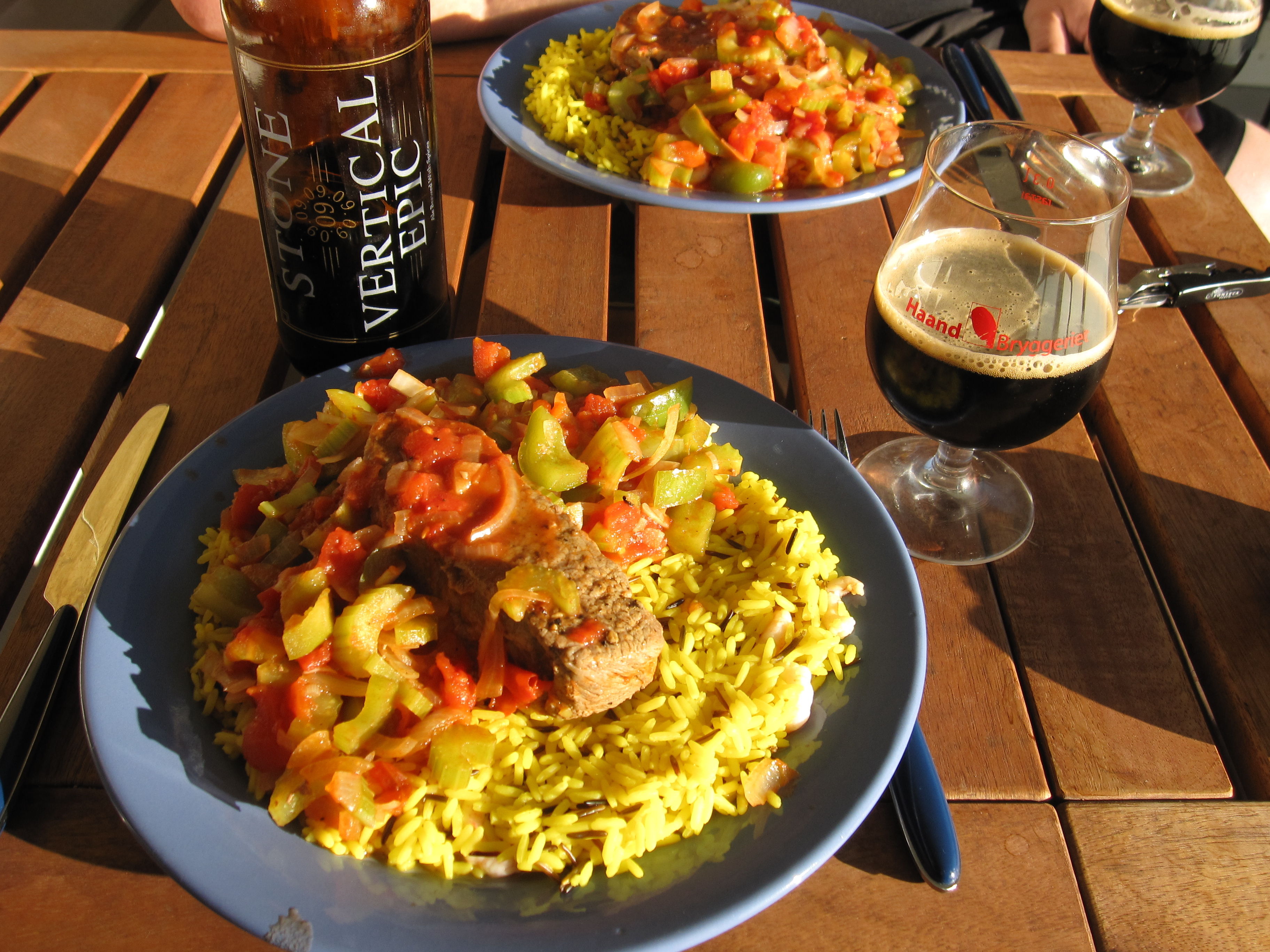
Fricassée de bœuf au riz créole.

- Plat principal : bouillon d'awara ; colombo, pimentade (de poissons ou gibiers), calou, atipa au lait de coco, haricots rouges et leur viande saumurée.
- Viandes fricassées : fricassée de poulet, de cochon, de bœuf, fricassée d'iguane.
- Gibier divers et varié : cochon bois ; agouti ; pak ; iguane ; hocco.
- Accompagnement : couac ; dongué ; dachine ; igname ; lafoufou bannann ; riz de Mana.
- Dessert : galette créole, comtesse (sablé), dizé milé (beignet), dokonon (gâteau poché en papillote).

#### La Réunion
- Plat de viandes : rougail saucisses ; carry poulet ; boucané ; canard à la vanille ; massalé cabri ; tijak boucané.
- Plat de poissons / fruits de mer : rougail morue ; carry zourit ; carry bichique ; carry camaron ; morue grillée.
- Plat de légumes : le carry bringelles ; beignets de bringelle ; salade de palmiste ; salade de chou coco (sommité du cocotier) ; brèdes (chouchou, chou d'chine, etc.) ; achards.
- Gratins : gratin de chouchou ; gratin bois de songe (songe est un des noms du taro)
- Amuse-gueule : samoussas ; bouchons ; bonbons piments ; piments farcis ; graton ; larves de guêpes grillées.
- Desserts : le gâteau patates (patates douces) ; gâteau chouchou (chayotte) ; gâteau manioc ; bonbon coco ; bonbon la rouroute ; galette manioc (ou beignet manioc) ; gâteau maïs ; gâteau tisson ; gâteau chemin de fer (gâteau roulé) ; beignets banane ; salade de mangues-ananas pimentée ; sorbets (tamarin, coco, pistache, etc.).
- Fruits : letchis ; mangues José ; goyaves ; caramboles ; papayes ; ananas Victoria ; longanes, etc.
- Accompagnements du riz : rougail tomates ; rougail de mangues ; rougail dakatine ; lentilles ; gros pois ; haricots rouges ; piment.
- Bière locale : la Dodo

## Apports étrangers
Les cuisines françaises ont largement bénéficié des apports culinaires étrangers[réf. nécessaire], cependant, il existe un tropisme d'appropriation de ces apports : « Bien que la cuisine française prenne son bien où bon lui semble, Le Cuisinier parisien souligne sa puissance assimilatrice. Car cette cuisine « francise » (le mot est de Carême) et « nationalise » ce qui vient d’ailleurs. Quand bien même les sauces de base de la cuisine française seraient espagnoles et allemandes, « ces sauces étrangères sont tellement changées dans leurs préparations, qu’elles sont depuis longtemps toutes françaises » ».

### Immigrations
Les différentes vagues de migrations vers la France (notamment dans le cadre des différentes guerres durant lesquelles ont été mobilisés des étrangers d'Afrique du Nord) ont largement impacté les habitudes culinaires et la cuisine française.
« Le couscous était déjà sur les tables des cafés kabyles dans les années 1920. Sa notoriété viendra avec l’arrivée des [colons] en 1962. Si traditionnellement il se décline à toutes les sauces, il devient « royal » et affublé d’une merguez dans sa version hexagonale et commerciale. Quant à la semoule, elle se prépare trop souvent à l’eau chaude ou dans un four. Exit l’action bienfaitrice de la vapeur - qui fait pourtant toute l’originalité de ce plat. Sur les trente milliards de pizzas mangées dans le monde chaque année, trois milliards sont consommées en France soit dix tonnes de pizzas (une tonne de plus qu’en Italie !). La pizza est arrivée en France avec les immigrés italiens du XIXe siècle, mais c’est au lendemain de la guerre qu’elle se répand. La première pizzeria est inaugurée à Paris en 1950. Il y en aurait aujourd’hui autour de 10 000. La pizza s’accommode désormais avec tous les ingrédients possibles et imaginables. On a même servi des pizzas… au foie gras ! »

## Reconnaissance mondiale

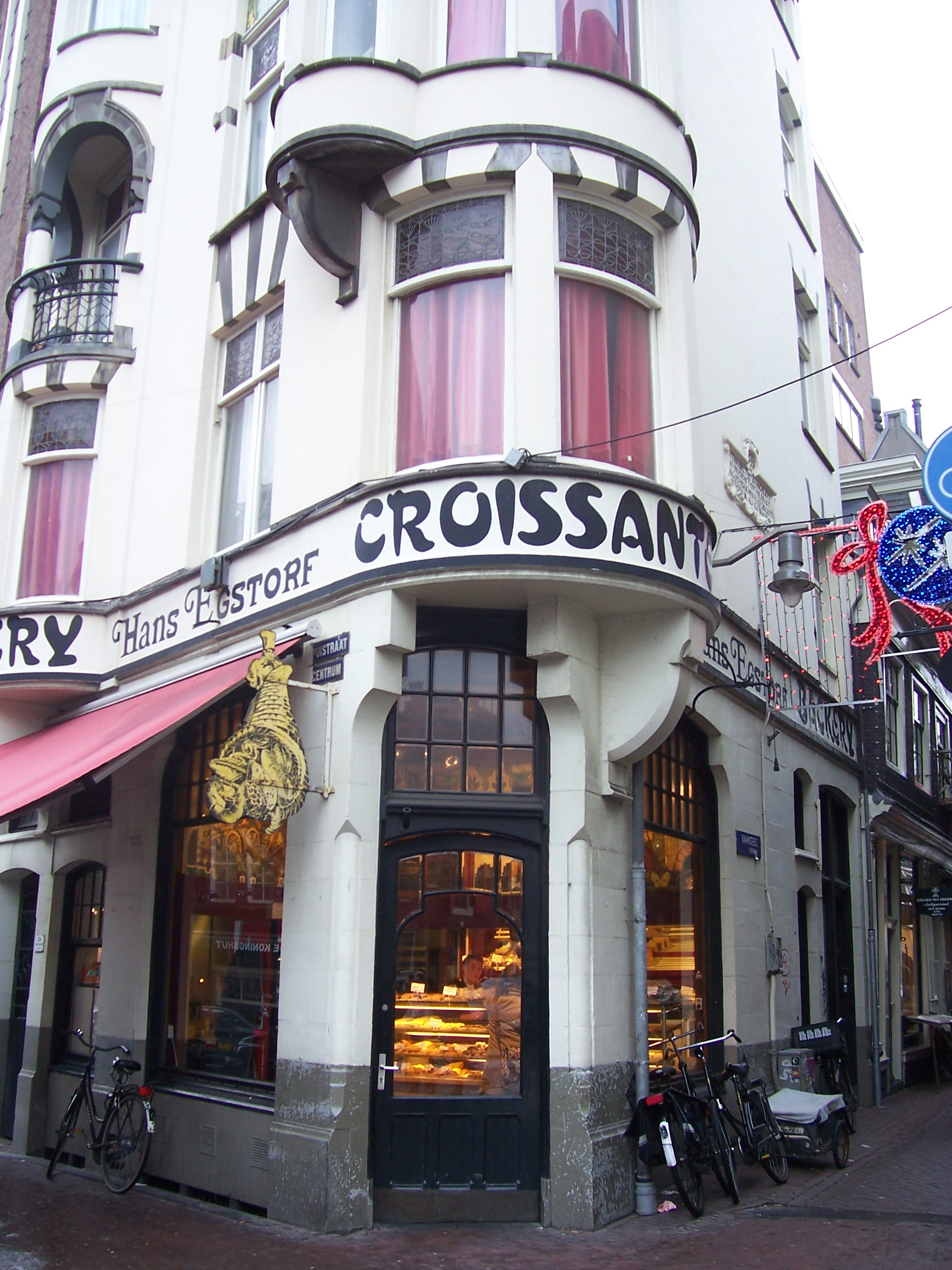
Boulangerie-pâtisserie d'Amsterdam, aux Pays-Bas, baptisée Le Croissant.

Fin 2006, un groupe de gastronomes et de chefs, dont Paul Bocuse, Alain Ducasse, Pierre Troisgros, Marc Veyrat et Michel Guérard, militent pour que la cuisine française entre au patrimoine culturel immatériel défini par l'UNESCO. À l'occasion de l'inauguration du Salon international de l'agriculture de 2008, le président Nicolas Sarkozy appuie cette demande, estimant que la France possède « la meilleure gastronomie du monde ». La gastronomie française serait perçue comme un symbole de l'hédonisme français.
Ainsi le « repas gastronomique des Français » rejoint-il le patrimoine culturel immatériel de l'humanité le 16 novembre 2010, grâce au comité intergouvernemental de l'UNESCO, réuni à Nairobi, au Kenya.
Cette distinction concerne une « pratique sociale coutumière destinée à célébrer les moments les plus importants de la vie des individus et des groupes, tels que naissances, mariages, anniversaires, succès et retrouvailles ». Le descriptif du repas de fête, qui doit comporter au moins quatre services pour célébrer l’art du « bien manger » et du « bien boire », est précis : apéritif, entrée, mets de poisson et/ou de viande accompagnés de légumes, fromage, dessert, digestif et présentés sur une table décorée ; les produits doivent être de qualité, les recettes choisies avec soin en accord avec les vins, et les mets dégustés avec « une gestuelle spécifique pendant la dégustation (humer et goûter ce qui est servi à table) ».

## Ingrédients

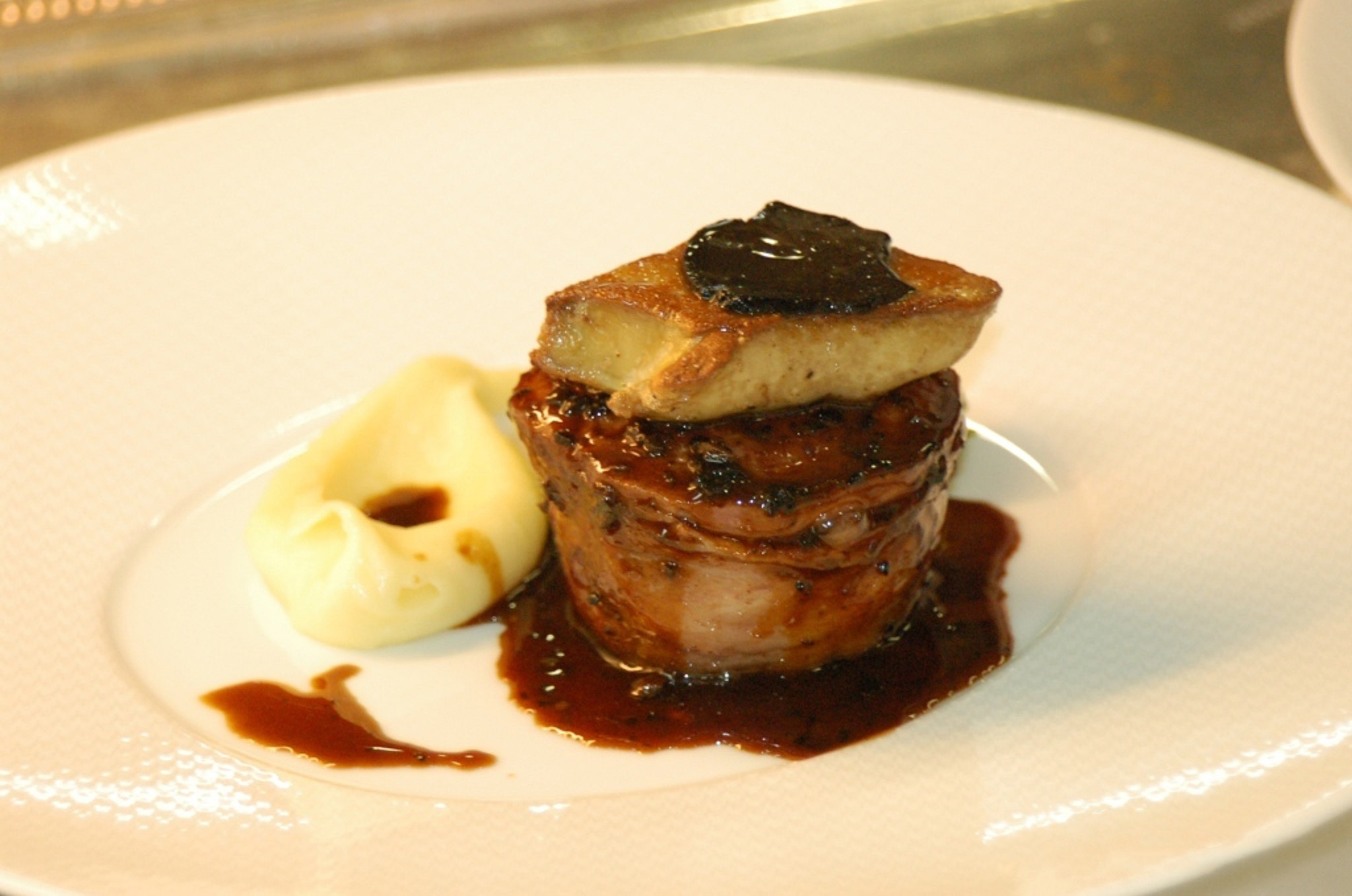
Foie gras, rognon, truffe noire et écrasé de pommes de terre.

Parmi les légumes, on compte : aubergines, carottes, champignons (champignons de Paris, pleurotes, chanterelles, bolets, truffes), courgettes, haricots verts, poireaux, pomme de terre, et tomates.
Pour les fruits courants, on compte les cerises, fraises, groseilles, cassis, myrtilles, kiwis, mûres, framboises, oranges, clémentines, mandarine, pamplemousse, citron, pêches, brugnons, abricots, pommes, poires, prunes, mirabelles, quetsches, raisins, et coing.
Parmi les viandes, on compte les viandes de porc, de bœuf (bœuf, vache, jeune bovin, veau), de pigeon, canard, caille et pintade, de cheval, de dinde, de cochon, de lapin, de mouton, agneau, d'oie plus souvent durant les fêtes de fin d'année, et de coq, chapon, poule, poularde et de poulet.
Les poissons et fruits de mer sont le cabillaud, les crevettes, le calmar, les huîtres, les moules, la sardine , le saumon, le thon et la truite.
Pour les autres ingrédients, on compte l'escargot et la grenouille (cuisses de grenouille).
Les fines herbes et assaisonnements incluent : estragon, fenouil, fines herbes, fleur de sel, herbes de Provence, lavande, marjolaine, romarin, sauge et thym.

## Recettes

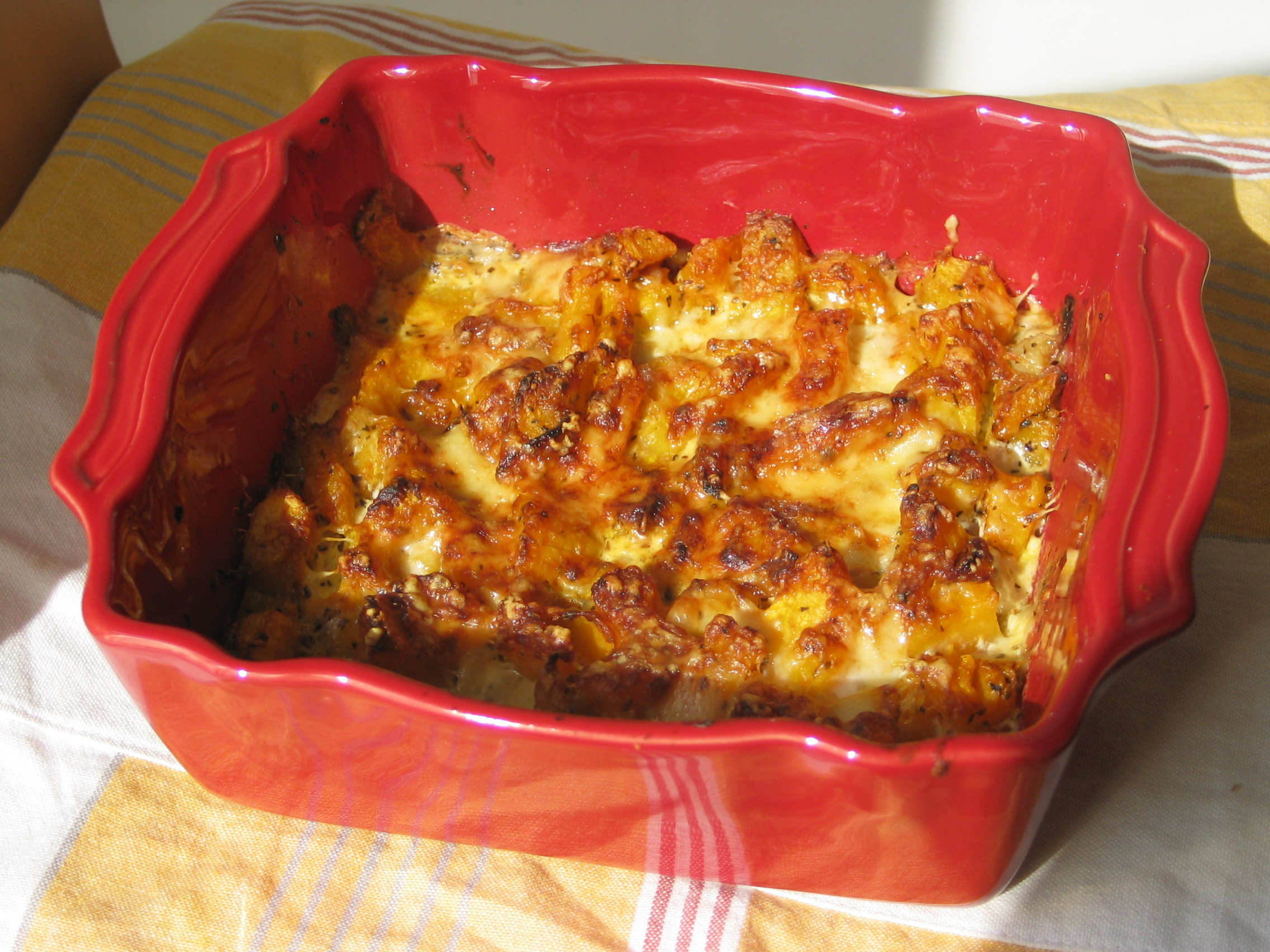
Gratin de courge doubeurre.

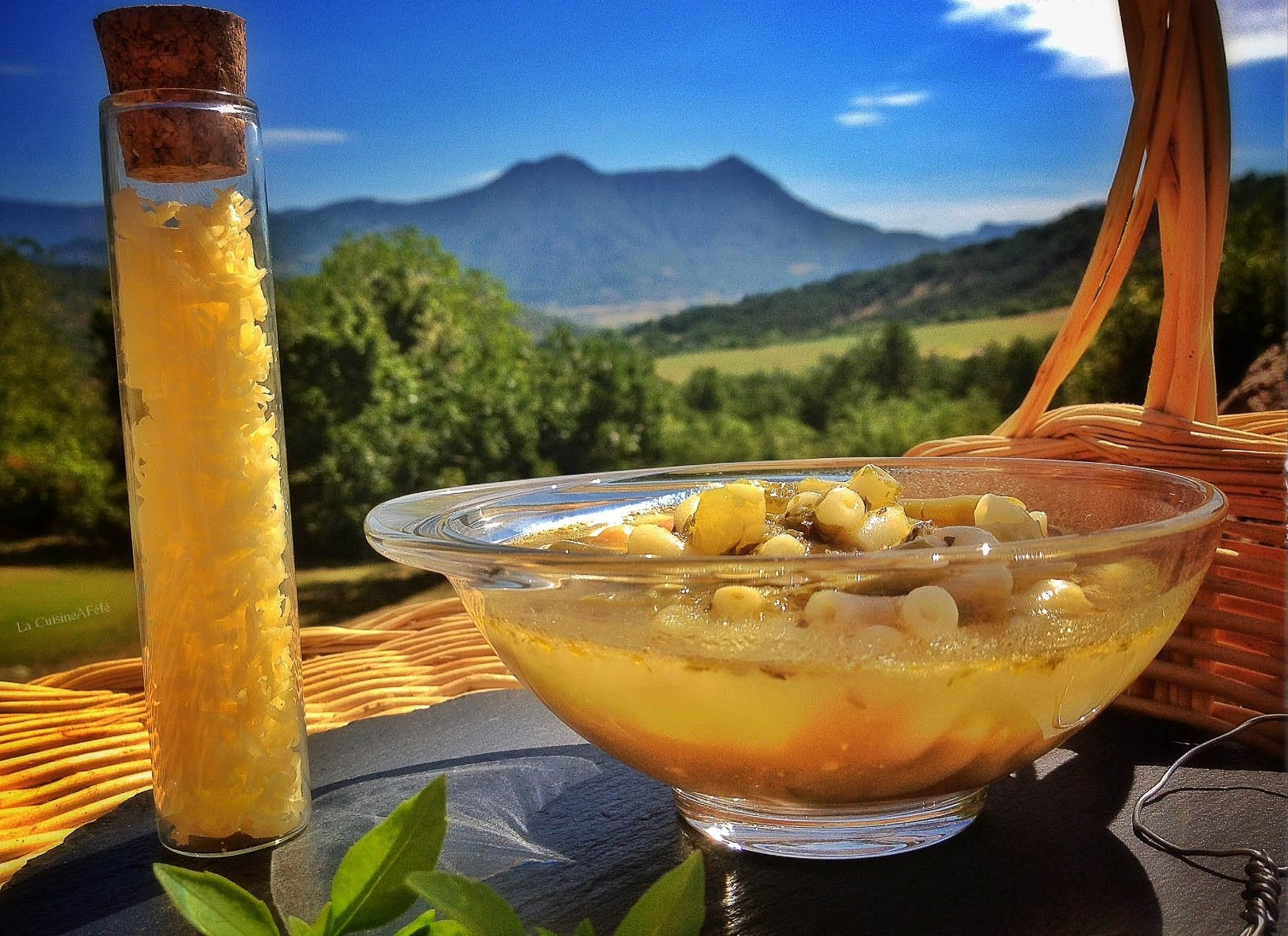
Soupe au pistou dans les Alpes provençales.

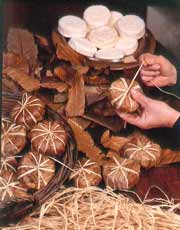
Banons pliés dans leurs feuilles de châtaigniers.

Dans cette section, les différentes recettes de la cuisine française sont regroupées par catégories. Cette classification respecte l'ordre d'un menu mais il est aussi possible de lister les plats par leur région d'origine (cf. la page sur les spécialités régionales).
- Les pains
- Les préparations de base
  - Les sauces
- Les entrées
  - Les hors-d'œuvre
  - Les salades
  - Les entrées froides
  - Les entrées chaudes
- Les soupes et potages
- Les recettes aux œufs
  - Les omelettes
- Les recettes au fromage
- Les poissons et fruits de mer
- Les viandes et gibiers à poil
  - Les recettes de bœuf
  - Les recettes de veau
  - Les recettes d'agneau
  - Les recettes de porc
  - Les recettes de lapin
- Les volailles et gibiers à plumes
  - Les recettes de caille
  - Les recettes de canard
  - Les recettes de dinde
  - Les recettes de pigeon
  - Les recettes de poulet
  - Les recettes de faisan
- Les grillades et fondues
- Les tartes et tourtes
- Les abats
- Les plats de légumes (recettes)
  - Les gratins
- Les féculents (recettes)
- Les fromages français
- Les desserts
  - Les recettes de crème glacée
  - Les recettes de pâtisserie
- Les confiseries
- Les vins français
- Les eaux-de-vie
- Les liqueurs

## Cuisine de Noël
Principalement, on sert en France la dinde aux marrons pour Noël. On sert aussi à cette occasion du saumon fumé, des huîtres, du caviar ou œufs de lompes, et du foie gras. À cela, il faut ajouter des escargots et du boudin blanc. Aussi, la bûche de Noël est une habitude bien française au moment de la période des fêtes. Le chocolat et les gâteaux occupent aussi une place de choix pour cette fête en France,. Le tout est normalement accompagné de champagne, boisson typiquement française.

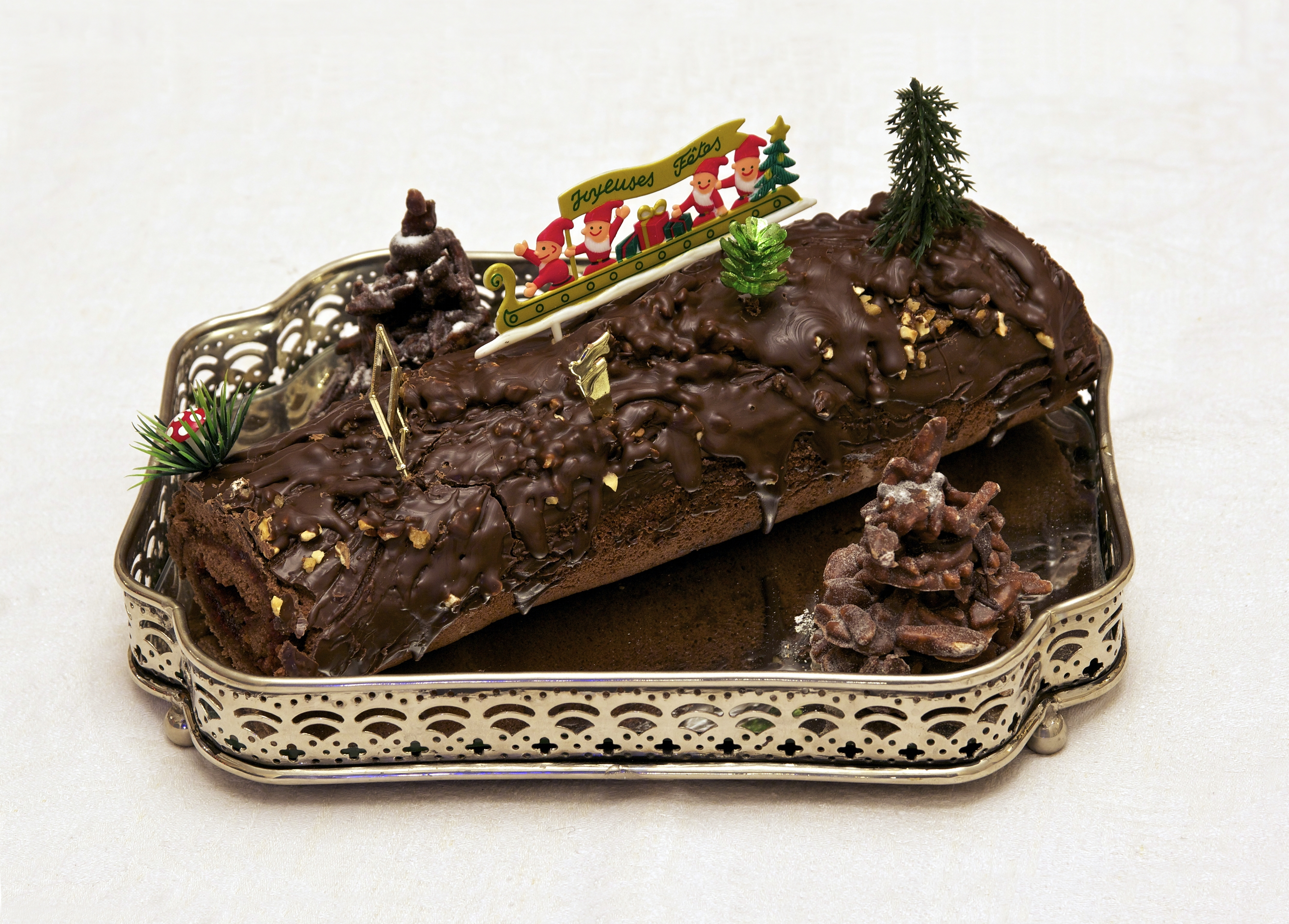
Bûche de Noël chocolat framboise maison.
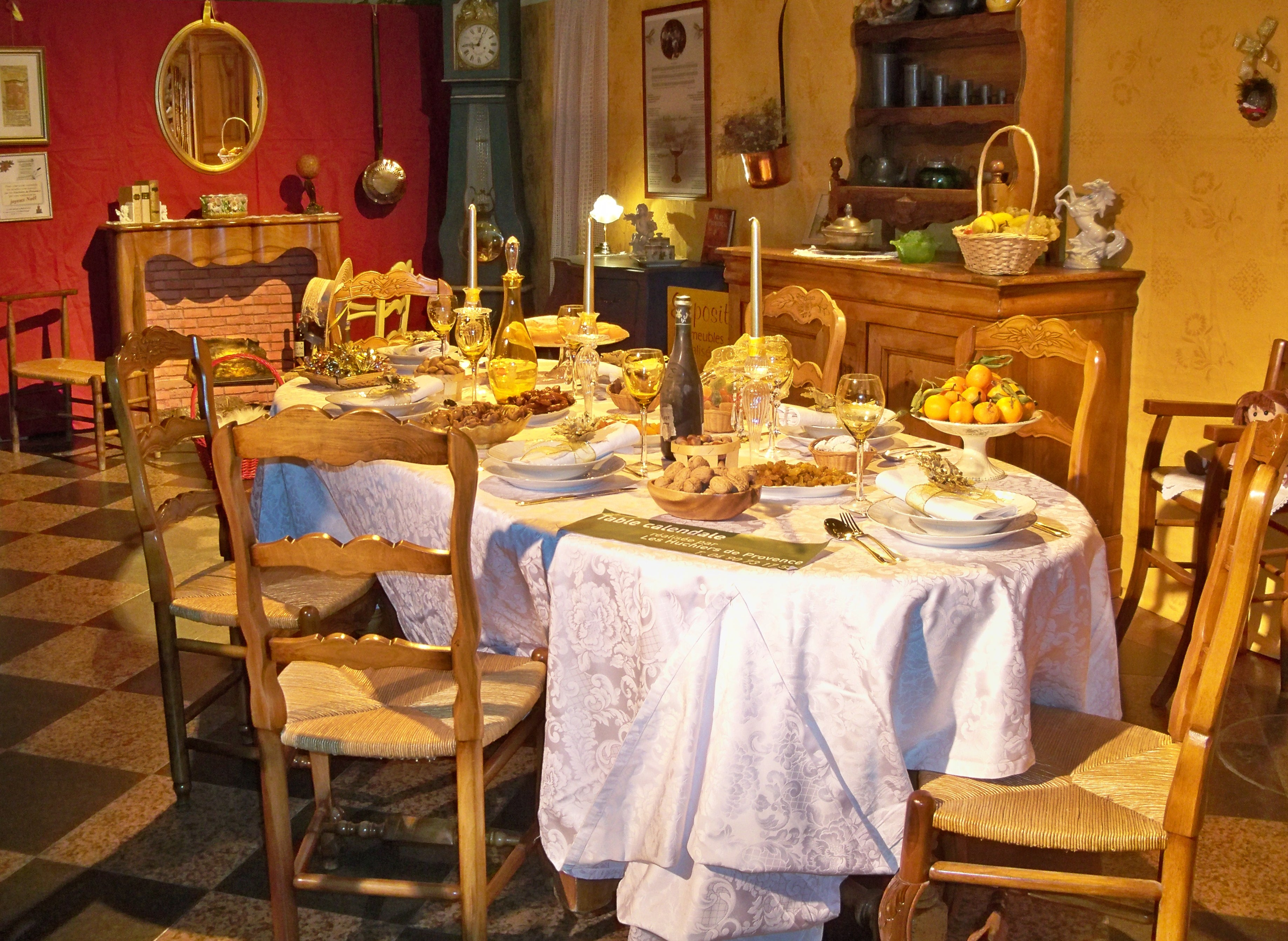
Table du gros souper avec ses trois nappes et les treize desserts.